# 北海道日本ハムファイターズ
北海道日本ハムファイターズ（ほっかいどうにっぽんハムファイターズ、英: Hokkaido Nippon-Ham Fighters）は、北海道を拠点（フランチャイズ）とする日本のプロ野球球団。パシフィック・リーグに所属している。略称は「日本ハム」「ファイターズ」。親会社は日本ハム、球団運営会社は株式会社北海道日本ハムファイターズ。

## 球団の歴史

### 概要
戦後のプロ野球再開に合わせ、1946年に東京都を本拠地とするセネタースとして発足した。翌1947年に東急が買収して東急フライヤーズとなり、以後は親会社の変更などにより1973年までフライヤーズの呼称は継続しつつもチーム名が急映 → 東映 → 日拓ホームと変遷、1974年からは食品会社の日本ハムを親会社とする日本ハムファイターズとなり、さらに2004年に東京から北海道へ本拠地を移し現球団名となって現在に至る。なお、本記事では前身球団時代についても述べる。

### 球団創立
1945年11月6日、戦時中の1943年に解散した東京セネタース（1935年創立）の中心人物だった横沢三郎がセネタース再興を目指し、新規にセネタース（Senators、企業名：セネタース野球協会）を設立。再発足した日本野球連盟に加盟。
東急・東映社史では、セネタースを青鞜（せいとう）と表記する場合がある。

### セネタース時代
1946年
リーグ戦にゴールドスターと共に新球団として参加した。大下弘、飯島滋弥、白木義一郎など即戦力選手を集めたが、横沢個人で立ち上げた球団だったため、財政的に厳しく、ユニフォームは戦前の阪急軍のお下がりという状態だった。旧華族の西園寺公一をオーナーに付け、銀座のキャバレー経営者で高利貸しを兼ねていた織手登がスポンサーになったものの、結局資金不足に陥り、横沢はたった1シーズンで球団経営を諦めざるを得なくなった。
9月27日のゴールドスター戦（西宮球場）では宿舎付近は雨が降っていたため、選手は試合中止と思い込んで移動しなかったが、球場周辺では雨は上がっていた。球場に選手が揃わなかったため放棄試合がプロ野球史上初めて宣告され、0-9で敗戦した。苅田久徳を可愛がっていた強羅ホテル支配人の猿丸元（のち、東急球団代表）が五島慶太の子分で、猿丸が五島に球団経営を勧め、12月18日、東京急行電鉄（東急）に球団権利金24万円を合わせ、合計35万円でチームを売却した。セネタースと東急との仲介の労をとったのは小西得郎と浅岡信夫、黒川渉三である。運営法人として、株式会社東急ベースボール倶楽部を設立。

### 第1次東急フライヤーズ時代
1947年
1月7日、球団名を東急フライヤーズ（とうきゅうフライヤーズ、Tokyu Flyers）とした。当時の東急は大東急と呼ばれ、現在の小田急、京急、京王、相鉄などを含む広大な路線網を持ち、戦後の流れによる分裂騒動の渦中にあった。大東急一致団結の旗印として東急は同球団を買収。当時の同社取締役経理部長であった大川博がオーナーに就任した。こうして誕生したフライヤーズは、中心打者の大下が多くのファンを惹きつけたが、球団経営は依然として赤字だった。

### 急映フライヤーズ時代
1948年
4月9日、これまでプロ球界入りを画策して国民野球連盟にも接近し、大塚アスレチックスといくつかの興行試合を行っていた未加盟プロ球団の大映野球が経営に参加し、企業名を東急大映野球、チーム名を急映フライヤーズ（きゅうえいフライヤーズ、Kyuei Flyers）に改称した。しかし、12月1日、金星スターズを別途買収することが決まった大映はフライヤーズの運営から手を引き、21日に球団名とチーム名は約1年で元の東急フライヤーズに戻った（大映ユニオンズを参照）。
大映野球と合同したため、選手の人数が大幅に増加し、二軍を創設。チーム名は急映チックフライヤーズ（きゅうえいチックフライヤーズ、Kyuei Tic Flyers）となる。チックフライヤーズは急映のフライヤーズに大塚アスレチックス（Otsuka Athletics）のチックを絡ませた名称だった。
フランチャイズ（本拠地）制度が試験導入され、ホームグラウンド（専用球場）を東京都文京区の後楽園球場とする（1952年より正式導入される）。

### 第2次東急フライヤーズ時代
1949年
オフの2リーグ分裂でパ・リーグに加盟。
1950年
パ・リーグ参戦初年度のシーズンは7球団中6位。その後、パ・リーグではしばらくBクラスに低迷。
1952年
大下との契約が難航、結局契約はこじれ、大下はシーズン途中に西鉄ライオンズに移籍。入れ替わりで西鉄から移籍した深見安博が本塁打王となる。

#### 駒澤球場時代
1953年
9月、東急沿線の世田谷区駒沢公園に自前の駒澤球場が完成し、後楽園球場から移転。奔放なプレースタイルから「駒沢の暴れん坊」の異名を取った。

### 東映フライヤーズ時代
1954年
1月1日、東急は当時傍系企業で大川が社長を務めていた東映に球団運営を委託。2月1日、東映は球団を子会社の東映興業株式会社に移管（東急ベースボール倶楽部は休眠会社として存続）。チーム名を東映フライヤーズ（とうえいフライヤーズ、Toei Flyers  ※東映フライヤーズ野球団とも）に変更。球団保有…東急ベースボール倶楽部・球団運営…東映興業の二社体制となる。
1959年
張本勲が入団。新人王。チームは初のAクラス（3位）入り。張本は後に3000本安打を達成。「安打製造機」と呼ばれた。
1960年
12月、前巨人の水原茂が監督就任。水原が巨人監督を勇退すると、大川は招聘工作に動き京都や銀座にバー「おそめ」を開いていた上羽秀の恋人でもあった俊藤浩滋（後の映画プロデューサー）を呼んだ。水原とは、飲み友達だった俊藤もマキノ雅弘ら映画人とも知合いで、大川にも可愛がられていた。この招聘工作をきっかけに、水原は監督に就任した。
1961年
それまで、近鉄と最下位争いをしていた東映が監督の水原の指揮で終盤まで南海との優勝争いとなった。南海のエースの杉浦忠が離脱したこともあり、マスコミは東映が有利としていたが10月11日からの対南海5連戦で3勝した方が優勝という状況で東映は3連敗で10月15日に優勝を逃し、優勝した南海と2.5ゲーム差の2位に終わる が、他の5球団に勝ち越す。張本が初の首位打者を獲得。

#### 明治神宮球場時代
1962年
東京オリンピック（1964年）の整備計画のために駒澤球場が取り壊されることになった。試合会場の確保に悩まされたが、紆余曲折の末に新宿区の明治神宮球場を学生野球のオフシーズンのみ借り、学生野球のシーズンは後楽園球場など、他の球場を借りることで解決した（通常は神宮への移転とみなされる。この年の東映主催の日本シリーズのうち、第3・4戦は神宮、第5戦は学生野球と日程が重複したため、取決め上後楽園で開催した）。同年年頭、大川はワシントンハイツと多摩川園のいずれかへの新球場建設の将来構想を語ったが、結局は実現しなかった。水原監督の下で土橋正幸と尾崎行雄の両エースが活躍し、9月30日、マジック対象チームだった2位南海が近鉄に4-5で敗れたことで、球団史上初のリーグ優勝を果たした。なお、東映のその日の対戦カードや勝敗については不明だが、監督の水原を優勝胴上げした際に彼が着ているユニフォームのデザインからビジターゲームで決めている。日本シリーズでも阪神タイガースを4勝2敗1引き分けで破り、球団史上初の日本一を達成した。このシリーズの最優秀選手 (MVP)は土橋正幸と種茂雅之の2名が選出されているが、MVPが2名選出されたのは日本シリーズ史上初にして、唯一である。張本が球団史上初のMVP、尾崎が新人王を受賞した。
東映は1973年にチーム名を日拓ホームフライヤーズ、1974年からチーム名を日本ハムファイターズ、2004年からチーム名を北海道日本ハムファイターズに変更およびフランチャイズを北海道に移転するため、東映フライヤーズとしてのリーグ優勝・日本シリーズ・日本一および東京時代としての日本一はこの年が最初で最後となり、それと同時にこの年から1981年にかけて19年間、リーグ優勝・日本シリーズ、2006年までに44年間、日本一、2007年までに45年間、年間勝率1位によるリーグ優勝、2016年までに54年間、年間勝率1位によるリーグ優勝をした上で出場した日本シリーズでの日本一から遠ざかることになる。
1964年
9月30日に東映は資本面で東急から分離独立し、東急グループから離脱するが、球団は引き続き共同保有の形を採っていた。

#### 後楽園球場復帰後
1965年 - 1967年
国鉄スワローズの神宮進出に伴い、後楽園球場での試合が多くなり、1965年に正式に後楽園球場に復帰することになった。1960年代後半に入り、張本の他、大杉勝男、白仁天、毒島章一、大下剛史ら強打者を擁した。しかし、チームはAクラスこそ入るものの、優勝からは遠ざかっていた。大川は野球が好きで、当時の東映の新作の広告には「映画は東映 野球も東映」というキャッチコピーも添えてはいたが、もともと無駄な補強費を使わなかった大川は球団に金を使いたがらなかった。元巨人の名監督ということで年俸の高かった水原は1967年に監督を解任された。
1968年
大下弘が監督に就任し、大川オーナーは「門限なし、罰金なし、サインなし」という球史に残る"三無主義"を打ち出す。しかし、川上巨人のような緻密な野球が主流となりつつあった時代に大下が現役だった頃のような野武士野球をやっても勝てるわけがなく、大下はシーズン途中で休養、球団史上初の最下位に終わる。
1969年
松木謙治郎が監督に就任し、外野手の毒島章一がコーチ兼任で松木を支えた。また、前年途中まで監督だった大下も、監督としての2年契約を結んでいた関係から、スコアラーを1シーズン務めた。投手陣ではこの年に日通浦和から入団した金田留広（金田正一の実弟）が18勝、2年目の高橋直樹が13勝をマーク。チームは前半戦をAクラスで終えていたが、後半戦は4位に終始した。
1970年
「黒い霧事件」が発生し、エースの森安敏明が永久追放を受け映画産業の斜陽なども響いて人気が低迷していく。張本が日本プロ野球記録（当時）となる打率.383を記録し4年連続の首位打者、大杉が最多本塁打・最多打点の2冠を獲得するも、エースを失った影響は大きく、チームは5位に沈んだ。7月30日開幕の後期からは松木の休養に伴い、ヘッドコーチの田宮謙次郎が監督代行を務めた。
1971年
田宮が一軍監督、岡田茂が東映本社の社長に就任する一方で、球団の経営に熱心だったオーナーの大川がシーズン中の8月17日に急逝した。この事態を受けて大川の長男・毅が球団オーナーに就任した。
投手陣では、高橋善正が8月11日の対西鉄戦で完全試合を達成。打線は5月3日の対ロッテ戦（東京スタジアム）の延長10回表に代打・作道烝の満塁本塁打で勝ち越すと、続く大下、大橋穣、張本、大杉もソロ本塁打を放ったことによって、NPB公式戦新記録の5者連続本塁打を達成した。もっとも、この試合に大勝するまで9連敗を喫するなど、チームはシーズン序盤から下位に低迷。結局、5位でシーズンを終えた。
シーズンの終了後には、大橋と種茂が阪本敏三との交換トレードで阪急へ移籍。この年の春季キャンプ直前に熊谷組からドラフト外で入団した江本孟紀も、1シーズン在籍しただけで、高橋博士との交換トレードによって、佐野嘉幸と共に南海へ移籍した。
1972年
高橋が7試合連続完投勝利、大杉が8月に月間15本の本塁打を記録するなど活躍の場を見せる。6月に一時2位へ浮上したがシーズンの最終順位は4位で、2位・近鉄および3位・南海とわずか1ゲーム差だった。高橋はオールスターゲームにも出場したが、シーズンの終了後に小坂敏彦・渡辺秀武との交換トレードで巨人へ移籍している。
その一方で、球団を所有する東急の五島昇社長と岡田は大川色の強い球団の体質や、年間で3億円の赤字を出すほどだった球団の採算性を問題視していった。五島が野球を嫌っていたこと や、東映自体の経営再建が急を要していたこともあって、球団経営権の売却を模索するようになった。なお、当初はパイオニアとの間で売却交渉を進めていたが、同社は10月21日に買収の断念を決めた。

### 日拓ホームフライヤーズ時代
1973年
1月16日に親会社の東京急行電鉄が球団を保有していた東急ベースボール倶楽部を東映に譲渡。東映は岡田・五島共通の知人である西村昭孝の経営する不動産会社・日拓ホームへ球団を売却した。売却額は3億円で、日拓ホームは買収を機に球団の商号を日拓ホーム野球株式会社、チーム名を日拓ホームフライヤーズ（にったくホームフライヤーズ、Nittaku Home Flyers）に改称。2月7日のパ・リーグ実行委員会で、球団名変更が承認された。
岡田・五島・西村はいずれも「亀清会」（雑誌『経済界』主幹の佐藤正忠と東急エージェンシー社長の前野徹が主宰していた若手実業家の親睦会）のメンバーで、岡田が1972年12月の例会で東映フライヤーズの売却計画を他のメンバーへ打ち明けたことを機に、日拓ホームの知名度と企業イメージの向上を目論んでいた西村と意気投合。日拓ホームの関連会社・日拓観光の硬式野球部が当時社会人野球に参加していたことや、社会人野球のチームを保有した経験のある企業の社長（丸井の青井忠雄や日本熱学工業の牛田正郎）も「亀清会」のメンバーだったことから、一時は牛田の提案で「輪番制」（会員企業による数年単位の持ち回り）による球団運営も検討されていた。結局、佐藤や前野が西村を説得した末に日拓ホームが単独でフライヤーズの受け皿になった。
新オーナーの西村は、「黒い霧事件」の後遺症でセ・リーグとの人気の差が埋めがたいほど大きくなっていたパ・リーグに活気を取り戻そうと、球団の運営やファンサービスで新しい試みを次々と打ち出した。後期にはホーム・ビジター合わせて7種類（7色）のユニフォームをナインに日替わりで着用させたが、後期途中の9月中旬に日本熱学工業によるフライヤーズの買収説が報じられたことをきっかけにNPBの1リーグ化を睨んだロッテオリオンズとの合併を画策。10月にはパ・リーグのオーナー懇談会で南海・阪急・近鉄が合併を承認したが、他の球界関係者からの協力を得られず、合併は調印寸前で破談に至った。このような球界の体質に嫌気が差した西村は球団経営の費用対効果が買収の時点で想定したほど高くなかったこともあって、球団経営を放棄することを決意する。結局、わずか1シーズンで球団の経営権を売却した。日拓ホームフライヤーズとしての最後の試合は11月11日、愛知県豊田市で開かれた中日ドラゴンズとのオープン戦であった。
パ・リーグはこの年から1982年まで前期・後期から成る2シーズン制を採用した。チームは田宮が引き続き一軍の監督を務めたが、前期を5位で終わり更迭された。後期には二軍監督から一軍監督に昇格した土橋がチームを3位にまで引き上げたものの、チームは総合5位でシーズンを終えた。投手陣では前年のドラフト会議で東映からのドラフト1位指名を経て入団した新美敏が通算12勝で新人王を獲得。高橋直樹もノーヒットノーランと自身4年振りの2桁勝利を記録した。高橋善正との交換トレードでこの年に巨人から移籍した渡辺秀武も2桁勝利を挙げたが、数年来右肩痛に悩まされてきた尾崎がこの年限りで現役を引退した。東映の新人時代から先発陣の一角を担ってきた金田留広もこの年から長兄の正一がロッテの一軍監督へ就任した縁で、シーズン終了後に野村収との交換トレードでロッテへ移籍した。打撃陣では、張本が後期に一軍のヘッドコーチを兼務しながらシーズン（後期）の終盤まで激しい首位打者争いを展開。大杉は6年連続のシーズン30本塁打に加えて、後期終盤の10月にパ・リーグ公式戦新記録の6試合連続本塁打を達成した。

### 日本ハム時代

#### 東京時代（日本ハムファイターズ時代）
1973年11月19日に日拓が球団の経営権を日本ハムへ売却。球団の運営法人名が日本ハム球団株式会社に変わるとともに、オーナーに大社義規、球団社長に三原脩、監督に中西太（いずれも香川県の出身者）が就任した。日本ハムでは球団経営権の取得を機に、チームの新しいニックネームを一般から公募。選考の結果、12月17日にチーム名を日本ハムファイターズ（にっぽんハムファイターズ、Nippon Ham Fighters）に変更することが発表された。
親会社の日本ハムは徳島県で創業した後に（創業当時の社名は徳島ハム）本社を大阪市へ移していたため、かねてから関東地方への進出を模索した。「プロ野球の発展を通じてスポーツを振興し、青少年の育成、そして社会に貢献していきたい」という大社の熱意もあって、関東地方での球団経営に乗り出した。このような事情から、日拓ホームからの球団買収に際して本拠地を日拓ホーム時代と同じ後楽園球場に置くことを唯一の条件に挙げた。前オーナーの西村は土橋の監督続投を日本ハム側と約束していたが、日本ハム側は球団の買収を主導していた三原の義理の息子で、過去に西鉄でプレーイングマネジャー（選手兼任監督）を経験していた中西を新監督に据えた。

##### 中西監督時代
1974年
前後期ともに最下位で、総合最下位に終わった。張本が7度目の首位打者を獲得。三原は東映時代の主力一掃を狙い、大規模なトレードに着手した。同年オフ、大杉がヤクルト、白が太平洋クラブ、大下剛史が広島東洋カープに移籍。ヒーローインタビューを日本で初めて開始する。
1975年
前・後期共に4位ながら2年連続の総合最下位に終わった。高橋直樹が17勝、大杉との交換で入団した小田義人が首位打者を争うも、太平洋に移籍した白にわずかに及ばなかった。同年オフ、張本が高橋一三・富田勝との交換で巨人に移籍、中西は解任され、大沢啓二が監督に就任した。

##### 第1次大沢監督時代
1976年
小田義人と新外国人のウォルター・ウィリアムス、巨人から移籍した富田勝が打率ベストテン入りするも、前期4位・後期5位の総合5位に終わった。
1977年
前期4位・後期4位で2年連続の総合5位に終わる。
1978年
ボビー・ミッチェルが本塁打王、南海から移籍の柏原純一も活躍しチーム成績は総合3位。ファイターズになってから初のAクラス入りとなる。
1979年
高橋直樹が20勝を挙げ、島田誠が1イニング3盗塁をはじめ55盗塁を記録するも結果は2年連続の総合3位。
1980年
新人の木田勇が22勝で最多勝獲得、MVP・新人王などタイトル投手部門を独占、打線も柏原、トニー・ソレイタ、トミー・クルーズのクリーンナップが活躍、後期は最終戦を前に後期優勝にあと1勝までこぎつけた。しかし、満員の後楽園で行われた10月7日の対近鉄最終戦（10.7決戦）では3回から登板した木田が打ち込まれて敗戦、残り試合を全勝した近鉄に逆転優勝を許した。結果的には前後期ともに2位、総合3位となった。
オフには高橋直樹と広島・江夏豊の交換トレードを行う。
1981年
前期は4位に終わるも、後期優勝。プレーオフで前期優勝のロッテと対戦。前評判では圧倒的にロッテが有利と言われたが 、3勝1敗1分で破り、1962年以来19年ぶり通算2度目、日本ハム譲渡初のリーグ優勝を本拠地で決めた。これにより、当時のパ・リーグ全球団が前身および2シーズン制を含め、リーグ優勝を主催試合で決めた。これは、パ・リーグの球団数が6球団となった1958年から数えて23年目のことである。日本シリーズは同じ後楽園球場を使用する巨人との対戦となったため、全試合が同一球場で行われた。井上弘昭が活躍するも、クルーズの故障離脱が響き、巨人に2勝4敗で球団史上初の日本シリーズ敗退となり、1962年以来19年ぶりの日本一を逃した。
打撃陣では本塁打・打点の2冠王となったソレイタにプレーオフMVPの柏原とクルーズのクリーンナップに加え、島田や菅野光夫、高代延博といった小兵選手も活躍した。投手陣では木田こそ10勝止まりだったが、間柴茂有が15勝0敗で規定投球回到達投手として戦後初の無敗投手となったほか、岡部憲章が防御率1位、高橋一三も14勝を挙げた。江夏も広島時代から3年連続でセーブ王となった。
日本ハムは2004年からチーム名を北海道日本ハムファイターズに変更し、フランチャイズを北海道に移転するため、日本ハムファイターズとしてのリーグ優勝・日本シリーズはこの年が最初で最後、東京時代としてのリーグ優勝・日本シリーズはこの年が最後となり、それと同時にこの年から2006年にかけて25年間、リーグ優勝・日本シリーズから遠ざかることになる。
1982年
後期に優勝するものの、プレーオフで前期優勝の西武に1勝3敗で敗れ、総合2位に終わる。20勝で最多勝を獲得した工藤幹夫がシーズン途中に骨折し、復帰は絶望とみられていたがプレーオフ第1・3戦に先発し、「一世一代の大芝居」として話題を呼んだ。高橋里志が防御率1位。
1983年
パ・リーグの1シーズン制が再開、結果は優勝した西武に大差をつけられたもののAクラスの3位となった。二村忠美が新人王、江夏が3年連続最多セーブ。オフに江夏が西武に移籍した。

##### 植村監督時代
1984年
長嶋茂雄に監督要請するも断られ、植村義信が監督に就任するも、最下位に低迷し、6月27日に解任された。終盤は大沢が監督代行を務めるも、そこから球団史上最悪の14連敗を喫してしまい、1974年以来10年ぶりの最下位に終わった。
中日ドラゴンズから三沢淳を獲得。

##### 高田監督時代
1985年
高田繁が監督就任するが、首位西武と23ゲーム差の5位に終わった。
1986年
首位西武と13.5ゲーム差で2年連続の5位。新外国人のトニー・ブリューワが.321の打率を挙げる。
1987年
新人の西崎幸広が15勝を挙げる活躍を見せ、チーム成績は3年ぶりのAクラスとなる3位となる。オフに大宮龍男・田中富生と中日の大島康徳・曽田康二との2対2トレードを行った。
この年をもって、後楽園球場が閉鎖したため、日本ハムは巨人と共に同地（文京区後楽）で建設中の東京ドームに移転する。

#### 東京ドーム時代

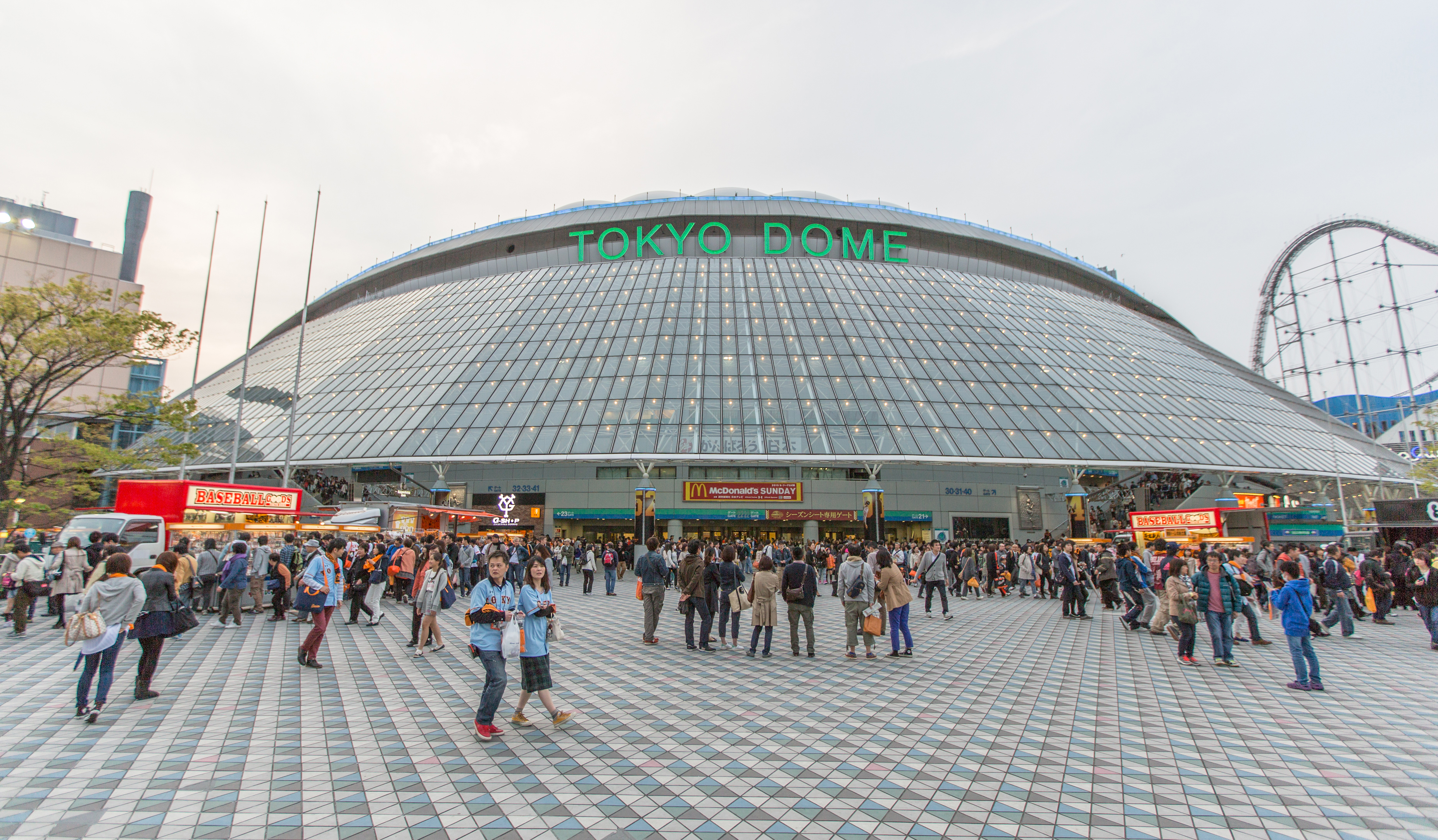
東京ドーム（1988年から2003年の本拠地。2004年以後は準本拠地として使用）

東京ドーム移転後は西崎幸広や柴田保光らが投手王国を形成。観客動員のアイディアとして「カップルシート」、「ビアシート」などのチケット販売や近藤貞雄発案といわれる「キスをしたら入場無料」、「仮装で来たら入場無料」「同一カード3連戦に指定日なし（例:「○月1日・2日・3日」と書かれており、この内だったら切符一枚につき一度、何時でも入場可）」といったイベントなどを打ち出す。しかし、この16年間で一度もリーグ優勝・日本一はなかった。
1988年
投手陣は西崎、松浦宏明が最多勝、河野博文が防御率1位の活躍でチーム防御率も1位だった。しかし、打撃陣はチームの大砲であったブリューワが腰痛によって1年を棒に振り、前年度ベストナインの白井一幸も試合中に骨折など怪我人が続出、トレードで獲得した大島康徳、急遽獲得したマイク・イースラーの奮闘があったものの、チーム打率、得点数、盗塁数がリーグ最下位という貧打で2年連続3位となるも62勝65敗3分と負け越した。岡持和彦が現役を引退した。観客動員数が過去最高の245万8500人を動員する。オフに高代延博と広島の鍋屋道夫・滝口光則との1対2トレードを行った。また、高田が監督辞任、後任監督は近藤貞雄が就任した。

##### 近藤監督時代
1989年
開幕前に大洋から若菜嘉晴を無償トレードで獲得し、開幕戦では新人の中島輝士がサヨナラ本塁打を放つ。前年腰痛で1年を棒に振ったブリューワが復活し打率3割超え、西崎が16勝を挙げるも投手陣の不調で5位に終わった。シーズン途中に巨人から角盈男を無償トレードで獲得、角は先発で勝利となった。
オフに田中幸雄・早川和夫と中日の藤王康晴・小松崎善久との2対2トレードを行った。
1990年
柴田保光が4月25日の対西武戦でノーヒットノーランを達成し、新外国人のマット・ウインタースや、ドラフト1位酒井光次郎とベテラン若菜とのバッテリーが活躍する。大島が2000本安打を達成。66勝63敗1分と勝ち越すが、順位は首位西武と16.5ゲーム差の4位に終わった。
オフに小松崎と中日の斉藤浩行、島田誠とダイエーの坂口千仙とのトレードを行った。古屋が自由契約となった（阪神に移籍）。
1991年
オープン戦史上初の13連敗と波乱の幕開けとなったが、シーズンでは白井が最高出塁率、武田一浩が最優秀救援投手を獲得。チームは前半戦貯金2で折り返し、7月まで勝率5割を維持したものの、8月に5勝16敗2分けと大失速、貧打線で4位に終わる（閉幕した時点で、ダイエーが残り5試合で1勝すればダイエー4位、日本ハム5位という状況にあったが、ダイエーがロッテ5連戦を1分け4連敗して閉幕〈ロッテ戦前からだと1引き分けを挟む6連敗〉したために4位に浮上した）。
オフに近藤が監督を辞任し、後任は土橋正幸が1973年後期以来の監督復帰を果たした。津野浩と広島の金石昭人とのトレードを行った。

##### 土橋監督時代
1992年
広島から移籍した金石昭人がチームトップの14勝、片岡篤史が新人ながらレギュラーで活躍したがエース西崎が不振、主砲として期待していた田中幸雄が開幕戦でリタイアした。それでも7月までは勝率5割を維持していたが前年同様8月以降に大失速、ベストメンバーが組めず5位に終わる（最下位のロッテが先に閉幕した時点で、残り2試合で1分け1敗以下なら最下位という状況にまで追い込まれたが西武戦に辛勝し〈最終戦の近鉄戦はサヨナラ負け〉、最下位は免れた）。土橋は、当初は成績関係無しに翌年も監督を続投する方向で話が進んでいたが、チーム内での関係が修復不可能な状況に陥ってしまった事をフロント側が憂慮した事から方針を変更し、最終的には契約を一年残して監督を解任された。9月30日には本拠地・東京ドームで西武に5-14で敗れ、西武・森祇晶監督の3年連続胴上げを許す屈辱を味わった。後任の人選は難航したが、フロント入りし、監督招聘を行っていた大沢啓二が球団フロント内から懇願された事もあり、3度目の監督に就任。

##### 第2次大沢監督時代
1993年
投手陣では西崎が復活して防御率リーグ2位の2.20を挙げたほか、武田、前年リリーフエースだった白井康勝が先発で活躍、金石が怪我の影響もありリリーフへ転向。打撃陣では前年開幕戦だけしか出られなかった田中幸、それまで主に守備固めだったがレギュラーに抜擢された広瀬哲朗、ウィンタース・新外国人リック・シューなどが活躍する。首位西武にわずかの差で及ばず、リーグ優勝を逃し、西武と1ゲーム差の2位でシーズンを終えた。金石と田村藤夫が最優秀バッテリー賞を受賞している。
1994年
46勝79敗5分で1984年以来10年ぶりの最下位に終わった。5球団すべてに負け越し、打率・得点・安打・打点・防御率・失点・盗塁もリーグ最下位となった。3連敗以上を14度記録、逆に3連勝以上は3度しかなかった。9月29日の本拠地最終戦では試合終了後のセレモニーで大沢監督がファンの前で土下座している。また、観客動員数が東京ドームに本拠地移転後初めて200万人を割り込んだ。大島と柴田が戦力外通告を受け、2人ともその後現役を引退した。オフに木村拓也とプラス金銭で広島の長冨浩志とのトレードを行った。
大沢は監督を辞任し、後任として元阪急・オリックス監督の上田利治が就任した。

##### 上田監督時代
1995年
若手の岩本勉・今関勝・島崎毅・田口昌徳・上田佳範・井出竜也らを積極的に起用したが、4位に終わる。西崎が西武相手にノーヒットノーランを達成、2年目のキップ・グロスが最多勝を獲得した。田中幸が打点王を獲得。新外国人のティム・マッキントッシュの不振・解雇により、急遽獲得したバーナード・ブリトーがわずか56試合の出場ながら21本塁打・50打点という驚異のペースで本塁打と打点を量産。白井一が開幕3戦目に故障で離脱すると、それまで一軍と二軍の往復生活をしていたプロ14年目の渡辺浩司が二塁のレギュラーに抜擢されて話題となった。
オフに武田・松田慎司とダイエーの下柳剛・安田秀之の2対2トレードを行った。田村がロッテ、白井一がオリックスに金銭トレードし、河野がFAで巨人へ移籍した。
1996年
岩本、今関、芝草宇宙の台頭、ベテランの西崎、中堅の片岡の復活等投打が噛み合い前半2位オリックスと5ゲーム差を付けて首位をひた走るも後半チーム全体で極度の打撃不振に陥り失速。さらに上田がシーズン終盤に家庭の事情により休養しチームを離脱（結果的にオリックスに逆転優勝を許す遠因となった）、結果は2位に終わる。グロスが二年連続で最多勝、島崎が最多ホールド、3年目の金子誠が新人王を獲得。
二軍は本拠地を神奈川県川崎市の日本ハム球団多摩川グランドから千葉県鎌ケ谷市のファイターズ鎌ケ谷スタジアムに移転している。
1997年
前年オフに巨人を自由契約になった落合博満をヤクルトとの競合の末に獲得。しかし、落合も不振で期待ハズレの結果に終わり、前年合計48勝をあげた西崎、今関、岩本、芝草、金石、島崎が軒並み怪我や不調で合計20勝に終わった。新外国人のナイジェル・ウィルソンが本塁打王を獲得。上田が落合の指導の下、初の規定打席到達・3割を打つなど飛躍し結果はリーグ4位。二軍は移転初年度にしてファーム日本選手権を制覇、
オフに長年チームのエースだった西崎が西武石井丈裕と奈良原浩との交換トレードで移籍。金石が成績不振で解雇された。
1998年
開幕投手候補だったグロスが開幕直前に怪我でリタイアするアクシデントにあうも、グロスに代わり開幕投手を務めた岩本が球団史上初の開幕戦完封勝利を挙げ、関根裕之・金村暁・黒木純司が台頭した。今関、芝草も前年の不調を脱出。ウィルソン、ジェリー・ブルックス、田中幸雄、片岡、西浦克拓を擁してビッグバン打線と呼ばれた。西武から移籍の奈良原も打撃・守備に活躍しレギュラーを獲得。開幕直前にヤクルトから移籍の野口寿浩が正捕手として活躍する。前半戦は首位独走で一時は最大貯金23まであったが、後半戦に9連敗を喫するなど大失速。西武に逆転され、優勝を逃した。ウィルソンが二年連続で本塁打・初の打点王、金村が最優秀防御率、片岡が最高出塁率を獲得、落合が現役を引退した。初代ホールド王を受賞した島崎が中日へ金銭トレードで移籍した。
1999年
前年まで主に代打の切り札だった小笠原道大が捕手から一塁手に転向、「史上最強の2番打者」として大活躍し、岩本が稲尾和久に並ぶ2年連続開幕戦完封勝利を挙げる。だが、4月の月間MVPを獲得した金村が4月末に怪我でシーズンの大半をリタイア、ウィルソンも怪我で離脱した。石本努や途中加入したシャーマン・オバンドーの奮闘があったものの、前年ブレイクした西浦の不調や岩本、関根、ルーキーの建山義紀以外の先発投手陣の不調もありリーグ5位に終わった。
上田は監督を辞任し、後任の監督に1994年に引退以来の復帰となる大島が就任した。

##### 大島監督時代
2000年
小笠原が最多安打、野口が捕手ながら最多三塁打を獲得。前年、怪我でほとんど出場できなかったウィルソンが37本塁打と復活。投手陣では下柳が先発に転向し、2年目の立石尚行も先発ローテーションに定着しチーム打率、本塁打数、得点数、盗塁数が全てリーグ1位という破壊力抜群の打線で優勝争いに加わるも、エース岩本の不調やチーム防御率4.70と投手陣の不安定な結果、首位ダイエーと4.5ゲーム差、2位西武と2ゲーム差の3位に終わった。
2001年
小笠原が最多安打を獲得、ルーキー中村隼人が初登板初完封を含むシーズン3完封（シーズン6勝）を上げるも、序盤から投手陣の不調、野手陣の故障者が続出し、1994年以来7年ぶりのリーグ最下位に沈んだ。首位近鉄と24.5ゲーム差、5位ロッテと10.5ゲーム差、53勝84敗3分（勝率.387）の成績に終わり、観客動員数が137万6000人まで落ち込んだ。
オフに片岡が阪神にFA移籍。
この年は21世紀最初のペナントレースだったため、日本ハムは「21世紀最初のパ・リーグ最下位球団」となった。
2002年
観客の増加を図るため、それまでプロ野球球団がなかった北海道札幌市に本拠地を移す構想が3月20日刊の北海道新聞でトップ記事になった。同時期に同市の準本拠化を計画していた西武からの反発もあったが、西武には他球団の公式戦試合も札幌ドームで開催するという条件を付けて移転を受諾させ、移転後も数試合を引き続き東京ドームで主催試合を行うと発表した。大島が3月31日のダイエー戦で暴力行為となったため、退場で2試合出場停止、小笠原が初の首位打者、正田樹が球団では金子以来、投手としては1980年の木田勇以来の新人王を獲得した。チームは前半戦貯金1で折り返したものの、後半戦で失速し、5位に終わった。
大島は監督を解任され、後任に球団初の外国人監督のトレイ・ヒルマンが就任した。

##### ヒルマン監督時代
2003年
翌年からの本拠地となる札幌ドームでは2001年7月31日の初試合以来これまで10戦して8敗2分と勝てなかったが、8月20日の対近鉄戦で3対1で初勝利する。シーズンでは前年オフに野口とのトレードで阪神から移籍してきた坪井智哉が復活して高打率を記録し、小笠原が2年連続の首位打者と最高出塁率を獲得した。投手陣でも先発転向二年目のカルロス・ミラバルがリーグ2位の16勝を挙げ金村も2年連続二桁勝利の10勝を挙げたが、前年新人王を獲得した正田がリーグ最多の15敗を記録し、それまでチームを支えていた岩本・関根が怪我や不振もあり、チームは2年連続5位に終わってしまった。
オフに横浜から金銭トレードで中嶋聡、ニューヨーク・メッツを自由契約となった新庄剛志（登録名「SHINJO」）を獲得。

#### 北海道時代（北海道日本ハムファイターズ時代）

##### 札幌ドーム時代
2003年8月に北海道の有力企業との出資で、移転後の球団運営会社となる株式会社北海道日本ハムファイターズを設立。事務所と本拠地を札幌ドームに移転し、日本ハム球団株式会社は球団運営権を譲渡して解散した。これにより、北海道をフランチャイズとするプロ野球球団が初めて誕生し、東京都をフランチャイズとするパ・リーグ球団はなくなったが、本拠地を北海道に移した後も、旧本拠地の関東地域のファンのために東京ドームなどで主催試合を開催してきた（後述）。
2004年
この年からパ・リーグに導入されたプレーオフ出場をロッテとシーズン終盤まで争い、9月24日の対オリックス・ブルーウェーブ戦でプレーオフ進出を決め、最終的に4位ロッテと0.5ゲーム差であったが、この年のプロ野球は近鉄とオリックスの球団合併による球界再編問題が取り沙汰され、選手会はこの問題で9月18日・19日の2日間、全球団それぞれ2試合ずつ計12試合でストライキを行い、試合中止となり、代替試合は行われなかったことも影響した。
プレーオフ第1ステージでは2位の西武に1勝2敗で敗退した。フェルナンド・セギノールが44本塁打で本塁打王、建山が最優秀中継ぎ投手に輝く。横浜から移籍の横山道哉が28セーブで最多セーブを挙げた。
オフにメジャー移籍を目指していたヤクルトの稲葉篤紀がFAで入団し、球団初のFA入団獲得となった。ドラフト会議では1位指名した東北高校のダルビッシュ有の交渉権を獲得した。
2005年
4月27日に日本ハム球団の初代オーナーだった大社義規が死去、元監督の高田繁が球団初のゼネラルマネージャー（GM）に就任。背番号100はオーナーとしてはNPB史上初めて永久欠番になった。この年から始まったセ・パ交流戦でも11連敗を喫し、5位に終わった。
2006年
3月24日、巨人から實松一成、古城茂幸との2対1トレードで岡島秀樹を獲得。4月18日、SHINJOが同年限りでの引退を発表した。セ・パ交流戦の最終戦となる6月20日の対ヤクルト戦から7月7日の対西武戦まで1961年以来45年ぶりの球団最多タイとなる11連勝を記録。西武、ソフトバンクと首位を争い、9月27日の最終戦で1位通過が決定した。チーム防御率3.05、チーム本塁打数135はいずれもリーグトップであった。西武には7勝13敗と負け越したものの、福岡ソフトバンクホークスにはダイエー時代を含めて1997年以来9年ぶりの勝ち越しで、オリックス・バファローズと東北楽天ゴールデンイーグルスにはそれぞれ17勝3敗と大差を付けた。
プレーオフ第2ステージ（対ソフトバンク戦）では2連勝で制し、1981年以来25年ぶり、北海道移転後初のリーグ優勝を果たした。
中日との日本シリーズでは4勝1敗で制し、1962年以来44年ぶり、日本ハム譲渡および北海道移転後初の日本一を前身を含め、本拠地で決めた。10月26日に札幌ドームでの日本シリーズ第5戦にてSHINJOの引退試合が行われた。11月12日、アジアシリーズでも優勝を飾り、アジア王者となった。
打撃部門では小笠原が本塁打・打点の二冠王を獲得。投手陣はリーグ1のチーム防御率3点台前半を記録し、八木智哉が12勝を挙げて新人王に輝いた。この年のリリーフは武田久とMICHEALの2人の名前を取って、親会社の日本ハムにも引っかけてHisashi And Micheal、略してHAM（ハム）と呼ばれた。岡島秀樹が登板した日はTOM（トム）とも呼ばれていた（武田のT、岡島のO、マイケルのM）。時々andを「&」と表現し、「H&Mの方程式」とすることもある。武田久が45ホールドポイントのリーグ新記録で最優秀中継ぎ投手。MICHEALが39セーブのリーグ新記録で最多セーブ。
オフに小笠原が巨人、岡島がボストン・レッドソックスにFA移籍。ドラフトでは日本大学の長野久義をドラフト指名するも、入団を拒否された。戦力外となった坪井と再契約を結んだ。阪神から正田樹とのトレードで金澤健人を獲得。
2007年
当初から敗戦が続き、4月25日の6連敗時点で早くも負け越し数は8、首位からは6.5ゲーム差をつけられた。しかし、5月19日の対ソフトバンク戦から交流戦を挟み、6月8日の対ヤクルト戦まで球団史上最長となる14連勝を記録し、6月23日には18勝5敗でセ・パ交流戦初優勝を決めた。ライアン・グリンが5勝0敗で交流戦MVPを獲得した。9月19日、クライマックスシリーズ出場を決め、29日に1962年以来45年ぶり、日本ハム譲渡および北海道移転後初の年間勝率1位によるリーグ優勝を果たしたと同時に球団史上初のリーグ2連覇を達成した。借金8からのリーグ優勝はNPB新記録である。
ロッテとのクライマックスシリーズ第2ステージでは3勝2敗で制し、1962年以来45年ぶり、日本ハム譲渡および北海道移転後初の年間勝率1位によるリーグ優勝をした上での日本シリーズ出場を決めた。
日本シリーズでは前年と同じ中日と対戦する中、10月28日に札幌ドームで行われた第2戦を最後に田中幸雄が現役を引退した。一方、その中日に1勝4敗で敗れ、第5戦では山井大介と岩瀬仁紀の継投による完全試合もあり、初戦勝利からの4連敗で1981年以来26年ぶり、北海道移転後初の日本シリーズ敗退となり、1962年以来45年ぶり、日本ハム譲渡および北海道移転後初の年間勝率1位によるリーグ優勝をした上で出場した日本シリーズでの日本一と同時に球団史上初の連続日本一を逃した。タイトルは絶対的エースに成長したダルビッシュが15勝を上げてMVPと球団初となる沢村賞を、稲葉が自己最高の打率.334、176安打で首位打者と最多安打の2冠を獲得した。
10月3日、高校生ドラフトで中田翔の交渉権を阪神、オリックス、ソフトバンクとの競合の末に獲得。11月6日、高卒新人としては史上5人目となる契約金1億円・出来高5000万円・年俸1500万円（推定）で仮契約を交わした。オフにセギノールが退団した。新外国人としてターメル・スレッジを獲得。フロントではヒルマン監督と高田GMが退団。
ヒルマンの後任は梨田昌孝が就任した。

###### 梨田監督時代
2008年
開幕から最終戦を通して一軍にいた野手はわずかに4人であったなど、多くの故障者に悩まされた。ソフトバンク以外に勝ち越せず、楽天、西武、オリックスに負け越した。特にチーム打率・本塁打数共にリーグワーストという結果だったが、投手陣と代役の活躍や交流戦の貯金もあり、最終的に3位になった。クライマックスシリーズでは第1ステージでオリックスに2勝0敗で勝利したが、続く第2ステージで西武に2勝4敗で敗退した。
オフに巨人から工藤隆人、MICHEALとの2対2トレードで二岡智宏、林昌範を獲得。この年より山田正雄が2代目GMに就任した。
2009年
この年は多くの打者が同時に打撃開眼したことで、チームはリーグトップの打率を記録するなど打撃力が増した。1番田中賢介、2番森本稀哲、3番稲葉篤紀の流れは前年終盤と変わらなかったが、4番はこの年8本塁打の髙橋信二が座り、自身初の打率3割を記録し、「つなぐ4番」として機能。そして溜まったランナーを一発のある5番スレッジ（この年27本塁打）が返す流れが定着。続く6番小谷野栄一はほぼ3割の打率（.296）と82打点を記録。さらに2006年に投手から外野手に転向した糸井嘉男がこの年レギュラーを掴み、いきなり打率3割・2桁本塁打・20盗塁をマークし、7番にもかかわらずOPSはチームトップの.901を記録。8番捕手の鶴岡慎也を挟み、9番には金子誠が据えられる。金子は開幕から打撃絶好調で、4月15日に日本プロ野球新記録の7試合連続二塁打を達成。4月終盤まで打率4割を維持し、最終的に自身初の3割をマークした。稲葉、髙橋、糸井、金子と4人の3割打者が生まれ、うち稲葉以外の3人は自身初の大台のマークだった。また、打席の左右も1番から8番まで全て交互の「ジグザグ打線」を形成し、相手投手の左右の影響を受けにくい打線であった。投手陣も先発はエース・ダルビッシュ（この年15勝）を筆頭に、2006年に新人王に輝いてから成績を残せていなかった八木が復活し、9勝を挙げ、武田勝も初の2桁勝利。また、リリーフ陣は林、江尻慎太郎、宮西尚生、菊地和正らが活躍し、ストッパーに転向した武田久は無敗のままセーブ王に輝いた。このように投打共に開幕から好調で、開幕から終盤まで優勝争いを牽引する。しかし、地方開催のため旭川を訪れた8月18日、福良淳一ヘッドコーチ、スレッジ、宮西が新型インフルエンザに感染し、球界初の新型インフルエンザ感染者となり、3名の他にも新型の恐れのあるA型インフルエンザによる発熱で主力選手の欠場、登録抹消が相次ぎ、この日の楽天戦から6連敗。その後も9月に再び6連敗、4連敗を記録するなど、大きく失速し、2位楽天との差が一気に縮まり、首位の座が危うくなる。それでも10月6日の札幌ドームでの西武戦に金子の犠牲フライでサヨナラ勝利し（厳密には試合途中に楽天がロッテに敗れたため、その時点で決定）、2007年以来2年ぶりの年間勝率1位によるリーグ優勝を前身を含め、初めて本拠地で決めた。これにより、2004年に消滅した近鉄を含む20世紀に創設したパ・リーグ6球団全てが前身を含め、年間勝率1位によるリーグ優勝を本拠地で決めた。これは、同リーグが6球団制を導入した1958年から数えて51年目のことである。シーズン最終盤まで優勝争いがもつれたことで、レギュラーシーズンのホームゲーム観客動員数は199万2000人と北海道移転後最高を記録した。
球団別の対戦成績もソフトバンクにのみ11勝12敗1分と負け越したが、他のパ・リーグ4球団に勝ち越し、ロッテに18勝6敗と大きく勝ち越した。クライマックスシリーズ第2ステージでは楽天と対戦し、第1戦では最終回にスレッジが3点差を逆転する逆転サヨナラ満塁本塁打で劇的勝利をおさめるなどして4勝1敗で下し、2007年以来2年ぶりの日本シリーズ出場を決めた。
日本シリーズでは巨人と対戦するも、2勝4敗で2007年以来2年ぶりの日本シリーズ敗退となり、2006年以来3年ぶりの本拠地での日本一と同時に1962年以来47年ぶり、日本ハム譲渡および北海道移転後初の本拠地での年間勝率1位によるリーグ優勝をした上で出場した日本シリーズでの日本一を逃した。11月22日、札幌市中心部でパ・リーグ優勝記念パレードが行われ約11万1千人（実行委員会発表）のファンで賑わった。
オフに球団史上最多となる7人がゴールデングラブ賞を受賞した。横浜から稲田直人、坂元弥太郎、松山傑との3対3トレードで加藤武治、松家卓弘、関口雄大を獲得。スレッジが自由契約となった（横浜に移籍）。藤井秀悟が巨人にFA移籍。
2010年
1月17日にこの年から二軍から一軍投手コーチに転身した小林繁が心不全のため、57歳で急逝した。これに伴い、1月23日に島崎毅が二軍から一軍投手コーチに転身した。
新たな外国人野手は補強せず、球団としては1974年以来36年ぶりとなる「純国産打線」となった。開幕以来怪我人が続出し、ゴールデンウィークを前にして二軍の野手が9人しかいないという事態に陥った。シーズン序盤は黒星を重ね、借金を最大14とするが、交流戦終了後の7月1日に勝率を5割にする。最終的にはソフトバンク、西武、オリックスに勝ち越し、負け越したのは10勝14敗のロッテのみで前年と同様に5球団全てから二桁勝利を挙げ、借金14到達後に限れば、貯金21を積み上げる快進撃で貯金7まで盛り返した。最終戦までロッテとCS争いを繰り広げ、チームの最終戦終了時点では3位であったが、ロッテがその後に行われた最終戦で勝利し、僅かに0.5ゲーム差でCS進出を逃した（そのロッテはそこからCSを勝ち上がり、日本一を達成）。1番の田中賢介がリーグ2位の打率.335、193安打をマーク。髙橋に代わり、4番に座った小谷野は打率.311、109打点を挙げ初の打点王を獲得。ダルビッシュ有が最優秀防御率、最多奪三振の二冠を獲得。武田勝がチーム最多の14勝、新外国人のボビー・ケッペルが1年目にして2桁勝利を挙げた。
10月28日、2010年ドラフト会議で、高校時代には夏の甲子園優勝、大学時代には大学日本一2回と個人として史上6人目の東京六大学野球30勝300奪三振を記録した早稲田大学の斎藤佑樹の交渉権をヤクルト・ロッテ・ソフトバンクとの競合の末に獲得。11月18日、中継ぎ投手での10勝を挙げた榊原諒がチームでは2006年以来4年ぶりとなる新人王を獲得。12月9日、新人合同入団会見に出席できなかった斎藤佑樹のために、新庄剛志以来球団2人目となる札幌ドームでの単独の入団会見が行われた。
オフに建山義紀がテキサス・レンジャーズ、森本稀哲が横浜にFA移籍。
2011年
プロ入り前から既に全国区の人気を誇っていたルーキー・斎藤佑樹を見物・報道するため、選手寮入寮、新人合同自主トレ、春季キャンプとシーズン前から大量のファンと報道陣が詰め掛ける佑ちゃんフィーバーが巻き起こり、その異常な注目状態のまま開幕を迎えた。この年は3月11日に発生した東日本大震災の影響で、当初予定されていた3月25日の開幕が4月12日に延期となった。序盤からソフトバンクとの首位争いとなり、3位以下と大きく差をつけての2強状態となり、前半戦を同率首位で折り返す。4月17日、斎藤がプロ初登板を果たし、新人一番乗りとなる勝利を挙げた。この年導入された低反発の統一球の影響（いわゆる投高打低）もあり、チームが5月26日の6回ウラから6月4日の2回ウラにかけてプロ野球タイ記録の52イニング連続無失点記録および5試合連続完封勝利を達成している（詳細は下述を参照）。交流戦は16勝8敗で3位。7月27日、オリックス12回戦（帯広の森野球場）に13-5で勝利し、日本プロ野球7チーム目となる球団通算4000勝を達成した。8月27日、梨田が同年の成績如何に関わらず、同年限りでの監督退任の報道が流れ、9月15日には正式に梨田の退任が発表された。9月に11連敗を喫するなど、月間6勝16敗1分と大きく負け越してしまい、大失速。最終的には首位から17.5ゲーム差の2位となったが、2009年以来2年ぶりにAクラス入りした。西武とのクライマックスシリーズファーストステージでは2連敗で敗退している。二軍では2004年以来7年ぶりのイースタン・リーグ制覇を成し遂げている。エース・ダルビッシュ有が自己最多の18勝を挙げ、武田勝、ケッペル、ブライアン・ウルフと4人の2桁勝利投手が生まれた。武田久が2年ぶりのセーブ王獲得。この年から3番を任された糸井嘉男がリーグ2位の打率.319、31盗塁に加え、.411で自身初の最高出塁率のタイトルを手にした。
梨田の後任は栗山英樹が就任。

###### 栗山監督時代
2012年
1月18日にダルビッシュがポスティングシステムでテキサス・レンジャーズに移籍。3月30日、開幕戦の西武戦（札幌ドーム）に栗山監督からダルビッシュの後継役を期待された2年目の斎藤が先発。自身初の大役を務めると、プロ入り初の完投勝利をその大舞台で披露しチームも快勝。その後も斎藤は6月6日までの約2ヶ月間にプロ初完封を含む5勝を挙げ、チームの好調な滑り出しに大きく貢献した。4月28日の楽天戦（koboパーク宮城）では稲葉がプロ通算2000安打を達成。前半戦はロッテと首位を争い、5月6日に首位となっているが、交流戦は14勝8敗で2位、その後ロッテに首位を奪われ、前半戦を2位で折り返す。中盤からは吉川光夫が主戦投手として活躍。前半戦絶不調ながら4番として起用され続けた中田翔も徐々に調子を上げる。後半戦はロッテが失速し、西武との首位争いとなった。西武に首位に立たれたまま9月に突入してしまうが、9月7日に糸井嘉男が左脇腹挫傷から復帰すると、打率.380、15打点、出塁率.473、長打率.660という驚異的な成績で月間MVPを獲得する猛打を奮い、チームを強く牽引。チームは9月を16勝7敗2分けと大きく勝ち越す。9月15日には西武から首位を奪い、9月28日の直接対決では吉川の完封、中田の2本塁打で勝利し、優勝へのマジックナンバー4が点灯。マジック1とした10月2日、2位の西武がロッテに3対5で敗れたため、2009年以来3年ぶり6度目のリーグ優勝を決めた。この日、日本ハムは試合がなかったため、選手および球団関係者、無料開放により訪れた約1万5千人のファンが札幌ドームの大型ビジョンで試合結果を知る形となり西武の試合終了後、監督の栗山は11回宙を舞った。クライマックスシリーズファイナルステージでは3位のソフトバンクと対戦。クライマックスシリーズMVPに輝いた糸井の第1、2戦の2試合連続本塁打の活躍によりアドバンテージ含む4連勝で2009年以来3年ぶりの日本シリーズ出場を決めた。日本シリーズでは巨人に2勝4敗で敗れ、開幕2連勝からの4連敗で日本シリーズ敗退となり、2006年以来6年ぶりの日本一を逃し、1962年以来50年ぶり、日本ハム譲渡および北海道移転後初の年間勝率1位によるリーグ優勝をした上で出場した日本シリーズでの日本一とはならなかった。個人としては3番打者の糸井が.404の出塁率を記録し、2年連続となる最高出塁率のタイトル、吉川がチームトップの14勝を挙げ、防御率1.71で自身初タイトルとなる最優秀防御率を獲得した。吉川は球団としては2009年のダルビッシュ以来3年ぶりのリーグMVPにも選出された。
オフに田中賢介が海外FA権を行使してメジャーリーグに挑戦することを表明し、サンフランシスコ・ジャイアンツに移籍。ドラフト会議ではメジャー挑戦を公言していた大谷翔平を1位指名し、長期交渉の末に獲得し、12月25日に斎藤佑樹以来3人目の札幌ドームでの単独入団会見を行った。新外国人としてミチェル・アブレイユ、オリックスから糸井嘉男、八木智哉との2対3トレードで大引啓次、木佐貫洋、赤田将吾を獲得。中でも糸井は2009年より4年連続で打率3割とゴールデングラブ賞受賞を続け、その間2度のリーグ優勝に貢献した主力打者だったため、放出には選手から動揺、不満の声が上がったが、主力選手や人気選手であっても、温情抜きでトレードの対象とする日本ハムの革新的な球団運営を象徴する大型トレードであった。
2013年
開幕戦の西武戦には勝利したものの、そこから連敗し、4月13日のオリックス戦では球団14年ぶりの1試合5失策を記録。5月4日から15日にかけて9連敗で、借金は2010年6月16日以来の10、5月終了時点で19勝28敗1分の勝率.404で最下位。6月2日、新たにナイター照明がついた旭川市にある旭川スタルヒン球場で北海道移転後、屋外球場初のナイター主催試合となるDeNA戦を開催。それまで、旭川では年2試合の主催試合の開催であったがこの年は北海道移転後、札幌ドームと旧本拠地東京ドーム以外では最多となる4試合の公式戦を開催し（翌年も4試合を開催）、計8万人を動員。移転当初から掲げる地域密着の姿勢をさらに強く示した。なお、借金生活は6月28日まで続いた。7月3日に開幕日以来の貯金を実現したが、17日に負け越すと、ついに勝ち越すことすらなくなっていき、8月14日から守り続けてきた5位も、9月21日にシーズン前のトレード相手のオリックスに抜かれ、最下位に転落。9月28日のオリックス戦（京セラドーム）に0対8で敗れ、クライマックスシリーズ出場の可能性が消滅し、2010年以来3年ぶりのBクラス、10月1日の札幌ドームでの楽天戦に2対11で敗れ、この年優勝した楽天には本拠地で1勝も勝てずに終わり、この年24勝無敗という成績を挙げた田中将大に対しても、8連敗に終わり、6日の西武戦（札幌ドーム）に3対4で敗れ、2001年以来12年ぶり、北海道移転後初の最下位が確定し、前年リーグ優勝からの最下位は1981年の近鉄以来32年ぶりの記録となった。64勝78敗2分（勝率.451）で2005年以来8年ぶりの負け越し。チーム防御率は2006年以降全て2位以上であったが、同年はリーグ5位、失策はリーグワーストの88を記録した。陽岱鋼が自身そして球団史上初となる盗塁王、アブレイユが本塁打王を獲得した。
オフに鶴岡慎也がソフトバンクにFA移籍。新外国人としてホアン・ミランダ、ルイス・メンドーサ、マイケル・クロッタ、巨人から金銭トレードで市川友也を獲得。
2014年
先発候補であった木佐貫洋、武田勝、吉川光夫が序盤から不調に陥るも、2年目の大谷が二刀流を継続しながらローテーションを守り、史上初となる「同一シーズンでの10勝と10本塁打」を記録したほか、大谷以外にも、5年目の中村勝、3年目の上沢直之、新人の浦野博司といった若手がその穴を埋めた。9月に引退宣言を行っていた稲葉篤紀、金子誠が現役を引退し、クロッタが退団した。優勝争いには絡めなかったが、9月29日の西武戦（札幌ドーム）に斎藤佑樹が先発で4対1で勝利し、2008年以来6年ぶりの3位が確定し、2012年以来2年ぶりにクライマックスシリーズ出場が決定した。オリックスとのCSファーストステージでは2勝1敗で勝利し、2012年以来2年ぶりにファイナルステージ進出が決定した。ソフトバンクと対戦したファイナルステージでは第5戦に勝利して3勝3敗のタイに持ち込んだが、3勝4敗でCS敗退となった。中田翔が自身初タイトルとなる打点王、西川遥輝が日本人選手では球団初の盗塁王を獲得。
オフにミランダが自由契約となった（ラグナ・カウボーイズに移籍）。小谷野栄一がオリックス、大引啓次がヤクルトにFA移籍。新外国人としてブランドン・レアード、ビクター・ガラテ、ジェレミー・ハーミッダを獲得。テキサス・レンジャーズ傘下3Aを自由契約となった田中賢介が3年ぶりに復帰。赤田将吾が戦力外通告を受け、その後現役を引退した。
2015年
大谷が開幕6連勝の球団タイ記録をマーク。交流戦では最終戦前まで2位・ソフトバンクと0.5ゲーム差の首位に立つものの、最終戦の阪神戦に大敗し、ソフトバンクにも逆転され、2位に終わった。ソフトバンク・西武との首位争いの末、前半戦を首位ソフトバンクと3.5ゲーム差の2位で終えた。後半戦も首位・ソフトバンクの後塵を拝す状態が続く中、8月6日にガラテが自由契約となった。そして9月17日にソフトバンクが優勝を決め、V逸が決定した。9月19日の西武戦に勝利し、2年連続クライマックスシリーズ出場が決定した。9月20日の西武戦にも勝利し、2位が確定した。木佐貫洋、現役最年長野手で実働29年のNPBタイ記録を持ったバッテリーコーチ兼捕手の中嶋聡が現役を引退した。クライマックスシリーズではファーストステージで3位ロッテと対戦した。1戦目を落とし、2戦目に逆転勝ちを収めるも、3戦目に逆転負けを喫し、1勝2敗で敗退した。個人タイトルは大谷が最多勝、最高勝率、最優秀防御率を全て獲得した。
オフにハーミッダが自由契約となった。新外国人としてクリス・マーティン、アンソニー・バースを獲得。
2016年
序盤はソフトバンクの独走を許す一方で、4月12日に乾真大とのトレードで大累進を獲得。6月18日の中日戦後、一時は11.5ゲーム差まで開く。7月10日に球団タイ記録の14連勝、北海道移転後ホーム500勝、12日に球団新記録の15連勝を達成。ソフトバンクとの差を徐々に縮め、8月25日のロッテ戦後、ついに首位に立つ。終盤にはソフトバンクとの一騎討ちを繰り広げた。9月21日・22日の直接対決に連勝し、優勝へのマジックナンバー6が点灯。マジック1として迎えた9月28日（プリンスドーム）のレアードのソロ本塁打の1点を先発の大谷が西武打線を1安打・15奪三振の完封で守り切り1対0で勝利、2012年以来4年ぶり7度目のリーグ優勝を果たした。なお、最大11.5ゲーム差を逆転しての優勝はパ・リーグ歴代2位の記録となる。9月30日に札幌ドームで行われた引退試合を最後に武田勝が現役を引退した。中田が110打点で2年ぶり2度目の打点王、レアードが39本塁打で本塁打王、宮西が42ホールドポイントで最優秀中継ぎ投手を初受賞。また、大谷翔平が規定投球回数に僅かに未達ながら防御率1.86、10勝4敗と圧倒的なピッチングを演じ、かつ打率.322、22本塁打という二刀流を日本で初めて本格達成し、リーグMVPを初受賞した。クライマックスシリーズファイナルステージでは3位ロッテを2連勝で破った2位ソフトバンクと対戦。4勝（アドバンテージ1勝を含む）2敗でソフトバンクを下し、2012年以来4年ぶりの日本シリーズ出場を決めた。
日本シリーズでは広島東洋カープと対戦。MAZDA Zoom-Zoom スタジアム広島での第1戦・第2戦は連敗するも、札幌ドームでの第3戦から第5戦は2つのサヨナラ勝ちを含む3戦全勝で王手をかけ、10月29日の広島での第6戦を10対4で勝利し、2006年以来10年ぶり3度目の日本一と同時に1962年以来54年ぶり、日本ハム譲渡および北海道移転後初の年間勝率1位によるリーグ優勝をした上で出場した日本シリーズでの日本一を達成した。最大11.5ゲーム差を逆転しての日本一はNPB記録となった。
オフにバースが退団した（テキサス・レンジャーズに復帰）。陽岱鋼が巨人にFA移籍。巨人から吉川光夫、石川慎吾との2対2トレードで大田泰示、公文克彦、クリーブランド・インディアンスに所属していた村田透、新外国人としてエドウィン・エスコバーを獲得。
2005年よりGM補佐だった吉村浩が3代目GMに就任。
2017年
第4回WBCに6名を輩出。そうしたチーム事情に加えて開幕直後に大谷が負傷離脱し、先発陣が軒並み不調に苦しむこととなった。4月に6連敗と10連敗を繰り返し、同月を最下位で終える。5月3日のロッテ戦に勝利して5位、同月下旬に4位に浮上するも、交流戦初戦でDeNAに敗れ、再び5位に転落してからはシーズン終了まで順位を上げることも出来ず、早々にチーム再建へ舵を切る年となった。得意にしていた交流戦も初めて負け越し、9位に終わった。交流戦終了後の6月29日に新外国人としてヤディル・ドレイクを獲得。7月には3度の5連敗を喫するなど、1度も連勝できず、4勝18敗と大きく負け越し、6日にDeNAからエスコバーとのトレードで黒羽根利規を獲得。7月26日のロッテ戦で北海道移転後からの通算1000勝を達成。7月30日に中島卓也が2287打席目で人生初となる本塁打を放った。トレード期限となる7月31日にこれまでセットアッパーとして活躍し、同年のオールスターゲームに出場した谷元圭介が金銭トレードで中日に移籍。8月に入ってからは16日のロッテ戦で約2ヶ月ぶりの2連勝、それ以降はチームの調子も上向き、11勝10敗と5月以来の月間勝ち越しが決まった。8月31日にメンドーサがウェイバー公示によるトレードで阪神に移籍。9・10月も16勝13敗と勝ち越してシーズンを終えた。なお、最終戦ではメジャー移籍を志望していた大谷が4番・投手で出場して10奪三振と2安打を記録し、チームも完封勝利で有終の美を飾った。
10月3日に札幌ドームで行われた引退試合を最後に飯山裕志が現役を引退し、オフに武田久、マーティンとドレイクの両外国人選手が退団した（武田は選手兼コーチとして日本通運硬式野球部に復帰、マーティンはテキサス・レンジャーズ、ドレイクはドゥランゴ・ジェネラルズに移籍）。西川が39盗塁で2014年以来3年ぶり2度目の盗塁王を受賞した。メジャーリーグ移籍を表明した大谷がポスティングシステムでロサンゼルス・エンゼルスに移籍。増井浩俊がオリックス、大野奨太が中日にFA移籍。なお、FA行使が噂された宮西尚生、中田翔は行使せずに残留となった。新外国人としてマイケル・トンキン、ブライアン・ロドリゲス、ニック・マルティネスを獲得。巨人を自由契約となった實松一成がファーム育成コーチ兼捕手として12年ぶり、ソフトバンクからFA宣言した鶴岡慎也が5年ぶりに復帰。
順位が5位と低迷した一方で、ドラフト会議で7球団での競合を制して早稲田実業高等学校の清宮幸太郎の交渉権を獲得したことと、大谷がメジャー移籍を決めたことが注目を集め、同年の今年の漢字に「北」が選ばれる理由の一つともなった。
2018年
石川直也がオリックスにFA移籍した増井の穴埋めとして守護神に成長した。一方、4月18日に市川友也が金銭トレードでソフトバンクに移籍。また、7月26日にロッテから岡大海とのトレードで藤岡貴裕を獲得。序盤は西武と首位を争っていたが、後半戦になると失速し、最終的には3位に終わった。ルーキーの清宮が7本塁打を放ち、シーズン終盤に渡邉諒が二塁のレギュラーに定着するなど、若手の活躍も垣間見えた。クライマックスシリーズは2位・ソフトバンクに1勝2敗で敗れ、シーズンを終えた。西川が2年連続の盗塁王を獲得。石井裕也、矢野謙次が現役を引退した。ドラフト会議では夏の甲子園で活躍した将来性のある選手を次々と指名。第100回全国高等学校野球選手権記念大会準優勝投手の吉田輝星（金足農業高校）を1位、同優勝投手の柿木蓮（大阪桐蔭高校）を5位、第99回全国高等学校野球選手権大会で花咲徳栄高校の4番打者として活躍し、同校を優勝に導いた野村佑希を2位で獲得した。
オフにレアードが契約満了で自由契約となり、トンキンが契約年数を1年残して退団した（レアードはロッテ、トンキンはロングアイランド・ダックスに移籍）。新外国人としてジャスティン・ハンコック、ジョニー・バーベイト、Lamigoモンキーズで2年連続の打率4割を達成した台湾の好打者王柏融、オリックスを自由契約となった金子弌大、ヤクルトから高梨裕稔、太田賢吾との2対2トレードで秋吉亮、谷内亮太を獲得。大累進が戦力外通告を受け、その後現役を引退した。
2019年
6月28日に巨人から藤岡貴裕、鍵谷陽平との2対2トレードで吉川光夫（3年ぶりに復帰）、宇佐見真吾を獲得。勝率5割程度で迎えた7月は好調で、開幕投手の上沢の戦線離脱ながら首位ソフトバンクに迫る勢いで順位を2位まで上げたものの、8月に投手が打ち込まれて大きく失速し、最終的には順位を落とし、2017年以来2年ぶりのBクラスと5位が確定した。實松一成、田中賢介が現役を引退した。
オフにバーベイトが退団した（サマセット・ペイトリオッツに移籍）。新外国人としてドリュー・バーヘイゲン、巨人を自由契約となったクリスチャン・ビヤヌエバを獲得。ハンコックが退団し、その後現役を引退した。
2020年
開幕直後から低迷し、優勝したソフトバンクに20ゲーム差をつけられ、6勝17敗1分と大きく負け越したため、北海道移転後初の2年連続Bクラスと5位が確定した。9月22日に樋口龍之介を支配下選手に登録させた（育成選手として入団した野手の支配下選手登録は球団史上初）。10月31日に札幌ドームで行われた引退試合を最後に浦野博司が現役を引退した。失策はリーグワーストの75、捕逸もリーグワーストの13、チーム防御率は2004年以来16年ぶりの4点台の4.02、チーム本塁打数は89本で2年連続となるリーグワーストタイとなった。
オフに吉川光夫が金銭トレードで西武に移籍。ビヤヌエバとマルティネスの両外国人選手、村田透が退団し（ビヤヌエバはチャロス・デ・ハリスコ、マルティネスはソフトバンクに移籍、村田は再契約）、宮台康平が戦力外として育成契約を打診され（その後育成契約打診を拒否してヤクルトに移籍）、鈴木遼太郎、姫野優也が戦力外として育成契約を結び、有原航平、西川遥輝がポスティングシステムを利用してのメジャー移籍を表明した（有原はテキサス・レンジャーズに移籍、西川は契約合意に至らずに残留）。新外国人としてロニー・ロドリゲス、ロビー・アーリン、楽天から横尾俊建とのトレードで池田隆英、阪神から金銭トレードで谷川昌希を獲得。吉田侑樹が戦力外通告を受け、その後現役を引退した。
2021年
3月16日に長谷川凌汰を支配下選手に登録させた（育成選手として入団した投手の支配下選手登録は球団史上初）。主力選手の不振や中田翔の出場停止処分（8月20日に無償トレードで巨人に移籍）、選手・コーチの新型コロナウイルス感染症が大きく響き、またしても開幕から不振に喘いだ。8月12日に西武から公文克彦、平沼翔太との2対2トレードで木村文紀、佐藤龍世を獲得。そのまま最下位を独走し、8月25日の試合で自力優勝の可能性が消滅する一方で、31日に宮田輝星を支配下選手に登録させるも、9月25日の試合で自力CS進出の可能性が消滅し、その後最終盤にシーズン中のトレード相手の西武との競り合いになり、シーズン最終戦となる10月30日のロッテ戦に勝利したことで、最下位脱出が決まり、北海道移転後初の3年連続Bクラスと5位が確定した。斎藤佑樹、谷口雄也が現役を引退した。オフに栗山は監督を退任し、GM兼任チーム統括本部長の吉村はGM職を外れ、チーム統括本部長専任となった。バッテリーコーチ兼捕手の鶴岡慎也が現役を引退した。ドラフトでは育成4人を含め、球団史上最多タイの13人を指名した。達孝太ら高校生5人にタイプの異なる大学生2人を獲得。内野陣は水野達稀、上川畑大悟と即戦力2人の加入で補強ポイントを押さえた。個人としては東京オリンピックに出場した近藤の月間MVP（10月･11月野手）とベストナイン（DH）の受賞、伊藤大海の八木智哉以来の新人2桁勝利と新人特別賞受賞のほか、堀瑞輝が自身初タイトルとなる最優秀中継ぎ投手、西川が自身3年振り4度目の最多盗塁のタイトルを獲得するなど、活躍は少なくなかった。村田透、R.ロドリゲスとアーリンの両外国人選手が退団し（R.ロドリゲスは味全ドラゴンズ、アーリンはロサンゼルス・ドジャース、村田はオークランド・トゥアタラに移籍）、西川遥輝、大田泰示、秋吉亮、バーヘイゲンが自由契約となり（西川は楽天、大田はDeNA、秋吉は福井ネクサスエレファンツ、バーヘイゲンはセントルイス・カージナルスに移籍）、樋口龍之介、長谷川凌汰が戦力外として育成再契約、田中瑛斗、難波侑平が戦力外として、巨人を自由契約となった古川侑利と育成契約を結んだ（他球団を自由契約となった選手との育成契約は球団史上初）。新外国人としてレナート・ヌニエス、コディ・ポンセ、ジョン・ガント、アリスメンディ・アルカンタラを獲得。今井順之助が戦力外通告を受け、その後現役を引退した。
栗山の後任は球団OBの新庄剛志（北海道移転後に在籍経験のある球団OBが監督になるのも、北海道移転後の監督としても球団史上初。どちらも北海道移転前を含むと大島以来。登録名は「BIGBOSS」に変更）、吉村の後任は同じく球団OBの稲葉SCOが就任。

###### BIGBOSS・新庄監督時代
2022年よりユニフォームが変わり、球団公式ロゴが刷新されることが新人合同自主トレをしている沖縄で発表された。球団公式サイトは「ファイターズらしさ」を前面に押し出したデザインとなる見込み」と発表し、同時に演出なども一新されることとなった。
2022年から始まったきつねダンスは他球団や北海道以外の日本企業にまで波及するほどの社会現象となった。
2022年
3月20日に古川侑利を支配下選手に昇格させた（球団生え抜き以外の支配下選手昇格は球団史上初）。松本、清宮、野村、万波といった若手野手の成長も、開幕から成績不振に落ち込み、序盤から最下位を独走すると、6月24日に新外国人としてコナー・メネズを獲得。また、7月1日に田中瑛斗を支配下選手に復帰させた。その後、ポンセが8月27日のソフトバンク戦で北海道移転後初のノーヒットノーランを達成した。だが、チームはそのまま1度も最下位から脱出することなく、9月18日のロッテ戦に4対7で敗れ、北海道移転後初の4年連続Bクラスと2013年以来9年ぶりの最下位が確定し、24日の西武戦にも2対6で敗れ、1994年以来28年ぶりにパ・リーグ5球団全てを相手に負け越しが決まり、25日の対楽天戦では高卒新人の達、畔柳、松浦の3投手が登板したため、負傷で登板できなかったガント以外の支配下全選手が最低1試合以上出場したが、28日のロッテ戦にも3対11で敗れた。札幌ドーム最終戦セレモニーにおいて、「BIGBOSS」の背ネームが書かれたユニフォームを脱いだ後に「SHINJO」の背ネームが書かれたユニフォームを着用し、登録名を「新庄剛志」に戻すことになり、シーズン中にもかかわらず、翌年の開幕投手として加藤貴之を指名したことも併せて発表された。松本が首位打者のタイトルを獲得し、伸び悩んでいた清宮が初の規定打席に到達するなど、明るい話題もあった。11月5日に東京ドームで行われた侍ジャパン強化試合を最後に杉谷拳士が現役を引退した。
オフに速水隆成が現役を引退し、ヌニエスが退団し（ティフアナ・ブルズに移籍）、上野響平が自由契約となり（オリックスに移籍）、王柏融、柿木蓮が戦力外として育成契約を結んだ。ドラフトでは二刀流の矢澤宏太を1位指名し、二刀流で育成することを明言。3位指名した加藤豪将は早々と入団手続きを済ませた。近藤健介がソフトバンクにFA移籍。阪神から渡邉諒、髙濱祐仁との2対2トレードで江越大賀、齋藤友貴哉、西武から佐藤龍世とのトレードで山田遥楓、オリックスから石川亮とのトレードで齋藤綱記、オリックスからFA宣言した伏見寅威、中日を退団したアリエル・マルティネス、ソフトバンクにFA移籍した近藤の人的補償として田中正義、ロッテから西村天裕とのトレードで福田光輝を獲得。谷川昌希、望月大希、片岡奨人、宮田輝星、金子千尋が戦力外通告を受け、5人ともその後現役を引退した。建山義紀が投手コーチ、新庄の阪神時代のチームメイトだった八木裕が打撃コーチ、森本稀哲が外野守備走塁コーチ、前プロスカウトの代田建紀がデータ分析担当兼走塁コーチに就任した。

##### エスコンフィールドHOKKAIDO移転後
2023年
5月8日に新外国人としてアレン・ハンソン、6月19日に新外国人としてジェームス・マーベル、21日に中日から齋藤綱記、宇佐見真吾との2対2トレードで山本拓実、郡司裕也を獲得。6月30日にガントとメネズの両外国人選手が退団し、7月30日に王柏融を支配下選手に復帰させた。9月20日にベルーナドームで行われた引退試合を最後に木村文紀、27日にエスコンFで行われた引退試合を最後に谷内亮太が現役を引退した。9月29日に新外国人として孫易磊と育成契約を結んだ。しかし、北海道移転後初の5年連続Bクラスと2年連続最下位が確定した。
オフに井口和朋、山田遥楓、立野和明、ポンセが自由契約となり（井口はオリックス、山田とポンセは楽天、立野は富山GRNサンダーバーズに移籍）、マーベルら外国人選手4人が退団し（王柏融は台鋼ホークス、アルカンタラはオアハカ・ウォーリアーズ、ハンソンはケレタロ・コンスピレーターズに移籍）、梅林優貴、松岡洸希、宮内春輝が戦力外として育成契約を結んだと同時に巨人を自由契約となった鍵谷陽平が育成選手として4年ぶりに復帰。オリックスからFA宣言した山﨑福也、オリックスから吉田輝星とのトレードで黒木優太、巨人から郡拓也とのトレードで若林晃弘、新外国人としてパトリック・マーフィー、アニュラス・ザバラ、アンドリュー・スティーブンソン、フランミル・レイエスを獲得、その後バーヘイゲンが3年ぶりに復帰。
2024年
3月14日に福島蓮、5月10日に柳川大晟を支配下選手に登録させ、7月24日に梅林優貴、宮内春輝、鍵谷陽平を支配下選手に復帰させた。9月25日にエスコンFで行われた引退試合を最後に鍵谷陽平が現役を引退した。9月26日に楽天戦（エスコンF）に2対1で勝利し、2018年以来6年ぶりのAクラス、新庄政権初のクライマックスシリーズ出場が決定し、28日のソフトバンク戦（エスコンF）の試合中に3位楽天が5位オリックスに敗れたことで、2015年以来9年ぶりの2位が確定した。本拠地でのクライマックスシリーズは2016年以来8年ぶり、エスコンフィールドHOKKAIDOでは初となった。
クライマックスシリーズではファーストステージで3位ロッテを2勝1敗で下し、ファイナルステージに進出したものの、首位ソフトバンクに3連敗を喫し、0勝4敗で日本シリーズ出場を逃した。
オフに建山投手コーチが退団した。スティーブンソンが自由契約となり、マーフィーとB.ロドリゲスの両外国人選手が退団した。新外国人として古林睿煬を獲得。江口孝義を二軍投手コーチ、横尾俊建を二軍打撃コーチ、的場直樹を二軍バッテリーコーチに招聘した。
2025年
5月22日に孫易磊を支配下選手に昇格させた。

## チーム成績・記録

1950年以降の順位の変遷。赤い丸は日本一を示す。

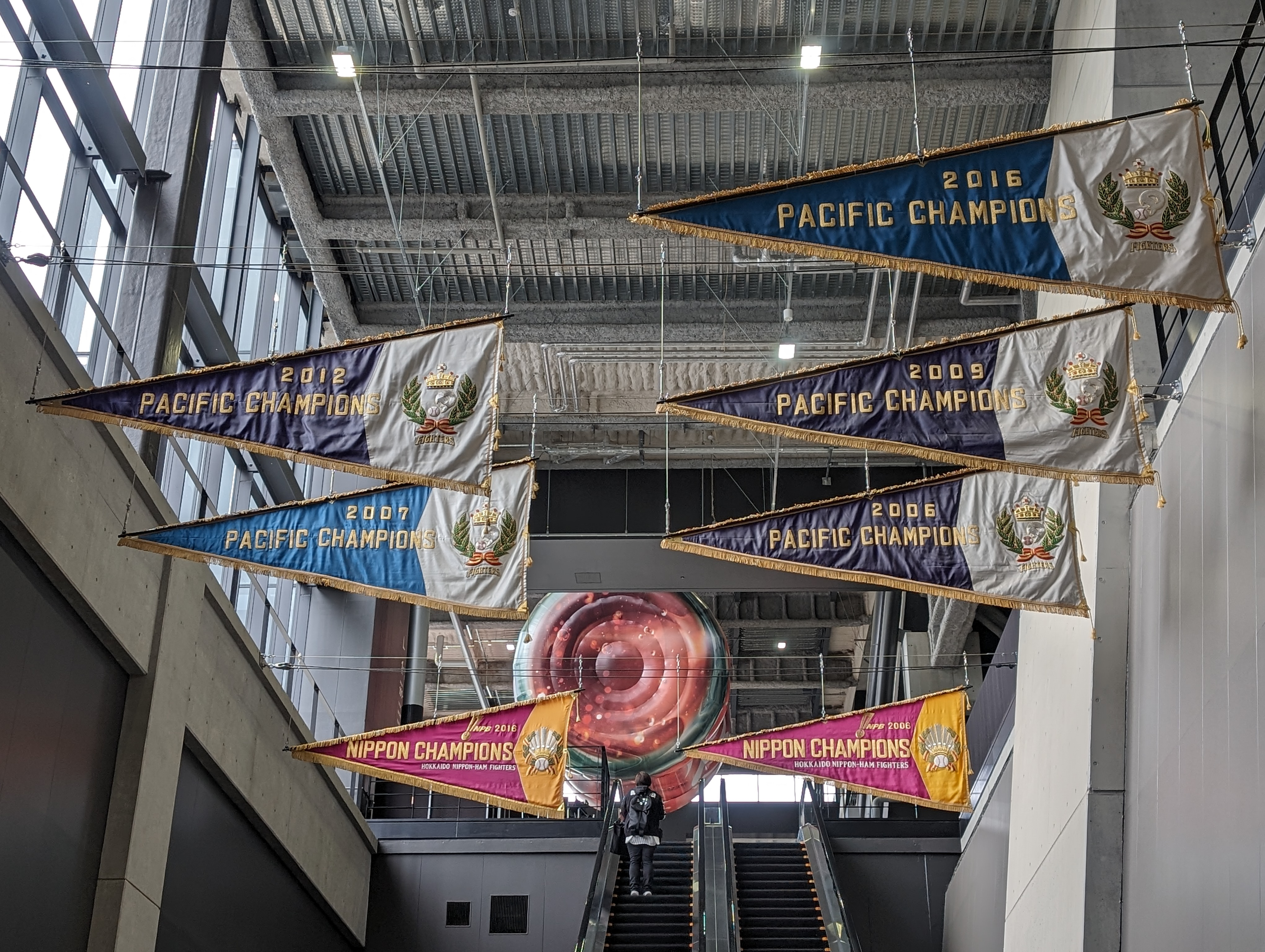
エスコンフィールドHOKKAIDO場内に掲示されている歴代の優勝ペナント。

- リーグ優勝 7回[注釈 21]

（1962年、1981年、2006年 - 2007年、2009年、2012年、2016年）
- 日本一 3回

（1962年、2006年、2016年）
- セ・パ交流戦優勝 1回

（2007年）
- クライマックスシリーズ優勝 4回

（2007年、2009年、2012年、2016年）
- アジアシリーズ優勝 1回

（2006年）
- 後期優勝 2回

（1981年 - 1982年）
- Aクラス 32回
  - 1リーグ時代 0回
  - 2リーグ制後 31回（1959年、1961年 - 1967年、1978年 - 1983年、1987年 - 1988年、1993年、1996年、1998年、2000年、2004年、2006年 - 2009年、2011年 - 2012年、2014年 - 2016年、2018年、2024年）
- Bクラス 47回
  - 1リーグ時代 4回（1946年 - 1949年）
  - 2リーグ制後 43回（1950年 - 1958年、1960年、1968年 - 1977年、1984年 - 1986年、1989年 - 1992年、1994年 - 1995年、1997年、1999年、2001年 - 2003年、2005年、2010年、2013年、2017年、2019年 - 2023年）
- 最下位 9回
  - 1リーグ時代 0回
  - 2リーグ制後 9回（1968年、1974年 - 1975年、1984年、1994年、2001年、2013年、2022年 - 2023年）
- 連続Aクラス入り最長記録 7年（1961年 - 1967年）
- 連続Bクラス最長記録 13年（1946年 - 1958年）
- 最長連勝 15連勝（2016年）
- 最長連敗 14連敗（1984年、3引き分けを挟む）
- 最多勝利 87勝（2016年）
- 最多敗戦 92敗（1956年）
- 最多引分 20分（2021年）[注釈 22]
- 最高勝率 .621（2016年）
- 最低勝率 .364（1955年）
- 最小ゲーム差 1.0（2位：1993年）
- 最大ゲーム差 48.0ゲーム（8球団中7位：1955年）

### その他の記録
- シーズン最多得点 771点（2000年）
- シーズン最多安打 1370本（2009年）
- シーズン最多二塁打 290本（2009年・日本プロ野球記録）
- シーズン最多三塁打 56本（1961年）
- シーズン最多本塁打 178本（2004年）
- シーズン最少本塁打 40本（1955年）
- シーズン最多打点 735打点（2000年）
- シーズン最少打点 312打点（1947年・2リーグ制以降は1951年の324打点）
- シーズン最多盗塁 185盗塁（1979年）
- シーズン最多犠打 180犠打（2010年・日本プロ野球記録）
- シーズン最多三振 1151三振（2005年）
- シーズン最高打率 .281（2004年）
- シーズン最低打率 .216（1956年）
- シーズン最少失策 55失策（1993年、2009年）
- シーズン最高防御率 2.39（1961年）
- シーズン最低防御率 4.98（1984年）
- シーズン最多セーブ 48セーブ（2006年）
- シーズン最多ホールド 131ホールド（2012年・日本プロ野球記録）
- ゲーム最多得点 22点（1949年11月19日対大陽）
- ゲーム最多安打 28本（2008年10月1日対楽天）
- ゲーム最多二塁打 9本（2004年5月12日対ロッテ、2009年4月19日対西武）
- ゲーム最多三塁打 6本（1946年7月14日対ゴールドスター）
- ゲーム最多本塁打 7本（1950年5月31日対毎日、2017年5月12日対ロッテ）
- ゲーム最多盗塁 9盗塁（1979年6月5日対西武）
- ゲーム最多犠飛 4犠飛（1982年7月3日対近鉄・日本プロ野球記録）
- ゲーム最多死球 7死球（1979年5月12日対ロッテ・日本プロ野球記録）
- ゲーム最多暴投 5暴投（2003年4月18日対西武・日本プロ野球記録）
- ゲーム最多ボーク 4ボーク（1974年7月17日対近鉄・日本プロ野球記録）
- 5者連続本塁打（1971年5月3日対ロッテ10回表・日本プロ野球記録[注釈 23]）
- 4者連続二塁打（2009年7月29日対ロッテ1回表・パ・リーグ記録）
  - 先頭打者から4者連続二塁打（同・日本プロ野球記録）
- 5試合連続無失点勝利（2011年5月28日対広島1回戦から6月3日対ヤクルト3回戦まで・日本プロ野球記録[注釈 24]）
- 52イニング連続無失点（2011年5月26日対中日2回戦6回裏から6月4日対ヤクルト4回戦2回裏まで・日本プロ野球記録[注釈 25]）
- 開幕から24試合連続無犠打（2025年4月27日まで、2リーグ制後日本プロ野球記録）[105]

### 2000安打達成者
在籍時で記録した安打数では、1位は2435安打の張本勲、2位は2012安打の田中幸雄。
名球会入りの基準である通算200勝および通算250セーブ達成投手はいない。
特記無い場合の安打以外の記録は達成当時のもの。
- 張本勲 （1972年8月19日対西鉄 投手東尾修）
- 大島康徳 （1990年8月21日対オリックス 投手佐藤義則）
- 田中幸雄（2007年5月17日対楽天 投手山村宏樹）
8413打席数での達成は史上最多、2205試合目は2番目に遅い記録
- 稲葉篤紀（2012年4月28日対楽天 投手ケルビン・ヒメネス）

### 無安打無得点試合達成投手
（太字は完全試合）
- 高橋善正 （1971年8月21日 対西鉄（後楽園球場） スコア 4-0）
- 高橋直樹 （1973年6月16日 対近鉄（後楽園球場） スコア 1-0）
- 田中幸雄 （1985年6月9日 対近鉄（後楽園球場） スコア 12-0）
- 柴田保光 （1990年4月25日 対近鉄（東京ドーム） スコア 3-0）
- 西崎幸広 （1995年7月5日 対西武（東京ドーム） スコア 1-0）
- コディ・ポンセ （2022年8月27日 対ソフトバンク（札幌ドーム） スコア 2-0）

参考記録
- 八木智哉 - 武田久 - MICHEAL （2006年4月15日 対ソフトバンク〈福岡Yahoo!JAPANドーム〉 スコア 1-0）
先発八木が10回まで無安打無得点で抑えるものの、味方打線が点を取れないまま降板、その後11回を武田久、12回に挙げた1点をその裏MICHEALが抑えて勝利している。
1941年以来65年ぶりで64シーズンぶり、戦後かつ2リーグ制以降初めての継投によるノーヒットノーランで、延長戦かつ3人の投手で抑えたのは日本プロ野球史上初めてとなる。
また、八木の「先発投手が安打も得点も許さないまま9回以上を投げて途中降板」というのも日本プロ野球史上初めてとなる。

### サイクル安打達成打者
- 浅原直人 1952年4月20日 対近鉄（川崎球場）
- 毒島章一 1957年6月23日 対近鉄（駒沢球場）
- 張本勲 1961年5月7日 対近鉄（駒沢球場）
- 大宮龍男 1980年7月29日 対南海（大阪スタヂアム）
- 田村藤夫 1989年10月1日 対ダイエー（平和台野球場）

## 歴代本拠地
- 1948年 - 1953年 後楽園球場（※1）
- 1953年 - 1961年 駒澤野球場（※1）
- 1962年 - 1963年 明治神宮野球場（※2・3）
- 1964年 - 1987年 後楽園球場（※3）
- 1988年 - 2003年 東京ドーム（※4）
- 2004年 - 2022年 札幌ドーム
- 2023年 - エスコンフィールドHOKKAIDO（きたひろしま総合運動公園内に建設、※5）[106]

※1 1953年8月まで後楽園球場を使い、同年9月より駒澤野球場へ移転。
※2 学生野球シーズンの使用が認められず、その時期は後楽園球場などを使った。後楽園球場が本拠地となった1964年から1977年頃にかけて後楽園球場で他球団の試合が開催され、かつ神宮球場を本拠地とするアトムズ・スワローズの試合が組まれていない場合に限り、準本拠地として神宮球場を使用した。
※3 1973年 - 1977年には、暫定措置として対ロッテオリオンズ戦の一部がロッテの主催で行われた。
※4 2004年以降も、2022年までは年に3〜12試合の主催試合が組まれた（東京ドーム#北海道日本ハムファイターズも参照）。
※5 当初は「北海道ボールパーク」という仮称で呼ばれていたが、2020年1月に日本エスコン（現：エスコン）との間で締結した施設命名権契約に沿って、開場の時点では「エスコンフィールドHOKKAIDO」という名称を使用。

## 歴代監督
※太字はリーグ優勝、◎は日本一
1. 1946年：横沢三郎
2. 1947年 - 1948年：苅田久徳[※ 1][※ 2][※ 3]
3. 1949年 - 1950年：井野川利春（第1次）[※ 4]
4. 1951年：安藤忍
5. 1952年 - 1954年：井野川利春（第2次）[※ 5]
6. 1955年：保井浩一
7. 1956年 - 1960年：岩本義行[※ 6]
8. 1961年 - 1967年：水原茂◎
9. 1968年：大下弘[※ 7]
10. 1969年 - 1970年：松木謙治郎[※ 8][※ 9]
11. 1971年 - 1973年：田宮謙次郎[※ 10][※ 11]
12. 1973年：土橋正幸（第1次）[※ 12]
13. 1974年 - 1975年：中西太[※ 13]
14. 1976年 - 1983年：大沢啓二（第1次）
15. 1984年：植村義信[※ 14]
16. 1984年：大沢啓二 （第2次）
17. 1985年 - 1988年：高田繁
18. 1989年 - 1991年：近藤貞雄
19. 1992年：土橋正幸（第2次）
20. 1993年 - 1994年：大沢啓二（第3次）
21. 1995年 - 1999年：上田利治[※ 15]
22. 2000年 - 2002年：大島康徳[※ 16]
23. 2003年 - 2007年：トレイ・ヒルマン◎[※ 17][※ 18]
24. 2008年 - 2011年：梨田昌孝
25. 2012年 - 2021年：栗山英樹◎
26. 2022年 - ：BIGBOSS・新庄剛志[※ 19]

1. ↑  1947年は東急フライヤーズ（第1次）
2. ↑  1948年は急映フライヤーズ
3. ↑  1948年は8月16日まで指揮、残り試合は皆川定之が代理。
4. ↑  ここから東急フライヤーズ（第2次）
5. ↑  ここから東映フライヤーズ
6. ↑  1960年は7月10日まで指揮、残り試合は保井浩一が代理。
7. ↑  1968年は8月4日まで指揮、残り試合は飯島滋弥が代理。
8. ↑  1969年は7月10日から7月17日までを神谷定男が代理。
9. ↑  1970年は7月29日まで指揮、残り試合は田宮謙次郎が代理。
10. ↑  ここから日拓ホームフライヤーズ
11. ↑  1973年は7月12日（前期終了）まで指揮。
12. ↑  シーズン後期のみ指揮。
13. ↑  ここから日本ハムファイターズ
14. ↑  1984年は6月26日まで指揮、6月28日までは矢頭高雄が代理。
15. ↑  1996年は9月9日まで指揮、残り試合は住友平が代理。
16. ↑  2002年は4月3日から4日までの2試合を高代延博が代理。
17. ↑  ここから北海道日本ハムファイターズ
18. ↑  2005年は7月18日から28日までの6試合を白井一幸が代理。
19. ↑  2022年は7月19日のみ山田勝彦が代理。7月20日より7月24日まで木田優夫が代理。

## 永久欠番
2009年1月30日に球団史上初めて永久欠番を制定することが発表された。該当者第一号は野球殿堂入りした大社義規初代オーナーである。
永久欠番一覧
- 100 大社義規（日本ハム球団初代オーナー）

準永久欠番
制定はされていないものの、以下が準永久欠番とされている。
- 86 大沢啓二（元監督。球団史上、他者の着用がない）[108][109]
- 11 ダルビッシュ有、大谷翔平（球団の方針として永久欠番にはしていないが、両投手に比類する選手が出てくるまで連名で準永久欠番の扱いとなっている）[108]

また、欠番ではないが、現監督の新庄剛志が現役時（登録名はSHINJO）に着用していた1は、引退後に森本稀哲〈2007 - 2010〉→陽岱鋼〈2013 - 2016〉→斎藤佑樹〈2017 -  2021〉と継承されたものの、自身が監督として球団に復帰した際に、自ら育てたスター選手が現れるまで本人が着用する「預り番号」としている。
なお、この他に2009年より「番号が0から始まるのは違和感がある」として0と00の使用をしないことが決定されている。

## 沢村栄治賞受賞者
2007年に沢村栄治賞を受賞したダルビッシュ有より前の時代だと、木田勇が投手三冠王を達成するなど活躍をしたが、当時、パシフィック・リーグは沢村賞の選考対象外だった為、木田は受賞出来なかった。
- ダルビッシュ有 ：1回（2007年）

## 三冠王（投手・打者）

### 投手三冠王
ファイターズでの投手三冠王の達成者は1人。
- 木田勇 ：1回（1980年）

### 打者三冠王
2024年シーズン終了時点で達成者はいない。

## 最優秀選手受賞者（複数回）

### 投手の複数回受賞者
ファイターズの投手で最優秀選手を複数回受賞しているのは1人。他球団での受賞も含めると江夏豊がカープ時代に1回、ファイターズ時代に1回で複数回受賞を達成している（投手としては唯一の両リーグでの受賞達成者でもある）。
- ダルビッシュ有 ：2回（2007年、2009年）

### 打者の複数回受賞者
2024年シーズン終了時点で複数回受賞の達成者はいない。他球団での受賞も含めると小笠原道大がファイターズ時代に1回、巨人時代に1回で複数回受賞を達成している（打者としては唯一の両リーグでの受賞達成者でもある）。

## ユニフォームの変遷

### ユニフォーム（一軍）

#### 東京時代
- 1946年 最初のユニフォームは阪急軍からのお下がり（1936年創立当時のユニフォーム）で、なす紺地のユニフォームに、左胸の阪急軍の「H」マークに変わり、左袖にセネタースの「S」のマークを付けた[115][116]。
- 1947年 球団名が東急フライヤーズとなり、「Flyers」のロゴが登場。現在のビジター用にあたるダークグレーのユニフォームには親会社の「TOKYU」のロゴが入っていた。
- 1948年 - 1949年 大映球団と合併し球団名が急映フライヤーズとなる。大リーグで使われていたジッパーユニフォームが登場。ビジター用は「FLYERS」で縁取りがブルー。
- 1949年 球団名が東急フライヤーズに戻り、ジッパーのロゴは親会社の「T.K.K」に変更。胸マークには、熊のマスコットが描かれている。
- 1950年 2リーグ分立を機にロゴを変更。左から右に寄るスタイルとアーチ型の2種類があった。
- 1951年 - 1952年 ヤンキースを参考にしたユニフォームが登場。また、縦縞が初登場。ビジター用は「TOKYO」と「TOKYU」を併用。1954年に「TOEI」となるがビジター用のデザインはそのまま。
- 1953年 - 1960年 東急時代の晩年から東映の初期に使われたユニフォームのロゴと縁取りは濃紺とオレンジ。1954年から球団の親会社が東映となり、球団名も「東映フライヤーズ」となる。ビジター用のロゴを「TOEI」に変更。帽子は、こげ茶地にオレンジ色で「F」で菱形風のデザイン。
- 1961年 - 1967年 水原茂監督就任に伴い、水原の古巣・読売ジャイアンツをモチーフに、こげ茶とオレンジを基調とした物に変わる。左袖には親会社・東映の社章（東映マーク）に「TOEI」のロゴが入る。
  - ホーム用は「FLYERS」ロゴが大文字になって字体も一新され、頭文字の「F」の字に飛ぶ鳥の隠し絵が施されているという物だった。
  - ビジター用は、グレーの地色が淡くなり、胸ロゴが「TOEI」から「TOKYO」に変更される。
    - 1967年後半のみ、ビジター用ユニフォームが変更。地色が鮮やかなスカイブルーとなり、縁取り、ライン、東映マークに使われていたオレンジが金糸に代わり、胸ロゴが「TOEI」に戻る。
- 1968年 大下弘監督就任に伴い、赤と紺を基調としたユニフォームに変更。帽子は紺色になり、Fマークは元の菱形風に戻る。袖、パンツ、ポケットには赤・紺の2本ライン、アンダーシャツ、ストッキングは青地、ストッキングには白・赤・白のラインが入る。左袖の東映マークは赤地に白抜き、青のライン。また、Flyersロゴが戦後すぐに使われていた筆記体に戻る。
- 1969年 - 1971年 松木謙治郎監督就任により、モデルチェンジ。赤と紺を基調としたものになる。
  - 開幕当初はホーム用に白い帽子とヘルメットを採用したが、わずか数試合で廃止され、ビジター用と同様の紺色に一本化された。
- 1972年 田宮謙次郎監督就任により、ニット式ベルトレスユニフォームを採用。前ボタン1個がついたプルオーバー式になる。帽子は紺地に金糸でTとFを組み合わせたマークになり、ツバが赤。首、袖、腰、パンツに紺と赤のラインがつく（ビジター用はラインの模様がホーム用と逆）。背番号の書体がセリフ体となり、ビジター用のみ背番号の上に選手名が入る。
  - なお、東映時代6年間のユニフォーム約600枚が、日本ハムになっていた1979年に原宿の古着屋で売られていた。全て背番号入りの本物、一律2900円でその後も10年ぐらいの間売り続けていた[117]。
- 1973年前期 球団名が「日拓ホームフライヤーズ」となり、カラー、デザインは従来通りだが紺と赤のラインの色が東映時代と逆になっていた。帽子のマークがNとFの組み合わせとなり（書体は直線状の物と7色ユニフォームと同じ飾り文字の物と2種類あり）、左袖には日拓マーク、さらにビジター用の胸のマークが「NITTAKU HOME」（2段組で「NITTAKU」が赤、「HOME」が黒。また、胸番号がなくなる）と、マイナーチェンジが行われる。
  - 公式には青と赤のラインの上下位置は上記の通りとなっているが、東映時代・日拓時代とも上下が逆になったイレギュラーなものが存在した。また日拓発足直後のキャンプ時には袖マークが日拓、帽子マークが東映という形態で着用したこともある。
- 1973年後期 前年のユニフォームを一新し、7種類のユニフォームを採用する。（#7種類のユニフォームを参照。）
- 1974年前期 球団名が「日本ハムファイターズ」となり、デザインを一新。紺と赤のカラーは継続しつつも、形状はボタン無しのプルオーバーになる。帽子のマークと左袖には親会社・日本ハムのブランドマーク（社章）と「ニッポンハム」ロゴ（左袖のみ）。パンツのサイドには2本の極太ラインが入る。
  - ホーム用は紺（縁取り：赤）の「Fighters」ロゴ。背番号、胸番号の書体は斜体がかった独特のものになる。首・袖・腰・パンツのラインは紺・赤で、紺地のストッキングには赤で親会社のブランドマークの刺繍が入る。
  - ビジター用はスカイブルー地に赤（縁取り：白）の「Nippon Ham」ロゴ、ロゴと背番号にはナール式（丸）文字を採用。選手名、胸番号は無し。帽子もスカイブルー、首、袖、腰、パンツのラインは赤・白。
    - 1974年後期以降は練習用として数年間使用された。
- 1974年後期 - 1981年 ホーム、ビジター用共モデルチェンジされ、ストライプを採用。基本カラーが紺とオレンジに変わり、背番号と胸番号（ホーム用のみ）が角文字になり、袖とパンツのサイドラインが消える。首にはオレンジと紺の2本ライン、腰はオレンジ・紺・オレンジの3本ライン。途中、マイナーチェンジを繰り返しつつ、このユニフォームで1981年のリーグ優勝を果たした。
  - ホーム用は薄いブルーのストライプ、胸ロゴ、背番号、胸番号は紺にオレンジの縁取り。
  - ビジター用はスカイブルー地の色合いが変り、紺のストライプ、胸ロゴは白にオレンジの縁取りとなり、帽子、ストッキングがホーム、ビジター共通になる。
  - 1975年から首、腰のラインがオレンジ一色となる。
  - 1978年から背中に選手名が付き、これまで背中いっぱいについていた背番号の文字が、大幅に小さくなる。
  - 1979年からベルト式に変わり、シーズン途中の7月4日より、ビジター用の「Nippon Ham」のロゴ、背番号の色が逆転し、オレンジ（縁取り：白）に変更。
- 1982年 - 1992年 アストロズのレインボー・カラーをイメージしたものにモデルチェンジ。採用前年のリーグ優勝へのご祝儀と、継ぎ接ぎが目立っていた旧ユニフォームに対する評判を覆すためにモデルチェンジした[118]。胸ロゴはホーム用、ビジター用とも「Fighters」になり、帽子、アンダーシャツ、ストッキング、スパイクをオレンジ色にした。帽子のマークが白に青の縁取りの「Fighters」のロゴ、ロゴの右下に青字で「TOKYO」の文字の刺繍が入る。
  - ホーム用は胸に黄色、オレンジの2本ボーダーラインが入る。左袖にnhマーク、文字は「ニッポンハム」。
  - ビジター用は上着はオレンジ色で、黄色、白の2本ボーダーラインが入る。左袖にnhマーク、文字は「Nippon Ham」。
    - 1988年から東京ドーム完成を機に開幕前から帽子、ヘルメットの前面部が白くなり、ロゴも白からオレンジになる。スパイクも白地にオレンジラインに変更。
- 1993年 - 2003年 大沢啓二監督復帰により、開幕前にデザインを一新。濃紺が主体（帽子、アンダーシャツ、ストッキング）になった。12年ぶりに縦縞が復活（ホームは白地に濃紺の縦縞、ビジターはグレー地に濃紺の縦縞）し、帽子のロゴがオレンジに白の縁取りの「Fs」になる。スパイクは白地に紺のライン(2000年以降は紺地に白ラインに変更)。縦縞は大沢監督時代の優勝時に採用されていたことや、この当時提携していたニューヨーク・ヤンキースを意識したといわれる。
  - ホーム用は、左胸に濃紺にオレンジの縁取りで「Fs」、右胸に胸番号がつく。
  - ビジター用は胸に濃紺にオレンジの縁取りで「NIPPONHAM」、胸番号は左につく。
    - 2001年からは右胸に親会社・日本ハムの広告が入るようになる。

#### 北海道時代
- 2004年 - 2010年 北海道移転に伴い、球団名が「北海道日本ハムファイターズ」となる。ユニフォームを一新。帽子、アンダーシャツ、ソックスが黒になり、袖や襟に青・金色のラインがつく。また、プロ野球初の左右非対称デザインを採用した（右肩は地の色と同じだが左肩が黒、甲冑をイメージしている）。ホーム、ビジター共に胸番号が消える。帽子のロゴは上から“ボール・七芒星・文字「F」”の順に重なったものとなっている。デザインはシアトル・マリナーズなどのCI（コーポレート・アイデンティティ）を手掛けている米企業のSME社である。
  - ホーム用は、「FIGHTERS」、右袖ロゴは「NIPPON-HAM」。ビジター用は、上下グレーで「NIPPON HAM」、右袖ロゴは「HOKKAIDO」。
  - ヘルメットには、北海道新聞の広告シールが付く。
  - 2005年シーズン後半 大社義規前オーナーの死去に伴い、右腕に喪章として黒いラインが入る。
  - 2006年からユニフォームスポンサーのホクレンのロゴが右肩に入った。ただし、「ホクレン」ロゴはレギュラーシーズンの着用に限られ、交流戦・オールスター・クライマックスシリーズ・日本シリーズなどの試合では使用できないため、外される。
- 2011年 - 2021年 「HOKKAIDO PRIDE~北海道の誇りを胸に~」と銘打ち、ユニフォームデザインを一部変更。帽子・アンダーシャツの黒はそのままに、ホーム用は右肩上部から左脇下部を青に変更し、左肩下部以降は以前と同じ黒とした。「FIGHTERS」のロゴも下部に七芒星を付けたものに変更された。ビジター用は大きくモデルチェンジし、両肩が黒で、地色が北海道の「豊穣の実り」を表す「ハーベスト・ゴールド」となった（この他、青も北海道の空を表す「スカイブルー」、ホームの地色となる白も雪を表す「スノー・ホワイト」と命名されている）。ビジター用は帽子ロゴが「F」から北海道の「H」にし、胸のロゴは二段組で上段に「HOKKAIDO」、下段に「NIPPONHAM」が入る。さらにパンツ右には新たにスポンサーとなったニトリのロゴが入る。また、ホーム、ビジターとも帽子のつばが「ハーベスト・ゴールド」で縁取られている。
  - 2011年7月15日 - 17日の試合を「北海道祭り」と銘打ち、本拠地・札幌ドームでビジターユニフォームを着用して行った。さらに、同年9月23日 - 25日の試合を「秋の祭典」と銘打ち、こちらも札幌ドームでビジターユニフォームを着用して行った。
- 2012年 - 主将・田中賢介のユニフォームの左胸にキャプテンマーク（黒文字で「CAPTAIN」の頭文字である「C」と金色の「七光星」の組み合わせ）のワッペンを導入。
  - 2012年7月6日 - 8日の試合を「北海道祭り」と銘打ち、昨年同様本拠地・札幌ドームでビジターユニフォームを着用する。さらに、「北海道祭り」限定の帽子（帽子は本体が黒、ロゴが北海道の「H」、ロゴの右側に北海道の地図のシルエット、空気抗・帽子のつばが「ハーベスト・ゴールド」でつばの右側に「HOKKAIDO PRIDE」の文字が入る）を着用。
- 2014年 - 右袖に日本ハムグループの新CIが入り、ユニホームスポンサーのホクレンのロゴはその上部に掲示される。
- 2015年 - このシーズンよりキャップへの広告表示が認められ、12球団初の事例としてホーム用キャップ左側部にアインファーマシーズの広告が入る。
- 2016年 - ホーム用キャップ左側部にアイングループの広告に変更。
- 2018年 - 本年のみ北海道移転15周年記念企画の一環としてサードユニフォーム「北海道スカイブルーユニフォーム」を着用。ホームユニフォーム左肩と同一の青色をユニフォームの全面と帽子の額部分にあしらい、胸にWE LOVE HOKKAIDOシリーズで用いられた「HOKKAIDO」ロゴ、金と黒のラインで非対称デザインを踏襲する形となり年30試合で着用[119]。その後2019年には8月6日 - 29日のホームゲーム11試合、2020年には10月の「HOKKAIDO be AMBITIOUS」シリーズ6試合にて着用。
- 2022年 - 札幌ドームにて新ロゴとユニホームを披露した。開発業務を担当したのはスポーツブランディングジャパン。帽子は11年ぶりにホームとビジターが同一になり、ロゴは「F」と入っている。ユニホームは北海道移転後のアシンメトリーを継承。ホーム用は「北海道の大地を覆う清らかな雪」をイメージした白に、左サイドの袖から脇には「北海道の澄んだ空と海」をイメージしたファイターズブルーを配色。ビジター用の上着はファイターズブルー、パンツはグレー。胸のロゴは二段組で上段に「HOKKAIDO」、下段に「NIPPONHAM」が入るほか、上着の正面左サイドには背中までつながるゴールド（内側）と黒（外側）のラインが入る[120]。また、ホーム用ユニホームには、19年ぶりに胸番号が入れられた。
  - 2023年 - 右袖のマークが北海道移転20周年のロゴとなる。
  - 2024年 - キャップにファイターズ50周年のロゴが入る。

備考
- 台湾プロ野球の中信ホエールズは本拠地を北海道に移転した当時の日本ハムのデザインを意識して[要出典]、2005年から左右非対称デザインのユニフォームを採用した。

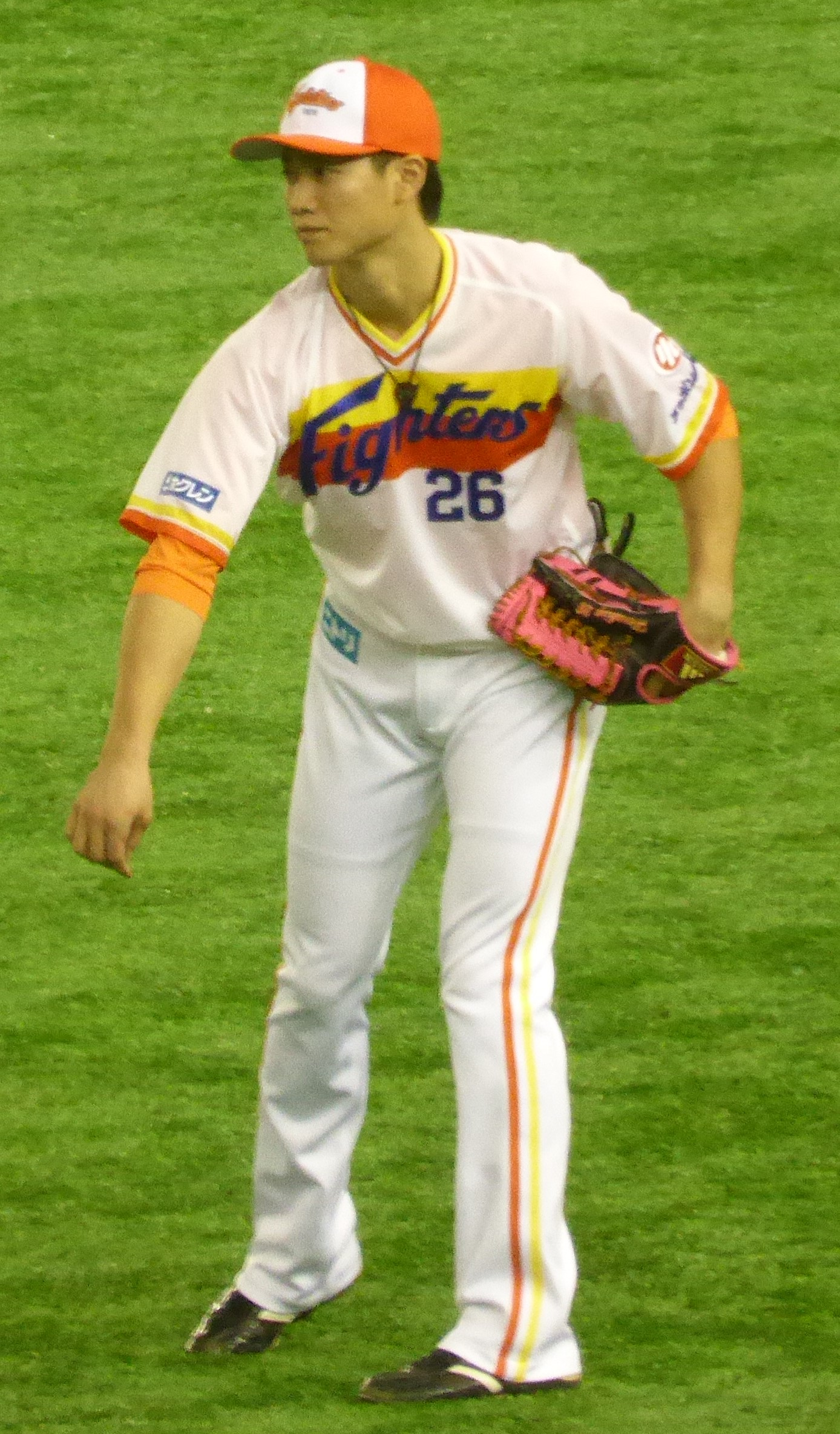
1982年～1992年のホームユニフォーム（復刻版）
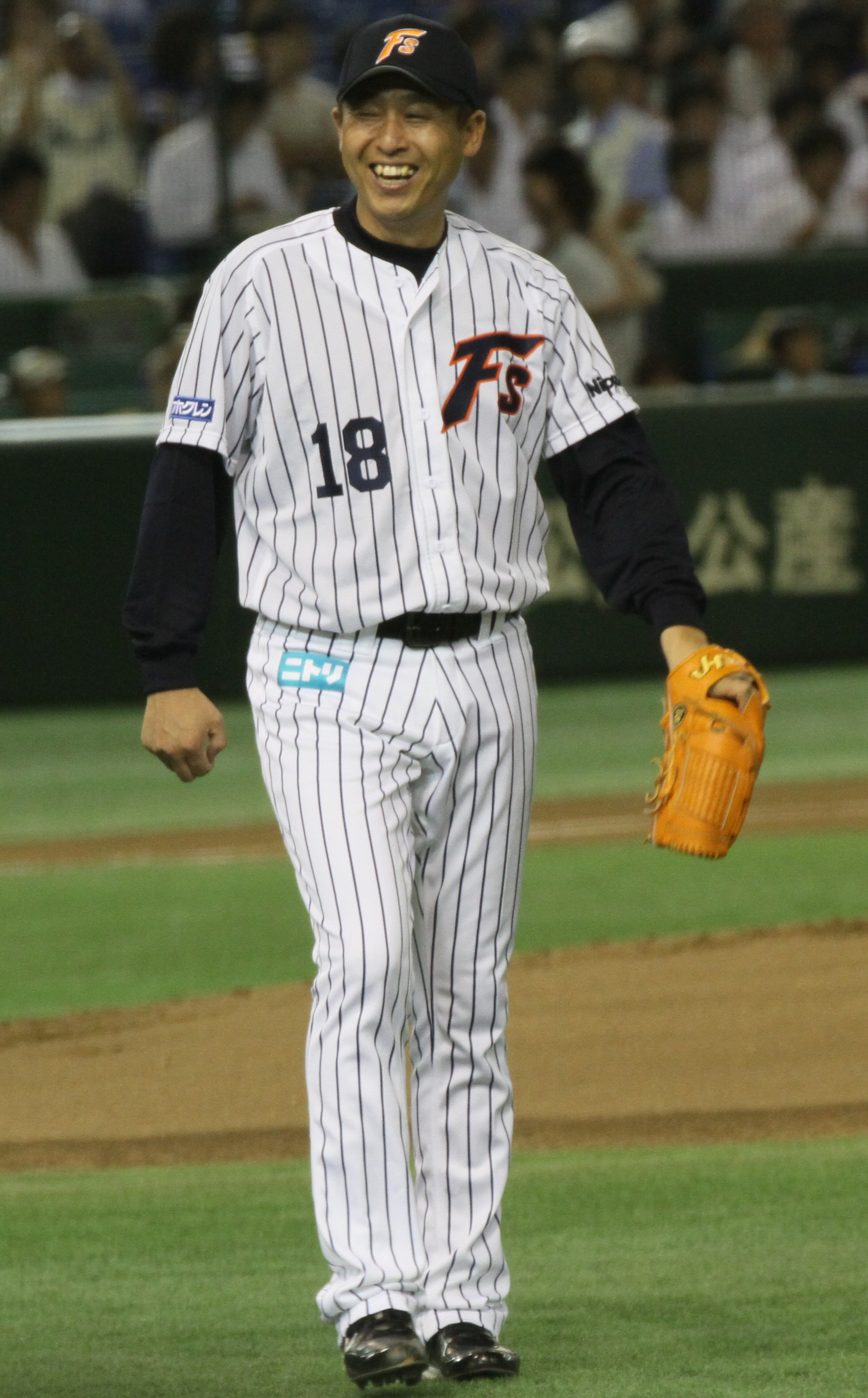
1993年～2003年のホームユニフォーム（復刻版）
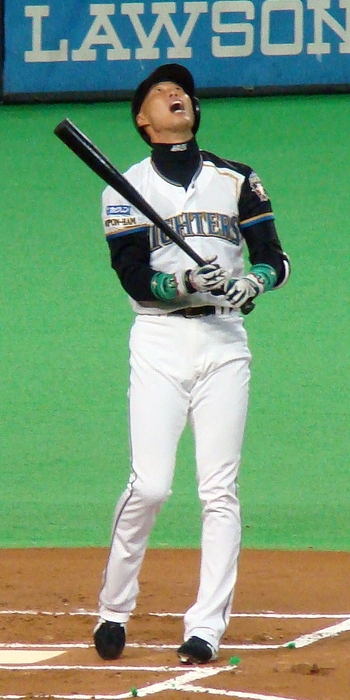
ホームユニフォーム（2009年）
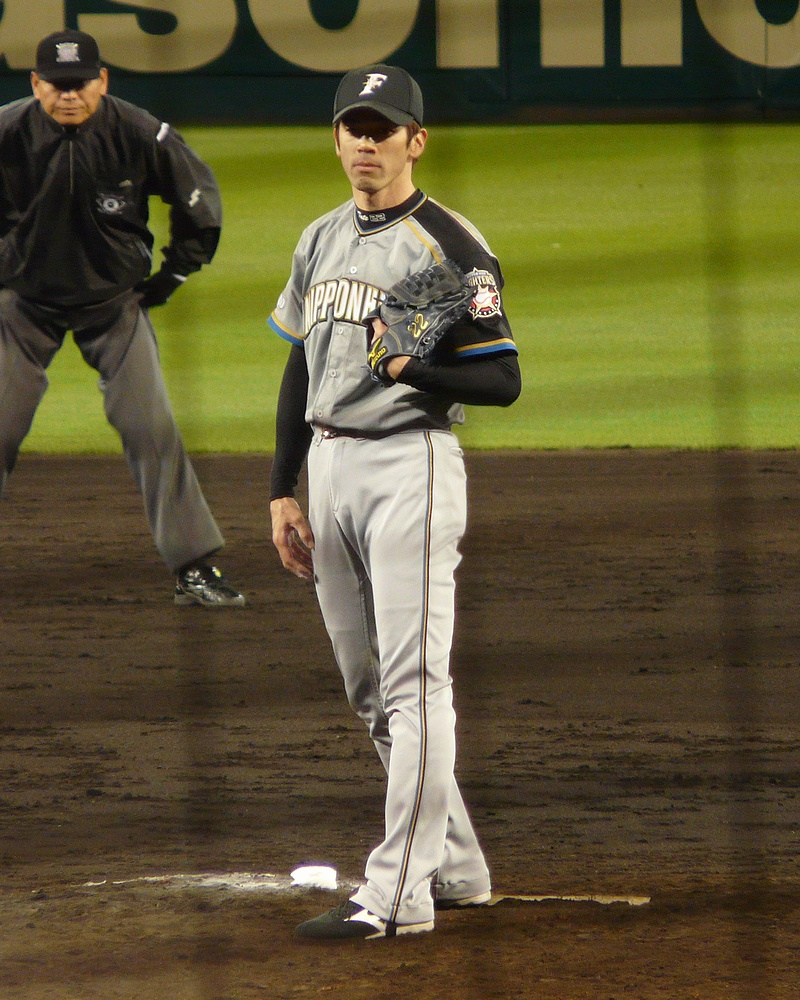
ビジターユニフォーム（2010年）
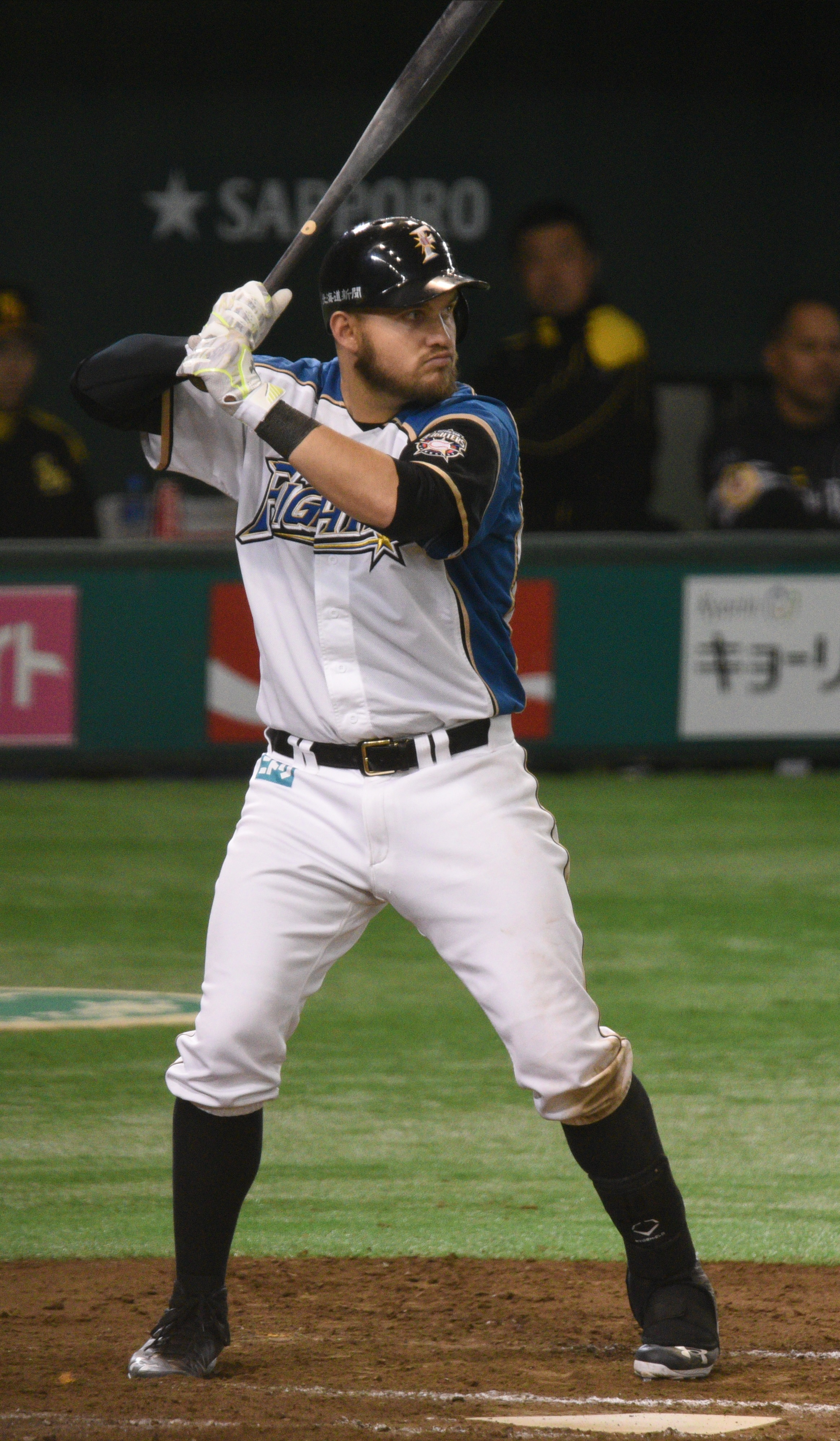
ホームユニフォーム（2015年）
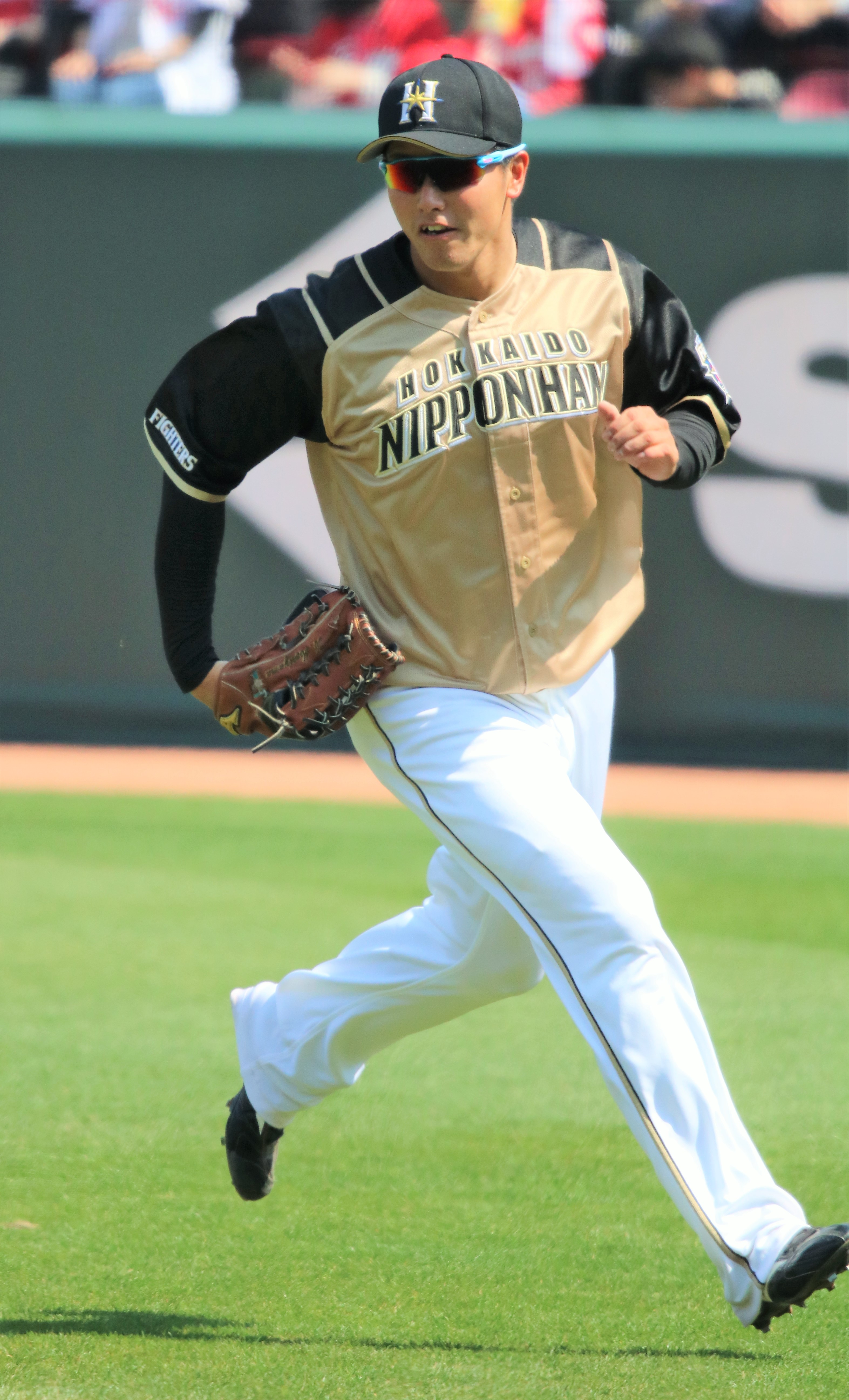
ビジターユニフォーム（2018年）
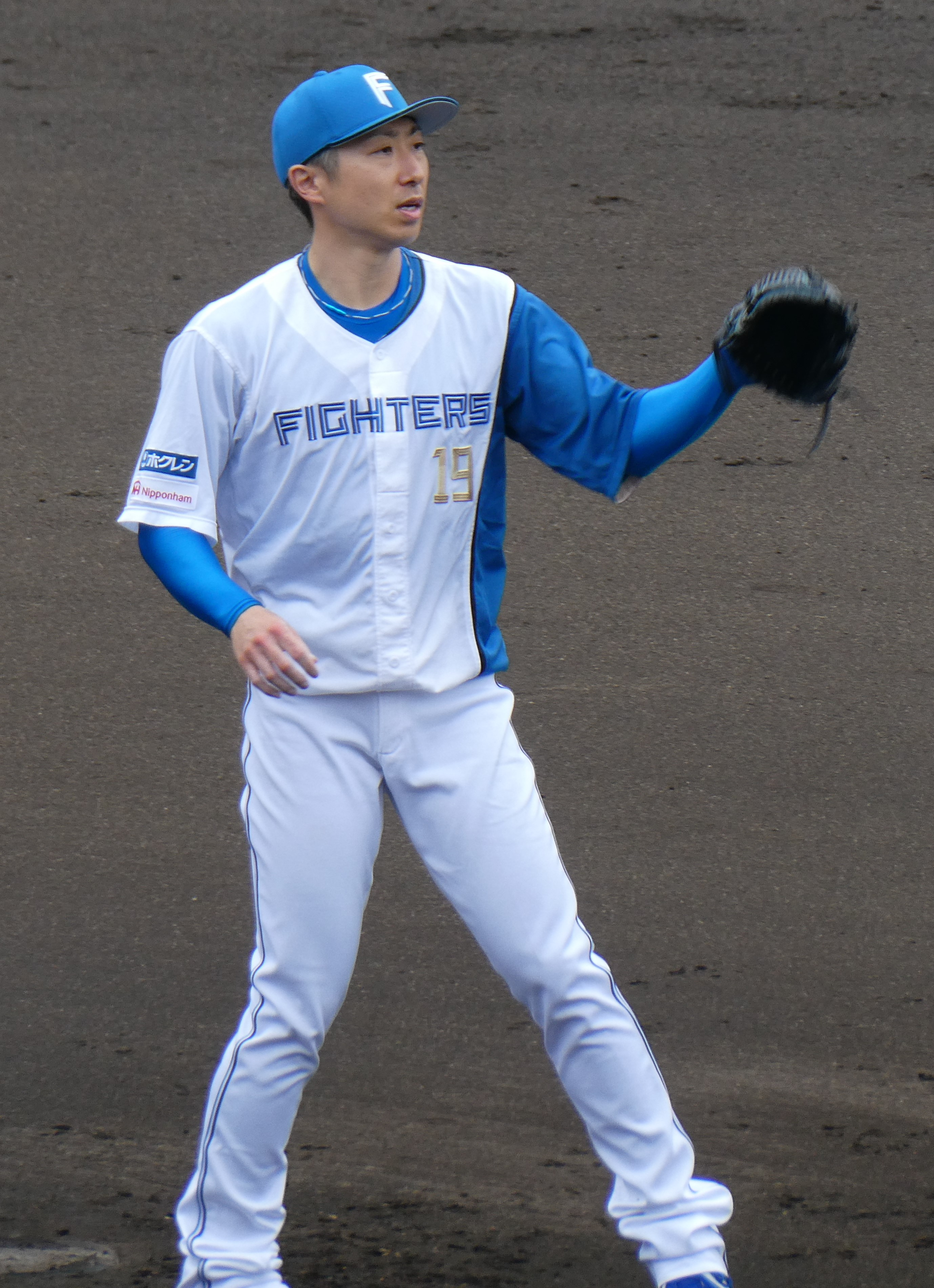
ホームユニフォーム（2022年）
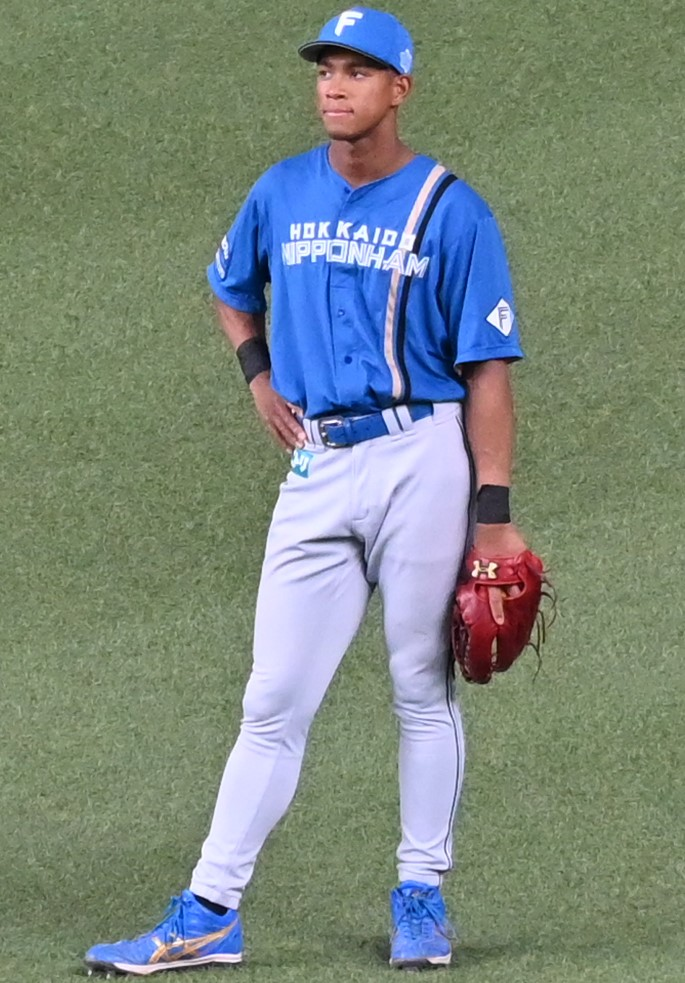
ビジターユニフォーム（2022年）
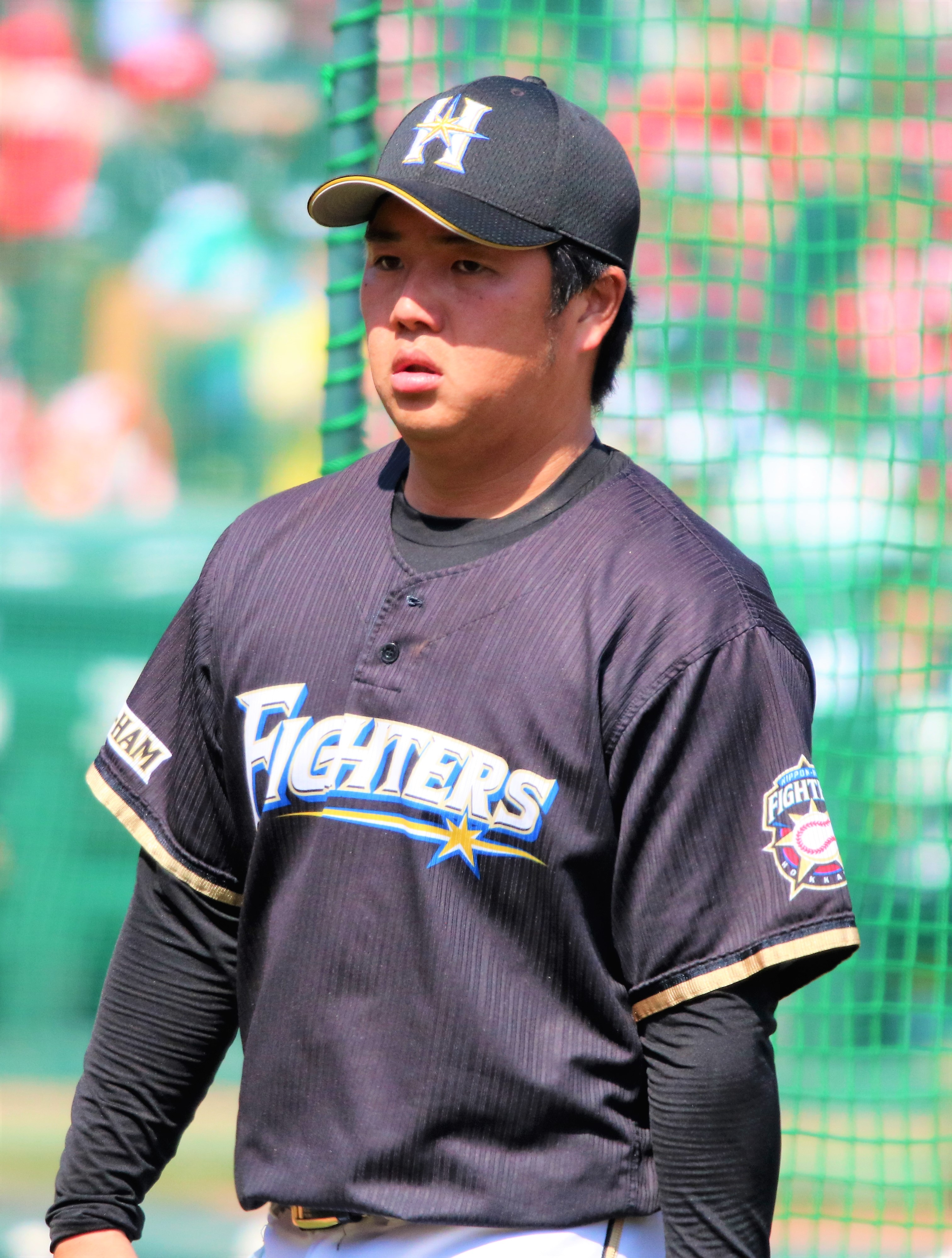
練習用ユニフォーム（2018年）
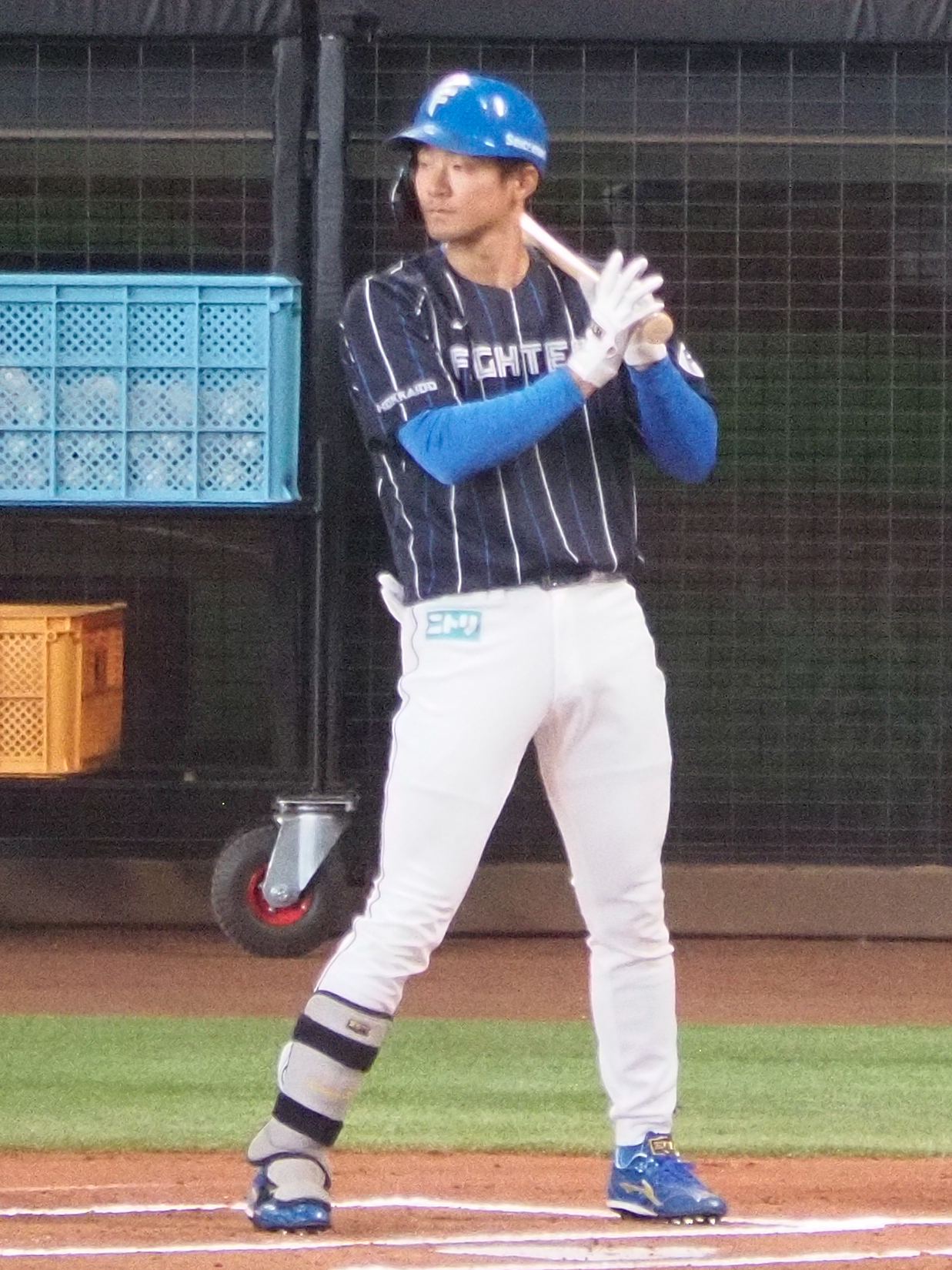
練習用ユニフォーム（2023年）

#### 限定ユニフォーム
WE LOVE HOKKAIDOシリーズ
胸に「HOKKAIDO」の文字が刻まれた限定ユニフォームを着用し、北海道への愛と誇りを表現しチームとファンが一体となり戦うコンセプトの特別試合企画。2007年 - 2010年に第1期、2013年からの第2期実施で2021年まで限定ユニフォームを展開。第2期ではその年の「北海道179市町村応援大使」が就任した道内市町村から抽選で一部の市町村をユニフォーム・キャップ・ヘルメットに掲出し、北海道との強い絆と地域活性化を目指す事を表す。2017年から2021年には「北海道シリーズ」として「WE LOVE HOKKAIDO」シリーズに加え「HOKKAIDO be AMBITIOUS」シリーズの年間2期に拡大し開催され、HOKKAIDO be AMBITIOUSシリーズでは主に北海道旗の配色である濃紺・白・赤を用いた「アンビシャス・トリコロール」の配色を施した限定ユニフォームを着用する。
- 2007年：8月17日 - 19日の千葉ロッテ戦で開催、ユニフォームの生地の色は青、左肩は黒。帽子は本体が黒、つばが青のものを使用。
- 2008年：7月22日 - 24日の千葉ロッテ戦・25 - 27日の埼玉西武戦にて開催。何色にも染まらない意思の強さを表す球団カラーの一つ黒と北海道の海と空を表す青をユニフォームにあしらい、ユニフォームの生地の色は黒、左肩が青。帽子は本体が青、つばが黒で前年とカラーリングが逆転している。
- 2009年：札幌市円山球場で6月10日に行われた対横浜戦を除く道内地方（旭川・函館・帯広）開催の全試合と、9月11日 - 13日に札幌ドームで行われる千葉ロッテ3連戦にて開催。生地の色は紺色で、左肩と首回り、ボタン部分に北海道をイメージする花でもあるラベンダーカラー（薄紫）を採用。帽子は本体が紺、つばが薄紫（ラベンダー）。
- 2010年：7月9日 - 11日のオリックス戦にて開催。ユニフォームの生地の色は北海道の「豊穣の実り」をイメージした黄金色、左肩が黒。帽子は本体が青、つばが黄金色。なお、このユニフォームは「WE LOVE HOKKAIDOシリーズ2010」の3連戦限定の予定だったが、梨田監督の発案により、帯広・旭川で行われる計4試合でもこのユニフォームを着用することになった。
- 2013年：7月12日 - 14日の千葉ロッテ3連戦と7月15日の埼玉西武戦において開催。ユニフォームの上着には北海道旗に描かれ、北海道民の「不屈のエネルギー」を意味する七光星の燃えたぎる「バーニング・レッド」をシンボルカラーに採用。また、過去の伝統を引き継ぐ意味を込めファイターズ独自の左右非対称デザインを踏襲。その非対称部分には北海道の美しい雪景色と無心で戦うチームの精神を表す純白（ピュア・ホワイト）で表現する。キャップおよびヘルメットのロゴ・マークには、「H」のセカンダリーマークを採用し、北海道への普遍的な愛と誇りを込める。キャップおよびヘルメットのロゴ・マークとひさし部分にもバーニング・レッドをあしらっている。2013年度の応援大使18市町村の中から、7つの市町村名をユニフォーム・キャップ・ヘルメットに掲出[121]。
- 2014年：7月11日 - 13日のソフトバンク3連戦にて開催。「NEXT BLUE(ネクスト・ブルー)」をコンセプトカラーに採用。非対称の純白色とキャップの「H」マークは前年より据え置き。キャップおよびヘルメットのロゴ・マークとひさし部分にもNEXT BLUE色をあしらう。シリーズユニフォームは6月27日の楽天戦から7月16日の埼玉西武戦までビジター戦を含めた全16試合で着用、2014年度の北海道179市町村応援大使が就任した18市町村の中から9つの市町村名をユニフォーム・キャップ・ヘルメットに掲出[122]。また、9月27日のオリックス戦、28日のソフトバンク戦では「WE LOVE HOKKAIDO シリーズ 2014〜again〜」として再度NEXT BLUE色ユニフォームが着用された[123]。
- 2015年：6月12日のDeNA戦から7月15日までのソフトバンク戦まで約1か月間開催、期間中のビジター11試合でも着用。チームスローガンにちなみ北海道のラベンダーをイメージした薄紫色の「EZOlution ラベンダー(エゾリューション・ラベンダー)」をユニフォームのカラーに採用。非対称の純白色とキャップの「H」マークは前年より据え置き。キャップおよびヘルメットのロゴ・マークとひさし部分にもコンセプトカラーのEZOlutionラベンダーをあしらう。北海道の6・7月はラベンダーが咲く時期を迎えることから、勝利で笑顔の花を咲かせたいという思いが込められている。2015年度の北海道179市町村応援大使が就任した18市町村の中から、12の市町村名をユニフォーム・キャップ・ヘルメットに掲出[124]。
- 2016年：北海道新幹線開業を記念し、新幹線H5系電車の車体と同じ「緑・紫・白」を配色した限定ユニフォームを着用する。デザインは緑をベースに肩の非対称部は白をメインに紫と黒のラインをあしらう。キャップおよびヘルメットのロゴマークには、「H」マークを採用。キャップおよびヘルメットのつば部分にも北海道新幹線の車両と同じ「常盤グリーン」をあしらう。北海道新幹線開業日と同じ3月26日のロッテ戦（QVC）より使用され、WE LOVE HOKKAIDOシリーズ期間の5月3日のソフトバンク戦から26日のロッテ戦までビジター6試合を含む19試合でも使用。[125] 2016年度の北海道179市町村応援大使が就任した18市町村の中から9市町村をユニフォーム・キャップ・ヘルメットに掲出。
- 2017年：この年より企画名が「北海道シリーズ（西暦）『WE LOVE HOKKAIDO』」となる。
  - 4月29日の楽天戦から5月28日のソフトバンク戦までのホーム16試合で「WE LOVE HOKKAIDO」シリーズとして限定ユニフォームを着用。北海道を舞台とした映画「幸福の黄色いハンカチ」のシンボルカラーをモチーフに「ハッピーイエロー」をコンセプトに制作。デザインは太陽を表すイエローと空を表すブルー（水色）をベースとし、非対称部分とキャップつばにブルーをあしらう。なお、このイベントは「HAPPY プロジェクト」と題し、レプリカユニフォームの収益の一部を「幸福の黄色いハンカチ」の舞台となった夕張市に寄付するなどの活動を通じて、今年3月で財政破綻から10年を経た夕張市の地域再生に役立てられる[126]。2017年度の北海道179市町村応援大使が就任した18市町村の中から9市町村をユニフォーム・キャップ・ヘルメットに掲出。
  - 7月19日楽天戦から8月20日西武戦までのホーム9試合で「北海道シリーズ2017 HOKKAIDO be AMBITIOUS」として限定ユニフォームを着用。濃紺をメインカラーに肩の非対称部分に赤と白いラインを配したデザインとし、左胸にビジター時やWE LOVE HOKKAIDO時のキャップ・ヘルメットに使われるHエンブレムが大きく配される[127]。
- 2018年
  - 5月2日から20日までのホーム10試合で「WE LOVE HOKKAIDO」シリーズとして前述のサードユニフォームを着用し開催[119]。2018年度の北海道179市町村応援大使が就任した18市町村の中から9市町村をユニフォーム・キャップ・ヘルメットに掲出。
  - 7月20日から28日までのホーム6試合で「HOKKAIDO be AMBITIOUS」シリーズとしてメインカラーを雲や雪や未来を描くキャンバスをイメージした白、肩の非対称部に紺、左腕を赤としたカラーリングの限定ユニフォームを着用。
- 2019年
  - 4月27日から5月12日までのホーム8試合で「WE LOVE HOKKAIDO」シリーズとして新たな時世の芽吹きをイメージした「新時代緑（ニューグリーン）」をコンセプトに、緑色を全面にあしらい金と黒のラインで非対称デザインを踏襲し金色をキャップつばと左袖のラインに用いる。2019年度の北海道179市町村応援大使が就任した18市町村の中から9市町村をユニフォーム・キャップ・ヘルメットに掲出。
  - 6月28日から7月21日までのホーム9試合で「HOKKAIDO be AMBITIOUS」シリーズとしてメインカラーを道民の不屈のエネルギーをイメージした赤、肩の非対称部とキャップ鍔を紺としたカラーリングの限定ユニフォームを着用。
- 2020年
  - 8月4日から23日までのホーム12試合で「WE LOVE HOKKAIDO」シリーズとして民族共生象徴空間「ウポポイ」の開業を記念しホワイトをメインカラーとして肩の非対称部分にグレー地のアイヌ文様、袖部とキャップ鍔にベージュをあしらい2020年度の北海道179市町村応援大使が就任した18市町村の中から8市町村をユニフォーム・キャップ・ヘルメットに掲出。その後8月の着用試合での勝率が高かったことから9月15日から9月20日までのホーム6試合でも再度用いられる。
  - 10月3日から15日までのホーム6試合で「HOKKAIDO be AMBITIOUS」シリーズとしてサードユニフォーム「北海道スカイブルーユニフォーム」を着用、新型コロナウイルス対策に携わる医療従事者への敬意と感謝を表現するものとした。
- 2021年
  - 4月23日から5月16日までのホーム14試合で「WE LOVE HOKKAIDO」シリーズとして「グラデーションライラック」をテーマとしたユニフォームを着用。「北海道の深い海に明るい光が射す」をコンセプトに、濃紺をメインカラーとして肩の非対称部に海をイメージした色合いのライラックの花の模様を散りばめたデザインをあしらい2021年度北海道179市町村応援大使が就任した18市町村の中から7市町村を掲出。
  - 9月7日から20日までのホーム9試合で「HOKKAIDO be AMBITIOUS」シリーズとして明るい青色をメインカラーとして肩の非対称部には北海道の冬の澄み切った青空と真っ白な雪をイメージした青と白の色合いで様々な色や形が集まり様々な大志を抱く人々が集まる北海道をイメージしたタイダイ柄の模様をあしらった。
- 2025年
  - 7月26日から31日までのホーム5試合を「WE LOVE HOKKAIDO & FIGHTERS SERIES」として北海道の深い自然をイメージしたネイビーを基調色に厳しい冬に磨かれるイメージのブルーグレーで「F」のマークを45度傾けて連ね山脈をイメージしたラインをあしらい、帽子にも傾けたFマークを白とブルーグレーの2色であしらった。

その他
- 2012年8月17日 - 19日の試合を「サマーフェスタ」と銘打ち、選手が実際に着用したユニフォームなどを再利用して作られたレプリカユニフォーム「エコユニ」が発売され、選手も同じデザインのモノトーンカラーの限定ユニフォームを着用[注釈 30]。
- 2023年5月13日 - 18日の試合を「NEW AGE GAMES produced by SHINJO」と銘打って新庄剛志監督がデザインしたユニフォームを着用。「野球=ヒーローがカッコいいプレーを見せる」をテーマとして闘争心をイメージした赤と締め色の黒を基調に、ユニフォームは黒をベースに赤い襟をつけ前面に「VICTORY」の頭文字や引き締まり痩せて見える印象を与える「V」の黄色のラインと背面は選手名をフルネームで赤く表記し背番号は赤と黒で縁取った白とし、パンツは赤と黒の非対称のツートンデザインとし、帽子は黒に「F」マークを赤く縁取った黄色で傾けて右寄りに配し赤と黄色のラインを添えた。
- 2023年6月30日 - 7月12日の試合を「HOKKAIDO 20th MEMORIAL シリーズ」と銘打って北海道移転20周年を記念したユニフォームを着用。大岩Larry正志によるデザインで白を基調に左袖を現行ユニフォームと同様の青と袖口に黒と黄色、右袖を初代ユニフォームをイメージした黒と袖口に黄色と黒、正面の七光星入のラインを添えたアーチ型の「FIGHTERS」ロゴと番号・背番号と選手名を金とし、帽子は青に金の七光星と黒い鍔をあしらった。
- 2024年4月2日 - 21日のホーム10試合を「ES CON FIELD HOKKAIDO 1周年シリーズ」と銘打って、エスコンフィールドHOKKAIDOの球場棟の開閉式切妻屋根をモチーフとしたユニフォームを着用。アメリカ・Baseballismのデザインで黒を基調に球場の重厚感を表現し右胸の屋根・梁と左背の屋根のラインや球団名ロゴの「FIGH」と背番号・棟番号に白、左胸・右背全体と柱のラインと襟と帽子の鍔や「F」ロゴの縁取りにエスコンフィールドのファウルポールやフェンスと同色の「北海道ブルー」の青色を配し、球団名ロゴは屋根の角度と合わせたものとしロゴ下部のラインは「HNF」の略称を鉄骨をイメージして連ねた形とした。その後着用試合での勝率が高かったことから8月23日から9月4日までのホーム5試合を含む10試合でも再度用いられた[128]。
  - 2025年4月11日 - 27日のホーム8試合を「ES CON FIELD HOKKAIDOシリーズ2025」と銘打って、上部を北海道の空と雲をイメージしたデザインで雲部分に黒の「FIGHTERS」ロゴ、下部を球場のイメージとなるソリッドブラックと屋根の柱をイメージした青や梁を表す白い曲線をあしらい、背には黒を基調に肩部分に空と雲のモチーフと白抜きで背番号と下部に選手名を入れる形とした。
- 2024年7月2日から17日のホーム9試合で「ファイターズ50周年シリーズ」と銘打って、日本ハムによる球団経営開始以来50年の歴史を表したユニフォームを着用。クリーム色を基調に東京時代を表すピンストライプを配し右袖にオレンジのラインを付け、胸の球団名ロゴは「Fi」を東京時代、「GH」を北海道初代、「TE」を北海道2代目、「RS」を現行のもので繋いだ形とし帽子には東京時代の「F」をあしらった。また背番号は大社義規初代オーナーに敬意を払い大社の背番号100番を全員が着用し、選手背番号は胸の球団名ロゴの右下に配置した。

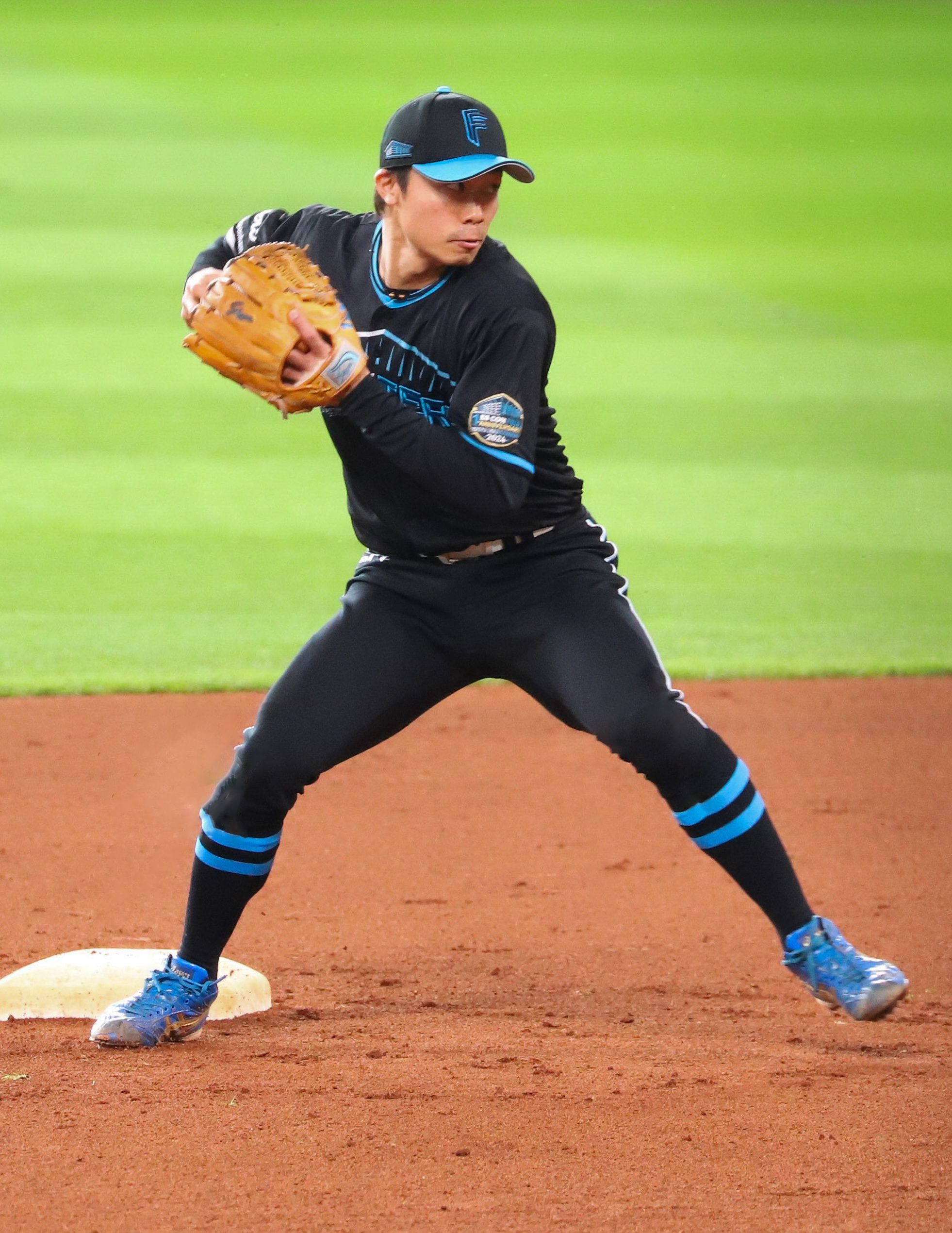
ES CON FIELD HOKKAIDO 1周年シリーズ（2024年）
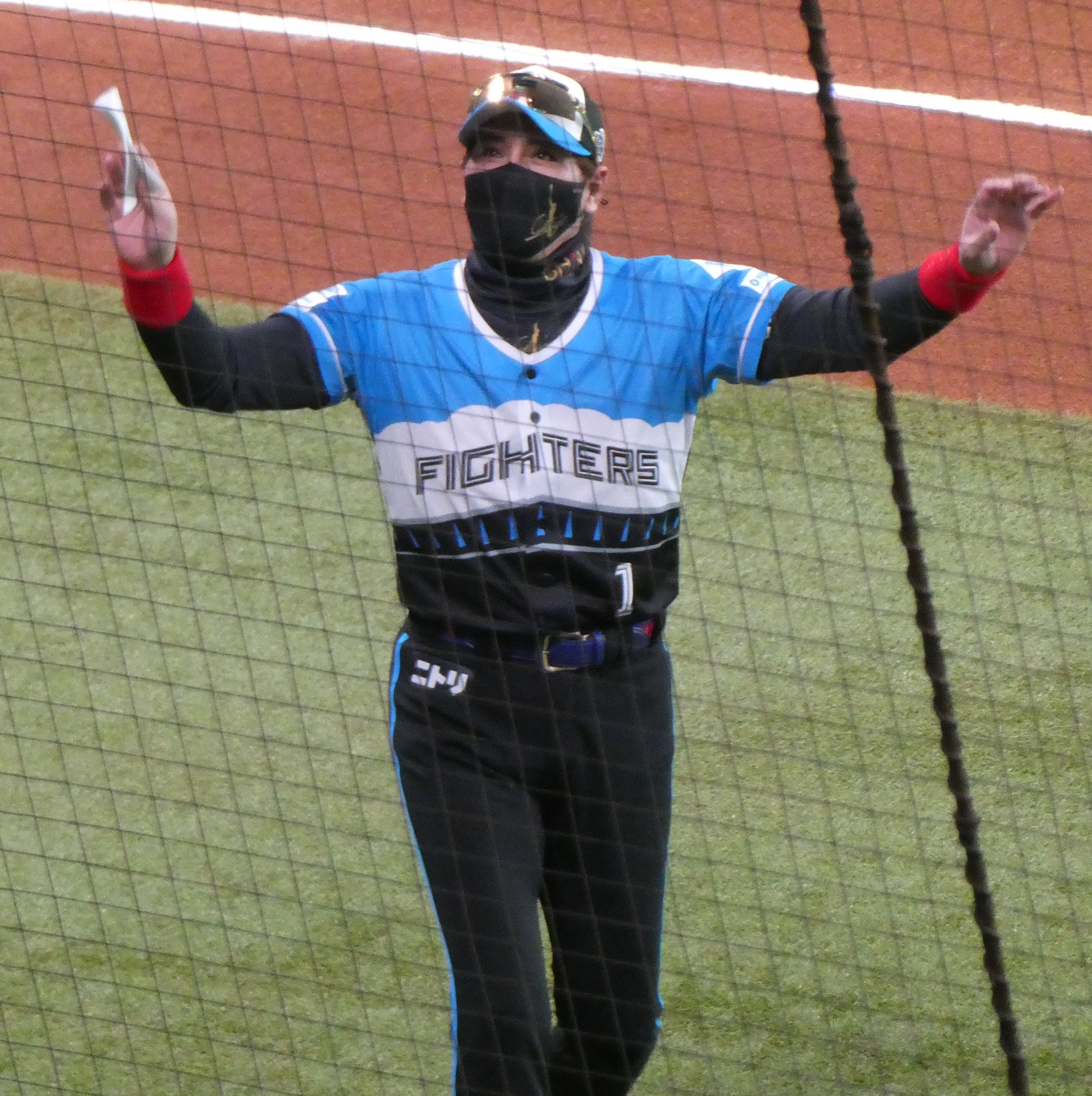
ES CON FIELD HOKKAIDOシリーズ2025

#### 復刻ユニフォーム
2005年の円山球場70周年記念試合の練習時、2013年のパ・リーグ共同企画「レジェンド・シリーズ2013」、その後球団独自のヒストリー企画として2014年から2017年の「レジェンドシリーズ」、2022年の「FIGHTERS CLASSIC」にて着用。
- 2005年：円山球場で開催されたデーゲーム時に、試合前の練習で1974年後期 - 1981年モデルのホーム用ユニフォームを上衣のみ着用した。プルオーバーだった当時の物と異なりボタン式となっていた。
- 2013年：パ・リーグ共同企画「レジェンド・シリーズ2013」で、球団史上初で本試合時に復刻ユニフォームを着用。復刻されるユニホームは1993年から北海道移転前の2003年まで使用された、東京ドーム本拠地時代のピンストライプのホームユニフォーム（ただし、復刻版ユニホームの左袖には「ホクレン」のワッペンが、ズボンには「ニトリ」のワッペンが付く）。
- 2022年：9月6日から20日までの主催試合において「FIGHTERS CLASSIC」と銘打って北海道初代ユニフォームを着用。当時と異なりズボンに「ニトリ」の広告、ヘルメットに「北海道新聞社」の新広告ロゴ、ホーム用キャップ左側部に「アインファーマシーズ」の広告が入る。

レジェンドシリーズ（2014年 - 2017年）
- 2014年：8月21日の楽天戦・8月22日 - 24日の西武戦（札幌ドーム）と8月29日 - 31日のロッテ戦（東京ドーム）で東京時代の1982年 - 1992年のホームユニフォーム（いわゆる「オレンジユニフォーム」）を着用。なお、当時のユニフォームと異なりユニフォームの右袖に「ホクレン」の広告、ズボンに「ニトリ」の広告、ヘルメットに「北海道新聞」の広告が入る。帽子・ヘルメットは1988年 - 1992年（帽子の前部が白のもの）のタイプを復刻。
- 2015年：8月7日からの楽天3連戦（札幌ドーム）、21日からのオリックス3連戦（東京ドーム）で開催。1981年に日本ハムファイターズとして初優勝した際の1979年 - 1981年の白地に青のストライプ・襟元にオレンジが入ったホームユニホームを着用。なお、当時のユニフォームと異なりユニフォームの右袖に「ホクレン」の広告、ズボンに「ニトリ」の広告、ヘルメットに「北海道新聞」の広告、ホーム用キャップ左側部に「アインファーマシーズ」の広告が入る。
- 2016年：8月30日から9月19日までの主催試合において、1974年前期に着用した日本ハムファイターズ初代のホームユニフォームを着用。また、9月17日は「HOKKAIDO LEGEND MATCH」と題し、北海道移転後7年間にわたって着用した北海道初代ユニフォームを一日限定で着用。
- 2017年：6月23日から7月4日までの主催試合において、球団創設後初の日本一に輝いた1962年に着用した東映フライヤーズの1961年 - 1967年のホームユニフォームを着用。

### ユニフォーム（二軍）
- 二軍用も2022年より一軍と同様のモデルを着用。2021年までは地域密着を目指しチーム・カラーを鎌ケ谷市を表すグリーンを基調としたユニフォームを着用していた。2008年7月20日・21日の鎌ケ谷スタジアムでの試合に限り、胸に「KAMAGAYA」のロゴが入り、本体が緑、左肩が白、金色のラケットラインが入り、背中のネームは無しという特別ユニフォームが使われた。帽子は緑に前面が白のものでマークは「K」。
- 2010年 - 一軍のユニフォームをモチーフに、胸に「KAMAGAYA」のロゴが入った緑のユニフォームを正式採用。前述の特別ユニフォームをモデルチェンジ。緑をベースカラーとし、左肩から左わき・右わきがオレンジ。両わき腹部分に白のラインが入り、白とオレンジのツートンカラーのラケットラインが入る。背中のネームは無しで背番号は白文字にオレンジの縁取り。帽子は緑に左前面にオレンジのラインが入り、マークは「K（ボール・七芒星・文字「K」）」。左袖に球団ペットマーク、右袖に「NIPPON-HAM（白文字にオレンジ縁）」。
- 2012年 - 鎌スタ限定ユニフォームを2年ぶりにリニューアル。胸に「KAMAGAYA（KとAに緑の☆）」のロゴが入り、本体が緑、右側がゴールド、左側が黒、その間に白いライン。白のラケットラインが入り、背中のネームは無しという特別ユニフォームが使われた。帽子は黒地にマークは「K」、その上に緑の☆。

## 球団旗の変遷
- 1945年 - 1946年：上から青・白・赤の横線。青の部分に白字でセネタースの頭文字「S」。
- 1947年 - 1949年：球団名が「東急フライヤーズ」となる。上が赤・下が青のセパレート、右端に白の二等辺三角形。赤の部分に白字で「F」。
  - 球団名が「急映フライヤーズ」となった1948年も使用。
- 1950年 - 1973年：2リーグ分立を機に球団旗を変更。右端の白の二等辺三角形はそのままだが、セパレートの色を上下逆に（上が青・下が赤）。青の部分に白字で「F」。東急・東映・日拓と親会社が変わっても継続して使用される。
- 1974年 - 1976年：球団名が「日本ハムファイターズ」となり、デザインを一新。橙色地に白のライン。白の部分には親会社・日本ハムのブランドマーク（社章）と「ニッポンハム」ロゴ。その下の橙色の部分に白文字で「Fighters」ロゴ。
- 1977年 - 2003年：大まかのデザインはそのままだが、「ニッポンハム」ロゴと「Fighters」ロゴを縮めたものに変更。
- 2004年 - 2021年：北海道移転に伴い、球団名が「北海道日本ハムファイターズ」となる。白地にペットマークの七芒星。下の部分は黒地に白文字で「HOKKAIDO NIPPON-HAM FIGHTERS」。
- 2022年 - ：デザインを一新。北海道と野球場のダイヤモンドを想起させる菱形の中に「F」をあしらい、一塁に青地に白の七芒星。枠外下に青文字で上段に「HOKKAIDO NIPPON-HAM」、下段に「FIGHTERS」。

## マスコット
熊のマスコット（正式名称不明）
東急時代の1949年に、ユニフォームの胸マークの右上に入れていた。
帽子をかぶった少年の似顔絵（正式名称不明）
東映時代の1972年から日拓時代の1973年に、上記似顔絵が入ったペットマークを採用。球団発行印刷物に使用されていた。
弓を射るヘラクレス（正式名称不明）
日本ハム球団となってから1981年までペットマークに採用していた。
ユニフォームを着た少年（正式名称不明）
1977年から1987年までペットマークとして使用された。背番号は「100」。
ギョロタン
1980年、球団の着ぐるみマスコット第1号として登場。モチーフは太陽でモデルは当時の監督である大沢啓二。名前の由来は「ギョロ目のタン吉」から。自転車が得意だった。晩年にはスクーターで走ることが多かった。演者は劇団こぐま座の団員3名が担当。
ちなみにギョロタンは、パ・リーグ初の着ぐるみキャラクターであり、ヤクルトスワローズのヤー坊に続き、日本球界2体目の着ぐるみキャラクターである。
レジェンドシリーズ2014で期間限定で復活、その後もレジェンドシリーズのたびに復活し、フリーダムな振る舞いで再び人気を博した。
ファイトくん
1988年の東京ドームへの移転に合わせて登場。翼をつけた戦士にバットとヘルメットをつけた1頭身の姿。ペットマークはもちろん、着ぐるみ化もされ、動物の着ぐるみ数体と共に球場を盛り上げた。
甲冑の戦士（正式名称不明）
1993年から2003年までのペットマーク。ユニホームを着た騎士が、剣の代わりにバットを振り上げているポーズ。
ファイティー（100）
1993年に登場した、東京ドーム時代のピンクの翼竜型のマスコット。英語表記は「FIGHTY」。大社義規オーナーがモデルといわれており、背番号も同じ100だった。北海道移転の際に引退が予定されていたが、ファンによる存続希望の署名活動を受け、北海道移転後の2年間は東京ドームでの主催試合限定で登場していた。2005年8月17日に現役引退。この日東京ドームでは引退セレモニーが行われた。君付けで呼ばれる事が多い。
ギョロタンと共にレジェンドシリーズ2014で復活。ユニフォームは、復刻されたオレンジユニホームではなく、移転前に着ていた縦縞。上記の通り東京限定のため2014年8月21日の試合で札幌ドーム初登場となった。
B・B（ブリスキー・ザ・ベアー）（212）
愛称「B・B（ビー・ビー）」。2004年、球団の北海道移転とともに登場。2018年から北海道が命名150年を迎えることを記念した「北海道みらい事業」の「みらい大志」に就任するため球場での活動に一区切りをつけ、今後は道内での地域貢献に携わる。詳しくは当該項目を参照。
カビー（カビー・ザ・ベアー）
B・Bの年の離れた弟で、2006年から登場している二軍マスコット。詳しくは当該項目を参照。
ベビービー（baby☆B）
B・Bの小学生時代の姿。2010年デビュー。
ポリー（ポリーポラリス）
北海道移転10年目となる2013年シーズンに向けて2012年オフに登場した、球団初の女の子のマスコット。詳しくは当該項目を参照。
フレップ（フレップ・ザ・フォックス）（179）
2016年開幕直前から登場した新マスコット。北海道を放浪していたキタキツネでたどり着いた札幌ドームでB・Bに惚れこみマスコット志願。出口の出待ちに根負けし、「マスコット見習い」として背番号の無いプラクティスユニフォーム着用。2017年11月26日のファンフェスティバルにて2018年シーズンよりメインマスコットに昇格することが発表され、B・Bから背番号179のホームユニフォームが渡された。

## チームの特徴
- チームが長年使ってきたコーポレートカラー、メインカラーがなく、球団旗、ユニフォーム共に色を一新する事が多い。これは、日本のスポーツチームとしては珍しいケースである。
- 監督人選は球団生え抜きおよび在籍経験選手が少なく、外部出身選手が多い。
- 年間勝率1位によるリーグ優勝を本拠地で決めたのは前身を含め、2009年が最初であり、2004年に消滅した大阪近鉄バファローズを含む20世紀に創設したパ・リーグ6球団で最も遅く、21世紀に初めて年間勝率1位によるリーグ優勝を本拠地で決めた唯一の球団になっている（近鉄が最初に年間勝率1位によるリーグ優勝を本拠地で決めたのは1989年）。
- 同6球団で唯一、一度も球団OB（選手としての在籍経験者）監督の下でリーグ優勝をしていない[注釈 33]。
- 日本シリーズに出場した年はいずれもリーグ優勝をしている（1962年、1981年、2006年、2007年、2009年、2012年、2016年の7回）。
- 通算3度の日本一はいずれも初戦を落としてから4連勝で決めている。
- 20世紀に創設されたNPB現存11球団で唯一、一度も球団OB監督の下で日本一になっていない[注釈 34]。

### 東京時代
- 戦前の東京セネタースとは資本の面でも球団系統の面でも関係ない。ただし、セネタース時代の節にあるように、東京セネタースの後継を目指して設立された球団である。
- 1947年から1973年に使われた愛称「フライヤーズ（Flyers）」は「空を飛ぶ者」、「飛行士」、「急行列車」、「跳躍」などの意味がある。当時の球団オーナーだった大川博が、「新しい出発に飛躍を期する」という意味を込めて命名した[134]。水原監督時代のホーム用ユニフォームは、「FLYERS」の「F」の部分が空を飛ぶ鳥の隠し絵になっていた。「フライヤーズ」の商標は現在も東映が保有し、2007年まで東映アニメーションの公式サイト内告知・イベントレポート欄で使われておりサイトの開設当初は隠し絵のロゴもそのまま使われていた。
- 1974年から使われている「ファイターズ（Fighters）」は「闘士」の英語から取った。略号は「F」。「ファイターズ」の名は公募によるもので、名付け親となったのは岡山県の女子高生であり、「同郷（岡山県出身）の大杉勝男選手が、ガッツがあるファイターだから」というのが命名理由である（ファイターズと名付けた人は、後の本拠地となる北海道を含めて多数いたが、女子高生が名付け親になった決め手は、この命名理由が大きいと言われている）。しかし、大杉はわずか1シーズンでトレードにより、ヤクルトスワローズに移籍している。
  - なお公募された愛称の中には「ジャガーズ」（ヒョウ）、「イーグルス」（ワシ）、フェニックスなど、動物名が多く、全体の38%、中には「モモタローズ」（桃太郎）、「キンタローズ」（金太郎）、「ドリフターズ」（漂流者。当時人気のザ・ドリフターズに因む）など愉快な物もあり、またハム会社だけに「ウインナーズ」（ウインナーソーセージ。これに「勝者」を意味する「ウィナー」をかけている）、「サンドイッチ」、「トンチャン」（ブタ）、「エッグス」（卵）などもあった[135]。
- 1962年にパ・リーグを制し、日本シリーズで阪神を破ったがこの時、オーナーの大川博は背番号100のユニフォームを着て優勝パレードに参加。さらに親会社の東映が「東映優勝 背番号100」なる記録映画を制作し、全国東映系で上映した。
- 1987年までのフランチャイズ球場は巨人と同じ後楽園球場だったため、日程面でどうしても不利な面が多く、日本ハムと巨人の後楽園での同日試合開催は極力組まれていなかったが、それでも同日開催の場合（特に共に前年Aクラスでセ・パ同日開幕戦の時）は日本ハムがナイター、巨人がデーゲーム（当時の巨人は日曜日のデーゲームも珍しくなかった）という原則があった。ただし、日本ハムは猛暑の時期を除き、土、日曜はデーゲーム開催で、小学生のファンクラブ（少年ファイターズ会）の会員が外野スタンドに集結し、観客動員の集客を図っていた。日本ハムはプロ野球界でのファンクラブの先駆けだった。同時にパ・リーグ初のマスコットキャラクター「ギョロタン」も登場した。
- 先述の通り、後楽園・東京ドーム時代、試合日程は常に巨人優先で組まれていたため、都市対抗野球による遠征のしわ寄せをまともに受け、その長さは阪神の「死のロード」に匹敵するものだった。1996年、1998年前半首位を走っていたが8月に失速して優勝を逃している。特に8月は子どもが夏休みなので、家族連れが多く来る稼ぎ時として巨人の試合が多く組まれ、日本ハムはロードを余儀なくされた[注釈 35]。

### 北海道時代
- 2004年に本拠地を札幌ドームに移転したが、札幌ドームは既に2001年度からプロサッカー・Jリーグのコンサドーレ札幌がホームスタジアムとして使っていた（札幌厚別公園競技場と併用）。プロサッカークラブとプロ野球チームが同じスタジアムを使うのは日本初の事例で[注釈 36]、コンサドーレが宮の沢に事務所を移転する2014年1月末ごろまでは日本ハム・コンサドーレそれぞれの事務所が札幌ドーム内に併設されていた。2006年にはコンサドーレとの共通入場券も発売している。
- 札幌ドーム時代は施設のレイアウト面やアクセス面で三塁側の方が便利であり、スコアボードとして使われている電光掲示板が三塁側からの方が見易かったため、ホームチームが三塁側ダグアウトを使う。一軍ホームチームが三塁側ダグアウトを使うのは日本ハムが初である。現在では西武と楽天が同様に三塁側を使用している[136]。なお、東京ドームや道内の地方球場で開催される主催試合では一塁側ダグアウトを使用することがあり、東京ドーム・旭川・函館では一塁側[137][138][139]、帯広・釧路では三塁側[140] を使用する。また、準本拠地以外の地方球場主催試合では、那覇では一塁側[141]、静岡では三塁側[142] を使用するなど球場ごとに使い分けられている。なお、2023年からの本拠地・エスコンフィールドHOKKAIDOは一塁側になっている。
- キャンプの調整方法は全体練習より個人練習に重点を置いており「投げ込みをさせずに質の高い投球を重ねる」「ゲームで与えられるであろうシチュエーションを意識して練習に取り組む」方針で長い時間の練習はあまりせず、選手には自主性・積極性を尊重し、選手が課題をあげそれをどうしたら解決するかまず自分で考えさせ、コーチにどういう練習をしたら良いかと自ら相談に行きアドバイスをもらうというシステムである[143][144]。
- 監督は契約締結時に3年の契約を結び、それ以降は1～2年単位の契約更新という形を取っている。理由としては長期間の契約を結び、その監督の考えをチームカラーとして定着させるよりも、定期的に監督を入れ替えて新しい視点、考えを入れた方がメリットがあると考え、初期の契約が2年では考えそのものが選手に浸透しにくいと考えたためである。
- 2024年シーズン終了時点で、現在の本拠地で日本シリーズを行っていない最後の球団になっている。

#### 情報システム
ベテラン生え抜き選手や主力選手でも、トレードされることがあり（2000年代後半から2010年代前半にかけては金村暁やマイケル中村、髙橋信二、糸井嘉男など）、その根拠となっているものは「ベースボール・オペレーション・システム（BOS）」という情報システムである。これは所属選手をセイバーメトリクスを元に成績・年俸・年齢によって主力、控え、育成、在庫の4種類に分類し、現場とフロントがチーム編成に関して客観的な数値に基づく共通の理解のもと、若手を適正かつ監督・コーチ変更の度に指導方針が変わってしまわないよう次のコーチに引き継がせる、ベテランを適宜放出することで、年俸総額を抑えながらチーム力を維持、登録選手全員を戦力として活用する事を目標としたものである。BOSは千葉ロッテマリーンズ、福岡ソフトバンクホークス、読売ジャイアンツ、横浜DeNAベイスターズにも採用されているが、北海道移転後初代のGMだった高田繁を同職に招き日本ハムに倣っているDeNA以外は「あくまで選手起用の決定権は監督にある」（BOSを重用しすぎて監督の仕事を奪いかねない）と参考程度である。過去にスキャンダルを起こした選手（特に二岡智宏など）についても、「獲るべき選手を獲る。名誉挽回のチャンスを与えることが、球界全体にとって必要。（山田正雄前GM）」と大らかでこだわらない方針である。背景には、低コストで戦力を整えるためには、「何らかの事情でもなければ、良い選手を獲るのが難しい（同GM）」という判断がある。また、同時に教員経験者を採用して若手の生活面の指導にあたらせるなど一般的な教養・常識面を含めた選手教育にも力を入れており、そのような環境構築の実績・経験があるからこその方針ともいえる。その一方で、暴力事件を起こした後に巨人へトレード放出された中田翔のようなケースもある。コーチについては「選手・コーチ間で上下関係を無駄に構築しない」「自分を手本とした指導ではなく選手の特長を見極め長所を生かした選手作り」「レポート提出による指導方法の回顧・改善」など、コーチ技術の指導もしている。また、他の11球団が採用している「育成選手制度」を長らく唯一採用しておらず、2018年1月時点で育成契約選手は皆無であった。しかし、2018年度ドラフト会議において、球団史上初の「育成契約選手」としてベースボール・チャレンジ・リーグの富山より海老原一佳を指名した。これにより、育成契約を採用しない球団は皆無となった。

#### チームの監督人選について
こうしたシステムによる生え抜きを重視しないドライな人事は監督人選にも反映されており、日本ハム経営後は特に顕著となっている。親会社製品の主な購買層が主婦層という事情もあり、目立ちやすい立場にある監督人選においては、生え抜き・外部問わず、購買層である主婦層にも好まれる爽やかなイメージを持った人物が選ばれる傾向にある。

#### 球団の観客増加戦略
北海道移転後、球団は以下の観客増加策を打ち出し東京ドーム時代よりも大幅に観客が増加した。2016年には1993年以来、初めて200万人を突破し、2017年には208万6410人を記録した。これは、ソフトバンクに次いでリーグ2位の観客動員数である。
なまらチケット
公式戦で、対象地域の道・市・区内在住者・在職者を対象に一塁側内野指定席券が一律1,500円の「なまらチケット」、平日ナイターの午後7時15分以降の入場者を対象に通常価格の約半額で入場できる「715チケット」（2007年までは午後7時30分以降の入場者を対象とした「730チケット」）を発売している。これらに加え、2005年からは全ての道民が対象の「なまら!超割チケット」、駐車券付きの「カルテット」、その名の通りビール券付きの「ビール券付き」等のグッズ付きチケット限定チケットも発売されている。
チョッQR
2009年には12球団初の、携帯電話のQRコードによって、チケットレスで入場できるシステム「チョッQR」を導入した。
KONKATSUシート、シンデレラシート
2009年7月11日と12日に開催された「KONKATSUシート」は当初は2日間で400人を募集も、2860人の応募があり、そのうち、女性が応募初日に規定枚数を越える応募があったが、逆に男性の応募が半分以下に留まったため、急きょ定員を600人に増員した。初日に28組が、2日目には34組のカップルが成立した。ちなみに、結婚までこぎつけたら始球式の権利が与えられる。2010年現在1組が婚約し、始球式の権利を獲得した。
2010年はKONKATSUシートの後釜として女性限定席の「シンデレラシート」を導入。1人につき、荷物置場として2席が割り当てられた。シンデレラシートは、テンピュールクッションや、オペラグラスが常設されていたが、3日間で備品の盗難が続出し、球団は多くの損失を被った。
ウィークデー割引
曜日ごとに対象者が変動する割引制度であり、火曜日は60歳以上と学生を対象にした「シニア&学生デー」、水曜日は女性全員を対象にした「レディースデー」、木曜日は公式ファンクラブ会員を対象にした「ファンクラブデー」、金曜日は男性全員を対象にした「メンズデー」で、いずれも当日券がある場合に限り、ほとんどの座席が一般価格の半額で入場できる。
なお、これは東京ドームでの公式戦でも実施されており（一部異なる場合あり）、札幌ドームの試合では試合開始前の1時間前まで買えないが、東京ドームの試合では当日の午前10時から買える。購入は当日券売り場、札幌ドームの試合のみファイターズステーション（札幌駅北口付近）でも可能で、2011年から金曜日が無くなり、火曜日が「メンズ&シニアデー」、水曜日が「レディース&学生デー」になった。
2017年からこの年に制定された「プレミアムフライデー」に賛同、「ゴールデンフライデー」と銘打ち札幌ドームでの金曜日開催試合は札幌ドーム貴賓室で観戦できるチケット、ビール飲み放題の席、ビジターユニフォームを着て当日券を購入すれば半額等のサービスを行う。
twitter連動企画
2018年から球団公式twitterでファンから質問を募集する企画を開始した「#ヒーロー質問」と付けてツイートした質問をホーム勝利時のヒーローインタビューで答える。

#### ドラフト戦略
「その年の一番いい選手を取る」という方針のもと、ドラフト1位を決めている。2012年には花巻東から直接メジャー挑戦を表明していた大谷翔平を強行指名。2011年にも、巨人以外なら入団拒否して渡米する意向を公にしていた菅野智之を指名して、周囲を驚かせた。事実、希望入団枠制度が廃止された2007年以降、2019年までのドラフトでは強行指名した大谷、2008年度指名の大野奨太を除き、全て複数球団と競合していた。なお、2020年以降は、2020年度指名の伊藤大海、2021年度指名の達孝太、2022年度指名の矢澤宏太といずれも単独指名となっている。

## チームスローガン

### 東京時代
- 1993年：「はつらつベースボール」
- 1994年：「はつらつベースボール Part2」
- 1995年：「Aggressive & Dramatic」
- 1996年：「更なる挑戦」
- 1997年：「大いなる挑戦」
- 1998年：「乾坤一擲」
- 1999年：「Vへ一丸!」
- 2000年 - 2002年：「Be tough, Stay tough, Win tough」（タフになれ、タフであれ、タフに勝て）
- 2003年：「Ethos Pathos Logos[注釈 39]」〜勝利への精神、勝利への情熱、勝利こそ意義〜

### 北海道時代

#### 札幌時代
- 2004年：「New Home, New Identity, New Dreams.」（新天地、新たな自身、新たな夢）
- 2005年：「Faith, Hope, Love The Game」（信じよう、希望しよう、ゲームを愛そう）
- 2006年：「Dream Big;Play Hard;Live Strong!」（夢は大きく、試合はしっかり、強く生きよう！）
- 2007年：「Focus, Advance, Nexus Spirit」（焦点、前進、集団精神）
- 2008年：「熱く、頂点へ」〜F・A・N・S '08〜
- 2009年：「Re：Challenge」
- 2010年：「Feel it!」
- 2011年：「ONE_1」
- 2012年：「9+ NinePlus」
- 2013年：「純 ―ひたむきに―」
- 2014年：「前進せよ ―トゥミコロクル―[注釈 40]」
- 2015年：「EZOlution」
- 2016年：「爆ぜる」
- 2017年：「F-AMBITIOUS」
- 2018年：「道 -FIGHTERS XV-」
- 2019年：「驀進」
- 2020年：「羽撃く」
- 2021年：「01karat～イチカラ～」
- 2022年：「ファンは宝物」

#### 北広島時代
- 2023年：「新時代 FANS ARE OUR TREASURE」
- 2024年：「大航海」
- 2025年：「大航海は続く」

## 主なキャンプ地
- アメリカ合衆国フロリダ州デルレイビーチ、サラソタ（1986年・1987年春季キャンプ）
- 千葉県鴨川市（秋季キャンプ。2007年から名護に変更）
- 沖縄県名護市 名護市営球場（一軍春季キャンプ。2020年、ブルペンの屋内化など改修工事完了）[153]
- 沖縄県国頭郡国頭村 かいぎんスタジアム国頭（二軍春季キャンプ、秋季キャンプ）
- アメリカ合衆国アリゾナ州ピオリア ピオリア・スポーツ・コンプレックス（一軍第一次春季キャンプ、2016年・2017年）[154]
- アメリカ合衆国アリゾナ州スコッツデール ソルト・リバー・フィールズ・アット・トーキング・スティック（一軍第一次春季キャンプ、2018年・2019年）
- エスコンフィールド北海道（2023年秋季キャンプ）[155]

## 主な出資企業
北海道移転にあたり2003年8月に設立した運営会社（新法人）「株式会社北海道日本ハムファイターズ」には、元々の出資企業である日本ハムの他、北海道内および北海道発祥の主要企業が出資している。歴史の項でも触れたとおり、旧法人である「日本ハム球団株式会社」（日本ハム100%出資子会社。前身の「セネターズ野球協会」時代の1946年設立）から新法人への事業（球団）譲渡という形をとり、旧法人は2004年に特別清算手続きにより解散・法人消滅となっている。

### ゼネラルパートナー
- 日本ハム

### オフィシャルプレミアムスポンサー
- アインホールディングス（キャップスポンサー）
- イオン北海道
- NTTドコモ
- オカモトグループ
- 麒麟麦酒
- クボタ
- サッポロビール
- JTB
- セイコーマート（ヘルメットスポンサー）
- ジャックス
- 住信SBIネット銀行（NEOBANK、左袖スポンサー）
- セブン-イレブン
- ニトリ（パンツ広告スポンサー）
- エスコン
- パナソニック
- ビックカメラ
- ファナティクス・ジャパン
- ベルコ
- ホクレン農業協同組合連合会（右袖スポンサー）
- 北海道コカ・コーラボトリング
- 北海道新聞社
- マルハン
- 三菱UFJ銀行
- ヤマト運輸
- ミルクランド北海道
- ローソン

### オフィシャルスポンサー
- アサヒビール
- アスクゲート
- 岩田地崎建設
- Wolt Japan
- ACN
- SMBC日興証券
- AIR DO
- 大林組
- コナミデジタルエンタテインメント
- 斎久工業
- 佐藤製薬
- 常口アトム
- 住友ゴム工業（ダンロップ）
- セコム
- 全国共済農業協同組合連合会（JA共済）
- 全日本空輸（ANA）
- そらまめカンパニー
- ダイキン工業
- 大正製薬
- つうけん
- ティーバイティーホールディングス（T×T GARAGE）
- テレ・マーカー
- 東光電気工事
- トゥーコネクト（AirDog）
- 日清食品ホールディングス
- 日本たばこ産業
- 野口観光
- パーソルホールディングス（パ・リーグタイトルパートナー）
- ハーバー研究所
- 北海道医療大学
- フルテック
- プロトコーポレーション（グーネット）
- 北洋銀行
- 北海道アルバイト情報社
- 北海道ガス
- 北海道電力
- 本田技研工業
- 松岡満運輸
- 三井住友カード
- 三井住友銀行
- みずほ証券
- ユニ・チャーム
- 横浜冷凍
- よつ葉乳業
- ローソンエンタテインメント
- 會澤高圧コンクリート
- アクセンチュア
- アトラスグループ
- アフラック
- 伊丹車輌
- ウェイブダッシュ
- エイジス北海道
- エイチ・アイ・エス
- H.Eグループ
- エディオン[157]
- MID.αグループ
- 王子ホールディングス（王子ネピア）
- 片山建設
- カナモト
- 関電工
- 株式会社菊池
- 北見通運
- 旭東清掃
- 近畿日本ツーリスト
- グラビス株式会社
- 栗林商会
- 北海道軽パーク
- 黒井産業（新札幌自動車学園）
- コアレックス道栄
- 寿産業
- 小山商会
- 佐藤ケミカル北海道
- 三五工務店
- サントリー
- ジーベック
- 新太平洋建設
- 新菱冷熱工業
- 生活協同組合コープさっぽろ
- セントラル警備保障
- タイガー魔法瓶
- 株式会社TAISHOW
- 第一三共ヘルスケア（DNSプロテイン）
- 大勝
- 田中組
- 株式会社トーア
- 東急コミュニティー
- TOTO
- 東洋グリーン
- TOPPAN
- 中山組
- ナブコシステム
- ナラサキ産業
- 西日本旅客鉄道（JR西日本）
- 日糧製パン
- ニッタン
- 日本航空
- 日本製鉄
- 日本ハウズイング
- ネッツトヨタ札幌
- 能美防災
- 乃村工藝社
- PR TIMES
- 東日本高速道路（NEXCO東日本）
- ひまわりホールディングス
- ビヨンドプロパディーズ
- フェイス・ワン
- 福島建設工業
- 藤井ビル
- 不二サッシ
- フジテック
- 富士メガネ
- 文化シヤッター
- ヘスタ大倉
- 北電興業
- 北燃商事
- 北海紙管
- 北海電工
- 北海道漁業協同組合連合会（北海道ぎょれん）
- 北海道銀行
- 北海道信用農業協同組合連合会（JAバンク北海道）
- 北海道総合通信網（HOTnet）
- 北海道バス
- 北海道パワーエンジニアリング
- 北海道旅客鉄道（JR北海道）
- ホッコウ物流
- ポッカサッポロフード&ビバレッジ
- 丸彦渡辺建設
- 丸升増田本店
- ミズノ
- 三井不動産商業マネジメント（三井アウトレットパーク 札幌北広島）
- 三菱重工機械システム
- 三菱地所パークス
- 美和電気工業
- 明和地所
- MOEホールディングス
- ユニバーサルホーム
- 渡辺パイプ

## 主な歴代の球団歌・応援歌
- 「ファイターズ讃歌」（作詞：石原信一、作曲：中村泰士、編曲：高田弘、歌：ささきいさお→速水けんたろう[注釈 41]→上杉周大）
1977年制定・発表。元は「それゆけ ぼくらのファイターズ」のB面曲だった。歌詞に特定の地名や企業名が含まれていないため、北海道への移転後もそのまま引き継がれパ・リーグの現存チーム中では最古の球団歌となっている。

フライヤーズ時代
- 「東急フライヤーズの唄」→「東映フライヤーズの歌」（作詞：藤浦洸、作曲：古関裕而）[158]
1950年に東京急行電鉄社内報『清和』5月号で発表。古関裕而の作品リスト等により存在は判明していたが、レコード化されておらず長年に渡って楽譜も未確認だったため当時の所属選手や往年のファンも「聞いたことがない」という「幻の球団歌」とされてきた。2021年1月、北海道新聞の調査により楽譜と歌詞が福島市古関裕而記念館に所蔵されていることと、作詞者が藤浦であることが判明した[158]。1967年には「別の曲と考えた方が良い」と言われるほど大幅な旋律の改訂が作曲者の古関自身により行われたが[158]、歌詞の改訂は最小限に留まっている。

応援歌（日本ハム時代以降）
- 「それゆけ ぼくらのファイターズ」（作詞・作曲：石原美代子、補作詞・補作曲：中村泰士、編曲：高田弘、歌：ささきいさお）

1977年発表。「ファイターズ讃歌」と同じレコードに収録され、元はこちらがA面曲であった。
- 「GO!GO!ファイターズ」（作詞・作曲・編曲：大島隆二、歌：宮本毅）（2004年 - 2008年）
- 「La La La FIGHTERS」（作詞：いしわたり淳治、作曲：福原美穂、福原将宜、大坪稔明、中村優規、編曲：安原兵衛、歌：福原美穂）（2009年5月1日 - 2022年）
- 「ファイターズと共に」（歌：TRIPLANE）※2013年の北海道移転10周年記念ソング[注釈 42]
- 「We are FIGHTERS」（作詞：HARTY、作曲：HARTY・あたりめ島田、歌：HARTY）（2023年3月 - 現在）

### 年度別イメージソング
球場にて試合前や試合後に流されたイメージソング。歌手は公式戦の始球式にも登場。
- 1993年「WILD DREAM」 （作詞：石岡美紀 作曲：パンタ 歌：立川亮子）
- 1994年「Let's Get A Groove 〜Yo! Hips〜」 （作詞・作曲・歌：久保田利伸）
- 1995年「Get the Truth!」 （作詞・作曲：長友仍世 歌：INFIX ）
- 1996年「あの瞳を忘れない」 （作詞：沢村大和 作曲：野中則夫 歌：BLOW）
- 1997年「太陽」 （作詞：TSUNAMI 作曲：パッパラー河合 歌：TSUNAMI）
- 1998年「Let Love Shine」 （作詞：萩原由美子 作曲：小松建祐 歌：水野由加里）
- 1999年「プラスのスマイル!!」 （作詞・作曲：永井ルイ 歌：CLOVER）
- 2000年「輝け!未来へ〜Hit & Run〜」 （作詞：門屋陽平 作曲：石川寛門 詞・曲・歌：速水けんたろう）

以下の2曲は、中日出身である大島康徳の監督就任を記念して中日ファンの山本正之がイメージソングを作り公認ソングとして発売されたものの、それまでのイメージソングと違い球場で流されたり始球式への登場は無し。
- 2001年：「熱血ファイターズの歌」（作詞・作曲・歌:山本正之。歌手名義は「INDEPENDENCE」）
- 2002年：「熱血ファイターズの歌2002」（作詞・作曲・歌:山本正之。歌手名義は「INDEPENDENCE」）

## 応援スタイル
東京時代
1980年代前半頃の応援スタイルは、トランペットを使わず、どの選手にも笛と太鼓で「ピーッピーッピピピピピピピッ」という決まりのものだったが、柏原純一にだけは「ピピピピピピピッ純一」というオリジナルのスタイルがあった（このスタイルは、柏原が阪神へトレード移籍した後も阪神の応援団が継承した）。
トランペットを使うようになってからの応援スタイルは、各選手別応援歌を歌うようになった（用意されていない選手は汎用応援歌の選手部分を差し替えて歌う。ただし、交流戦のビジターで投手が打席に立つ場合には、投手用の汎用応援歌を歌う）。原則的には1回目は演奏なしでアカペラで歌い、2回目以降はトランペット演奏で歌うが、森本稀哲などファンファーレのある場合はそれに続けて1回目から演奏ありで歌う。田中賢介などのように選手コールの後で最初からトランペット演奏が始まる選手もいる。これ以外にも非公式だが、一部の選手には応援歌に合わせた動きをすることもある。
1980年代から1990年代後半までは、相手選手凡退時に凡退テーマを演奏していたが、現在では関西地区9回裏限定で行っている。
北海道時代
北海道移転後、大半の選手別応援歌を除いて応援スタイルがやや変わった。攻撃開始やチャンスには『北の国から』、得点が入った時のテーマが「I'm A 北海道MAN」の「おーいおーい北海道」の部分など地元をイメージした応援歌 になっている。また、東京時代は本拠地東京ドームでは使えなかった太鼓が札幌ドームで使用可能となり、ホームゲームでも太鼓を使うようになった。
なお移転後も、従来のメイン応援歌「ファイターズ讃歌」は引き続き歌われている。歌い手にささきいさおが起用されたこともあり、2000年以降は速水けんたろうが歌っている。2007年からは速水の再録音版を使っている。2011年途中から諸事情で歌唱の入っていないカラオケバージョンになるが、翌2012年より再び、速水歌唱バージョンを使用。2014年からは、上杉周大（THE TON-UP MOTORS）が歌っているバージョンが使用されている。なお、私設応援団の名前は「闘将会」である。
東京ドームなど関東の球場でも応援するために、札幌移転後も東京の応援団は存続している。このため東京のファンには馴染み深い移転前の応援スタイルが使われる場合がある。2006年のアジアシリーズでも移転前の応援スタイルが使われ、2007年から東京ドームでの試合のみ、ホーム・ビジター試合を問わず全試合で、東京ドーム本拠地時代の応援スタイルを使う（ただし、移転後にできた「北の国から」等のチャンステーマを使う時もある）。
ホームゲームで相手投手がノックアウトで降板するときは「Na Na Hey Hey Kiss Him Goodbye」を歌っていた。東京時代は海援隊の「贈る言葉」を応援団が演奏していた。札幌移転後もビジターゲームでは演奏する時がある。
2007年後半から、鳴り物が禁止されている宮城球場の試合で、宮城球場限定の鳴り物なしでの応援スタイルとチャンステーマを取り入れた。2008年からは関東限定で映画『チキ・チキ・バン・バン』の主題歌、札幌ドーム限定で「ジンギスカン」、2010年は、沖縄限定で「ハイサイおじさん」、東京ドーム限定でかつての球団歌『それゆけぼくらのファイターズ』と、地域別あるいは球場別でチャンステーマを取り入れている。
北海道移転当初の公式応援歌「Go! Go! ファイターズ」では、香瑠鼓による鳴子を振り付けに用いることがあった。7回裏、ファイターズ攻撃前にはマスコットのB.Bが登場し、スタンドの観客を率いて踊る。振り付けはYOSAKOIソーラン風であった。2006年は、YOSAKOIソーラン色を薄めた新しい振り付けになった。
札幌ドームの試合など北海道での試合では、日本ハムの投手が3ボールになって、カウントを悪くしてしまうと、投手を応援するための拍手（スリーボール・クラッピング）が自然に起こる。また、押し出しがかかる場面や連続四死球の直後には、2ボールの時点で拍手が発生することもある。
試合後、日本ハムが勝った場合に電光掲示板のカウントダウンと共にスタンド最上段（3階）から金色の紙テープがバズーカで発射され、ゆっくりと舞い降りて勝利を祝う。移転初年度の2004年は紙吹雪を発射していたが、掃除に手間がかかること、野球・サッカーの共用スタジアムという性質上の問題などから2005年に廃止された。しかし、勝利セレモニー復活の希望が多かったため、清掃しやすいスタイルになった（札幌ドームのみ）。2011年からは金テープのバズーカから勝利の花火に変更された。2018年からは花火が廃止され、金テープが復活した。
稲葉の打席では「稲葉ジャンプ」と呼ばれるジャンプが起こった。なお、2011年は東日本大震災の被災者に配慮してシーズン中は自粛していたが、クライマックスシリーズで復活した。金子誠の打席では、新撰組の「誠」の隊旗や法被が応援に使われている。
ビニール風船を使った応援
2005年頃から特定の選手へのビニール風船を使った応援が始まった。
- 小笠原道大（2005年 - 2006年）：イルカ - 一時期、札幌市内と近郊の100円ショップからイルカの風船が消えるまでになった。
- セギノール（2005年 - 2007年）：バナナ
- 森本稀哲（2007年 - 2010年）：緑色のマイク。これは森本本人がヒーローインタビューでのマイクパフォーマンスに長けていたことからファンが考案したものが広まったものである。札幌ドームの近所のファンが集まるラーメン屋で5000個作られて販売された。
- 田中賢介（2008年 - 2012年・2015年 - 2019年）：人差し指だけ伸ばしたピンクの手
- スレッジ（2008年 - 2009年・2012年）：ハンマー
- 鶴岡慎也（2008年 - 2013年・2018年 - 2021年）：鶴または、ガチャピンのバット - 札幌では鶴が普及している。

札幌ドームでは長らくジェット風船を膨らませての応援が禁じられていた（東京ドームも同様）。理由は、札幌ドームはバックスクリーン奥にあるサッカー・ラグビー用天然芝ピッチの出し入れに必要な隙間に風船が挟まって移動に支障をきたす恐れがあるため（東京ドームはエアドームなので空気圧の膨張で風船が割れる恐れがあるため）。なお、札幌ドームでは2011年6月12日の対横浜戦に限り、限定的に使用が許された（ただし、衛生の観点から口から膨らますことは禁止され、専用ポンプを使っての応援のみ認められていた）。2012年から札幌ドームで行われる全試合で使用可能になった。日本ハムファンは7回表終了後に青色の風船を飛ばし、勝利時には白色の風船を飛ばしている。なお、2020年以後、新型コロナウイルスのため、風船は全面禁止されたまま本拠地移転となり、2023年以後の本拠地・エスコンフィールドにおいても当面、膨らましポンプを含め全面禁止のままになっている。

## キーワード

### 深夜のダブルヘッダー
1953年8月9日の対近鉄パールス戦（後楽園球場）のダブルヘッダー第1試合は17時から開始された。試合は両軍同点のまま決着がつかず、延長20回・試合時間は4時間46分の末に4-5で敗れた。当時は同一カードのダブルヘッダー第1試合についてはイニング制限が無く、変則ダブルの場合は12回までとなっていた。続く第2試合は22時11分に開始されたが、7回裏終了時点で当時のナイター時限だった23時45分が過ぎたため、コールドゲームで4-4の引き分けとなった。これも深夜の時限が来た場合、9回まで終了しなくてもそのイニングの攻撃が完了した時点でコールドとなる当時のルールによるものである。
1954年10月10日の同カード（大阪スタヂアム）で、今度は延長23回のパシフィック・リーグ延長イニング最長記録を作ったが、近鉄にサヨナラ負けを喫した。また、1981年10月10日の対ロッテオリオンズ戦（川崎球場・プレーオフ第1試合）では、9回・5-5の引き分けだったが、参考記録ながら5時間17分のロングゲームを戦った。
現在ではルールが改定され、ダブルヘッダーの場合、第1試合の終了が20時40分を過ぎたら第2試合は行わない取り決めとなっている。

### 7種類のユニフォーム
1973年に東映フライヤーズを買収した日拓ホームのオーナー・西村昭孝は、低迷するパ・リーグに活気を取り戻そうと、この年の後期シーズンに7種類のユニフォームを製作、選手に日替わりで着用させる画期的な試みを行った。その7種類とは以下のとおりである。
ホーム用
- 上下白地で前後中央オレンジ。袖にオレンジ色ラインが入る。胸マークは、黒文字の筆記体で「Flyers」。帽子はオレンジを地色につばが白、「NF」マークが黒。
- 肩から袖の下、パンツまでオレンジの太いラインが入る。胸マークは、黒文字の筆記体で「Flyers」。帽子はオレンジ、「NF」マークが黒。
- 上着がセパレートタイプで、上が紫、下が白。胸マークは、黄色の筆記体で「Flyers」。帽子は紫色を地色に「NF」マークが金色。
- 袖がブルーでロゴが赤く、背番号の後ろに太いラインが入る。胸マークは、赤文字の筆記体で「Flyers亅。帽子は水色、「NF」マークが赤[注釈 52]。

ビジター用（全身を一色で統一）
- 全身が黄色で、肩・パンツに黒いライン。胸マークは、黒文字で上に「NITTAKU」下に「HOME」。帽子は黒を地色につばが黄色、「NF」マークが黄色。
- 全身が黒で、袖の下からパンツに至る太い黄色のライン。胸マークは、黄色の文字で上に「NITTAKU」下に「HOME」。帽子は黒を地色につばが黄色、「NF」マークが黄色。
- 全身が青で、肩に太いラインが入り、パンツのラインが白。右胸に白の「NF」マーク。帽子は青を地色につばが白、「NF」マークが白。

しかし、シーズン終了後に日本ハムに再身売りしたため、この7色ユニフォームは3か月でお蔵入りとなった。

### オールスター組織票問題
1978年のオールスターゲームのファン投票で、パ・リーグの9ポジションのうち8人を日本ハム勢が占めた。
この年の日本ハムは、前期がリーグ3位ながら29勝31敗5分と負け越しているにもかかわらず、投票期間中の7月6日 - 7日に約7万票が日本ハムに入ったため結果が大きく変わり、山田久志や加藤秀司（阪急ブレーブス）、有藤通世や野村克也（ロッテオリオンズ）、土井正博（クラウンライターライオンズ）などの人気選手が次点以下になる事態となった。この事が報じられると各界著名人から批判が巻き起こったが、それに応える形でフロント陣が、オールスターゲームの第3戦が日本ハムの主催試合となることから、ファンクラブ「少年ファイターズの会」会員にダイレクトメールでオールスターのファン投票用紙を5枚セットで送ったことを悪びれずに公表した。
各界著名人から「組織票」と批判されると、日本ハムのフロント陣は「他球団選手の出場機会が少なくなり、オールスターの趣向を減じることになる」として、前言を撤回する事で事態の沈静化を図り、特に成績が悪かった古屋と菅野の出場辞退を発表した。古屋は翌年にオールスター初出場を果たしたが、菅野は引退までオールスターに出場することはなかった。

### ラッキー7を他イニングに
2009年から2014年まで、日本ハム主催試合ではファイターズのラッキー7を6回裏に行った。これは、6回の得点が7回よりも多いことなどから、ラッキー6としたものである。同時に、2008年までラッキー7のBGMとして流れていた「GO!GO!ファイターズ」に代わり、ラッキー6のBGMとして、4月は「ファイターズ讃歌」 を、また5月1日の西武戦からは「ファイターズ讃歌」に代わり新応援歌「La La La FIGHTERS」を流している（「ファイターズ讃歌」は、勝利時にインストを流している。）。
場内アナウンスでも6回裏の攻撃の際に、「6回の裏、ファイターズ、ラッキーイニングの攻撃は…」と流していた。
なお、ビジターチームのラッキー7は通常どおり7回表に行い、ファイターズの7回裏には、2011年までは何のイベントも行わず、2012年以降は金色ジェット風船の打ち上げなど、6回裏に比べて規模を縮小したイベントを行った。
2015・2016年は再び、ファイターズのラッキー7を7回裏に行っていたが、2017年は8回裏に行われている。2018年は7回裏にラッキー7を行うがBGMは「それゆけ ぼくらのファイターズ」、8回裏にファイターズ讃歌が流れる。

### 本拠地移転後の東京ドームの公式戦
日本ハムは本拠地を札幌ドームへ移転した2004年以降も、2022年まで年間3〜4カード・10試合程度の主催試合を引き続き東京ドームで開催していた（コロナ禍の影響で地方開催のなかった2020年を除く）。
移転前年の2003年11月に東京ドームで開催された最後のファンフェスティバルで球団社長（当時）の今村純二が「移転後も、東京ドームで12から15試合を引き続き開催します」とファンの前で宣言した。東京ドームで開催を継続する理由として、東京都にも球団事務所があること、二軍施設は隣県の千葉県鎌ケ谷市のまま継続されていることに加え、旧来の東京のファンの存在を考慮したものなどが挙げられる。
2004年は東京ドームでの主催試合が12試合行われ、2005年は10試合、2006年と2019年は9試合、2007 - 2015年は8試合、2016 - 2018年は7試合 の主催試合が開催された。移転当初は週末に多く開催されたが、2008年から2013年までは全ての東京ドームでの主催試合は平日に開催された。2014年以降は、東京ドームの主催試合1カードが週末に開催されており、2019年も4月5日（金曜日）から4月7日（日曜日）の対西武3連戦が開催された。
- 東京ドームでの日本ハム対西武戦の公式戦は、本拠地移転後は一度も行われていなかったが[注釈 58]、2015年4月7日・8日に行われた対西武戦2試合が、本拠地移転後初となる東京ドームでの西武戦となった（2003年9月以来、約11年半ぶりの開催）。

また、本拠地を札幌ドームへ移転したことによって、2004年以降の東京ドームは日本ハムの本拠地ではなくなったため、パ・リーグの他球団も東京ドームで主催試合を行う事が可能となり、パ・リーグ5球団が毎年各球団1 - 2試合の主催試合を東京ドームで開催している。一部試合は日本ハムが対戦相手となるように日程が調整されていた。
2005年よりセ・パ交流戦が開始されたため、巨人の主催試合で日本ハムはビジターとして東京ドームで対戦しており、2006年までは3試合を、2007 − 2014年は2試合対戦した。2015年より交流戦が18試合に削減され主催試合が隔年開催となる影響で、2016年と2018年は巨人主催の東京ドームでの3試合が開催された。
2020年は当初、東京オリンピック開催の影響で、開催期間中の公式戦中断、巨人以外のセ・リーグ2球団（東京ヤクルト・横浜DeNA）が東京ドーム主催試合の開催が予定されており、日本ハムの東京ドーム主催試合は従来より少ない2カード4試合が予定されていた。また、セ・パ交流戦では巨人主催の東京ドーム3試合が開催される予定であった。しかし、新型コロナウイルスの影響で当初予定されていた公式戦が延期となり、延期により見直しされた主催試合は全て札幌ドームで行うことに変更となった。またセ・パ交流戦も中止となったため、巨人主催の東京ドーム3試合も行われなかった。そのため、移転した2004年以降、ホーム・ビジター問わず1試合も東京ドームでの公式戦が行われない年となった。なお、日本ハム主催の東京ドームでのセ・パ交流戦は行われていない。
2021年は延期となった東京オリンピック開催の影響で、東京ドーム主催試合は従来より少ない2カード5試合が開催された。
本拠地球場をエスコンフィールド北海道に移転した2023年以降は、一軍の全ての公式戦は同球場で行っているため、東京ドームでの主催試合は途絶えている。
なお、東京ドーム時代には全て一塁側のベンチを使用していたこともあり、移転後も主催試合では一塁側のベンチを使用している。一方で、ビジターとしての試合では、主催側が全て一塁側のベンチを選択していることから、現在に至るまで日本ハムは全て三塁側のベンチを使用している。

### 東京の球団から地域密着球団へ
東京ドームが完成し、後楽園球場から本拠地を移転した日本ハムの1988年の観客動員数はドーム初年度の景気もあって2,458,500人（1試合平均37,800人）でパ・リーグ1位。同年最後まで優勝を争った西武や近鉄のそれを大きく上回り、また、セ・パ12球団を合わせても巨人に次ぐ2位で、同年セを制した中日や、当時5万人超の収容能力を誇った阪神甲子園球場を本拠地とする阪神をも上回った。そのためフロントは「ドームさえあれば、何もしなくてもお客さんは来てくれる」と“ドーム景気”に依存してしまい、結果としてファンサービスやチームの補強策は次第におざなりになっていった。
しかし、この日本ハムの動員数は同年より同じく東京ドームへ本拠地を移転した巨人戦のチケットが取れなかった野球ファンが、巨人戦に比べて座席に余裕のある日本ハム戦のチケットを購入し、ドーム見物ついでで観戦した、というのがその背景だった。そのため、ドーム景気による観客増員効果は長続きせず、観客動員数は1988年をピークに減少、さらに1993年には福岡ドーム、1997年には大阪ドーム、ナゴヤドームが相次いで開場し、ドームの稀少価値が相対的に低下した事で動員低下にさらなる拍車がかかり、チームが最下位に終わった1994年には約172万人とドーム開場後初めて動員数が200万人を割り込み、その後も一時期はわずかに盛り返したことがあったものの全体的に動員低下が続き、移転発表前年の2001年の動員数は最下位に終わったこともあり、約137万人にまで落ち込んだ。チーム成績も上述の通り、フロントの補強策がおざなりとなったツケもあり、全体的には低迷した年が多く、1993年・1996年・1998年など優勝争いに加わったこともあったが、その間にリーグ優勝を果たすことはできなかった。そのため、1990年代後半以降はパ・リーグのビジターチームのファンが多い試合も多く、ホームの利を生かすことができなかった。
後に日本ハムは東京ドームでの動員数不振もあり、1998年よりスポーツと生活が近くにある社会「スポーツ・コミュニティ」の実現を目指して地方都市への移転を検討し始めた。当初はプロ野球興行が可能な川崎・仙台・岡山・高松を候補地としたが、川崎は関東以外への移転の方針に反すること、高松は日本ハム創業家である大社家の故郷ではあったものの商圏人口の不足や岡山と合わせた複数本拠地化の案も複数地域のフランチャイズを認めていない野球協約が障壁となり候補から外れた。のち、札幌ドームの開業後は札幌も候補地となり、最終的に商圏人口やマスメディアの多さから2002年に札幌への移転を決定した。札幌移転を機にCIの導入を決定し、アメリカのSME社と共同で球団のイメージアップに本格的に着手する。その一環として「地域密着」の方針を打ち出し、北海道内でのチームの認知度アップとファン層開拓を目指した。新庄剛志を獲得したのも、ファン獲得の一環でもあった。移転当初は「北海道は巨人ファンが圧倒的に多い」という現実があったが、道内での野球教室やファンイベントの開催、メディアへの露出促進などといったさまざまな活動が奏功して観客動員数は年々増加。また、トレイ・ヒルマンら首脳陣の下で森本、ダルビッシュらが成長し、高田繁らフロント陣の編成策によってチームの戦力層が強化された。
札幌ドームで初めて開幕戦を迎えた2006年に実施した「43,000プロジェクト」は、開幕戦など年間数回にわたってドームを満員にするために行われたスペシャル企画で、開幕戦では42,393人（パ開幕戦3球場中最多）、翌日も29,170人の観客動員を記録し、動員数増加に大きく貢献した。12年ぶりの開幕2連勝を飾ったチームも優勝を争い、シーズン終盤には連日3万人超の観客が札幌ドームを訪れた。そしてチームはパ・リーグ優勝を果たし、日本シリーズでも中日を退けて日本一に輝いた。新庄が引退し、小笠原道大がFAで巨人へ移籍した2007年も2年連続でリーグ優勝し、クライマックスシリーズも制すなど、ピークといわれた前年の観客動員をさらに上回った。また、移転当初は隔年開催だった旭川スタルヒン球場、函館オーシャンスタジアム、帯広の森野球場での道内開催公式戦を、3球場とも毎年開催するよう改めた。
この道内各所での遠征シリーズ、あるいは札幌ドームでの主に夏季に行われるある3連戦は「We Love Hokkaido」シリーズとして、オリジナルユニフォームの着用や、2011年の札幌ドームでの西武戦（「北海道祭り」シリーズ）では外野席に道内179市町村と北海道の自治体旗が掲揚されたり、道内物産展や民俗芸能の紹介、花火大会（2011年）など、様々な趣向を凝らした地域密着応援シリーズを行っている。
しかし、それでも平日（特にシーズン序盤）の試合の観客動員数が2万人を割り込むことが多かったため、札幌ドーム時代は北海道在住者や午後7時台以降に来訪する観客を対象とした企画チケットを発売するなど、数々の観客獲得策を実施した（#チームの特徴も参照）。2007年には、財政破綻した夕張市の市民を札幌ドームに招待する「夕張シート」を創設し、2009年には札幌ドームのファウルエリアにフィールドシートを増設するなど、さらなる誘客策と地域密着策の開拓に力を注いだ。

### 新球場建設構想
2016年5月、一部の報道で、北海道移転20周年となる2024年を目処として、札幌市、またはその周辺地域に、球団が自前で運営する新球場の建設計画を検討していることが報じられた。その理由として、本拠地として使用してきた札幌ドームは、札幌市が出資する第三セクターの「株式会社札幌ドーム」が管理・運営しており、日本ハム球団はその第三セクター会社に1試合当たり最大で1,600万円程度、年間総額で13億円程度の賃借料を支払っており大きな負担となっていたことや、人工芝の改修など環境改善を訴えるも聞き入れられなかったこと、グッズや飲食店などの物販コーナーを自前で設置することにも一定の制限がなされ、収益の多くが直接球団に入らないことも球団経営に影響を及ぼしていることが挙げられた。このため日本ハム球団は「地域密着をテーマに掲げて球団経営をしてきたが、現状の条件では限界があり、今よりも1段階も2段階も上の地域貢献を成し遂げるために検討が必要になった」として、新球場の建設を検討し始めた。
有力な候補地としては札幌市北区の北海道大学構内や、南区にある真駒内公園、北広島市のきたひろしま総合運動公園など札幌市周辺を中心とした15-20か所が挙げられ、選手の健康面の負担を軽減させるために天然芝にするほか、気候の問題なども踏まえた開閉式屋根付き、さらには収容人員を3万人程度にする、とした。
このことに関して、札幌市長の秋元克広は2016年1月に日本ハム球団から説明を受け「この1年で方向性を出したい」と述べていたことを明かしたが、ドームの使用料減免などによる引き留めについては考えていないことを示唆した。また、札幌ドームの所有者である札幌市スポーツ部長・手島久仁彦も「全国的に珍しいドーム運営の黒字化を実現し、好循環が生まれているだけに残念」としながらも「野球に特化した施設ではなく、経営戦略上は仕方がない。詳細は承知していないが、スポーツ振興や街づくりにつながり北海道を一緒に盛り上げるような計画になればよい」と語るなど（本拠地移転はないと）楽観的な見方をしていた。
しかし、札幌市に隣接する北広島市がこの構想に歓迎の意向を示し、2016年6月15日に同市長・上野正三がきたひろしま総合運動公園の予定地を建設用地に提供する方針を表明したことで、北広島市が移転先の最有力候補として浮上した。この北広島市のいち早い賛同姿勢は、移転の現実性を軽視もしくは移転しても市内に留まるのは確実と考えていた札幌市にとって想定外のことであり、新球場への移転によるチームの市外流出や札幌ドームの経営悪化に対する市民の反発に危機感を持つ声も強まったことで、札幌市は姿勢を一転して残留を求める方針に転換。2016年12月3日に札幌市・札幌ドーム・日本ハム球団・北海道コンサドーレ札幌による札幌ドームの今後について話し合う初の4者協議が行われたが、秋元による札幌ドームの野球専用化の提案については日本ハム球団側は「望んでいない」と返答し、さらに市側に無視される形でホームグラウンドを奪われる格好になるコンサドーレ側も反発したことで紛糾し、結局は「これまで通り、スポーツやコンサートなど多目的な球場を目指すことで一致」という結果に終わり、会議はわずか1時間ほどで終了した。
2016年12月19日、球団の親会社である日本ハムが、球団の新球場構想について承認。球団はこれを受けて同日中に日本ハム本社と球団が新球場構想について協働する協議機関を設置すると表明、早ければ2023年ごろの移転を目指して調査・検討を進め、2018年3月末に一定の方向性を出す意向を表明した。
これを受けて翌20日、北広島市長の上野が球団に球場誘致に関する提案書を提出した。これによると、きたひろしま総合運動公園の用地約36ヘクタールのうち約20ヘクタールを活用し、3万人規模の開閉式屋根付き天然芝球場や室内練習場、商業施設、キャンプ場などを整備し、予定地近くを通るJR千歳線に新駅（請願駅）を設置することや、大規模駐車場の整備により交通アクセスを確保するという。
一方、出遅れた格好となった札幌市は、球団の札幌ドーム慰留は困難と判断し、市外流出阻止へ向けて引き続き残留要請するとともに、新球場建設予定地を提案する方針へ変更する姿勢を示したが、札幌ドーム残留を基本線で考えていたこともあって候補地の選定が遅れ、北広島市から約4か月遅れの2017年4月13日、北区の北海道大学の敷地の一部約10ヘクタールと、豊平区の北海道農業専門学校を運営している学校法人八紘学園が所有する土地約13ヘクタールの2か所を新球場候補地として球団に提案した。
その後、同年10月25日に事業統轄本部長・前沢賢は、札幌市から提案されている北海道大学構内および八紘学園が所有する土地の2つの候補地について、札幌市の諸事情もあって難しいという見解を示した。同年11月、札幌市は道立真駒内公園を新たな候補地として球団に提案することになった。同公園は札幌市が招致を行っている2026年冬季オリンピックのスピードスケート会場候補地から外れたため、新球場の有力候補地となった。同年12月15日、札幌市と実務者協議が行われ、新球場の建設候補地として真駒内公園を正式提案した。球団は商業施設や飲食街などを備えたメジャーリーグ流のボールパーク構想を掲げ、全体の敷地は20ヘクタールとなり、新球場は老朽化した屋外競技場である真駒内セキスイハイムスタジアムを取り壊して、跡地を中心とした約5ヘクタールに建設すると想定している。
2018年（平成30年）3月26日、日本ハムグループは東京都内で開かれた臨時取締役会で、球団の新球場建設地を北広島市の「きたひろしま総合運動公園」に決定した。同日付けで準備会社となる子会社の「北海道ボールパーク」を電通とともに設立し、今後、球団本拠地も北広島市に移転する。北広島市が提示した敷地面積は札幌市がこれまで提示したどの案よりも広大なうえ、土地の無償貸与に加え、球場や公園施設の固定資産税と都市計画税を10年間免除するなど、充実した行政支援があることが決め手となった。札幌市の意向がファンサービスや球団経営に影響を及ぼしていた札幌ドームとは異なり、新球場は日本ハムグループが主体となって建設と運営を行い、球場周辺にホテル、温浴施設、レストランなどの商業施設を併設する米国流「ボールパーク」となる。球場の屋根は開閉式または透明素材のドーム型とし、5,000台分の駐車場などを整備、計36.7ヘクタールの同公園内に飲食店、マンション、野外球場、子育て支援施設などの建設も計画しており、来場客の長時間滞在や集客増を目指し、商業施設も充実させるという。北広島市では札幌方面からのアクセス改善のため、前述した千歳線の請願駅に加え、列車の増便もJR北海道に要望しており、ボールパーク周辺の道路整備も行う予定で、北海道も支援を表明している。2018年10月31日、日本ハム球団は新球場「北海道ボールパーク（仮称）」の詳細を発表、開閉式の屋根付き天然芝ドーム球場で収容規模は約3万5000人となることが決まり、11月5日に正式発表された。2020年5月に着工、2023年3月の完成を目指す予定である。2019年10月1日には準備会社「北海道ボールパーク」から事業移管を受ける形で、施設管理・運営会社「株式会社ファイターズスポーツ&エンターテイメント」を設立、2020年1月にはファイターズの事業統轄本部を統合、プロ野球興行などを担う。
2020年1月29日に、不動産開発会社の日本エスコン（現：エスコン）との間でこの年より10年以上の命名権を締結したと発表、契約額は年間5億円超で日本最高額となる。これに伴い、球場名称を「エスコンフィールドHOKKAIDO」に正式決定した。併せて新球場を核とした総合運動公園一帯エリアを「北海道ボールパークFビレッジ」とし、日本エスコンも街作りに参画、ホテルや住宅などの不動産開発を手がけることになる。
新球場元年となる2023年は公式戦71試合を主催するが、この全てを新球場で開催することが決まり、札幌ドームを始め、北海道内各地、東京ドームなど地方球場での公式戦開催は同年度に関しては行わないことになった（帯広、釧路、旭川では代わりに二軍戦を実施）。またオープン戦ではファイターズ主催の11試合のうち、新球場では3月14日の西武戦をこけら落としとして、7試合を開催し、前本拠地の札幌ドームでも3月4日と3月5日に楽天戦を行うことが発表され、併せて、札幌市在住者を対象とした新球場の観戦招待企画を4月の公式戦で行うことが発表された。札幌ドームでのオープン戦、並びに札幌市民招待に際しては、これまでリーグ優勝5回（日本一2回）を上げ、盛大な優勝パレードも行った札幌市民への感謝の意味を込めたものだという。
2024年も前年同様に主管する公式戦72試合は全てエスコンフィールドHOKKAIDOで開催するが、オープン戦では札幌ドームにおいても2試合を開催する。

## 放送

### テレビ
全国向け放送
- 熱パ・プロ野球→なまら!ファイターズ中継→GAORAプロ野球中継（GAORA）
- ドラマティック プロ野球・パ!（スポーツ・アイESPN）
- J SKY STADIUM（J SKY SPORTS）
- 月刊ファイターズTV・週刊ファイターズTV（GAORA）
- BS12 プロ野球中継（ホームゲームは2020年からGAORA・球団制作で、2023年からは実況を独自制作で放送。ビジターゲームはそれ以前より放送）
- NHKプロ野球（NHK総合・NHK BS1。NHK総合は全国中継とは別に北海道ローカルまたはビジター地元局の県域または周辺県を含めたブロックとのネットの放送もあり）

1990年代当初は東京ケーブルネットワーク制作（試合日によってテレビ埼玉、または千葉テレビ放送と共同制作としたものあり）の番組を、GAORAとスポーツ・アイESPNと本数調整しながら中継した。その後はほぼGAORAの独占となるが、1999年の一時期、J SKY SPORTSと放送本数を調整して中継した試合があった他、36試合制だった頃のセ・パ交流戦では、一部のカードで地上波放送を行う局とは別の在道放送局が制作して J SPORTSで放送することがあった。
北海道
全体的な総数では各局ごとにばらつきが見られるが、特に2006年の日本一を境に中継数が大幅に増加している。これは北海道は本州と比べてCS放送やケーブルテレビの普及率が低いため、地上波テレビの中継を増やすべく放映権料を変則的にしたためである。移転初年度から数年間は本拠地の試合を中心に数試合放送されることがほとんどであったが、近年ではビジター中継も積極的に行っている。
NHK札幌放送局
現在
- ほっとニュース北海道 - スポーツコーナー

過去
- ほくほくスポーツ（ほくほくテレビ）
- まるごとニュース北海道 - スポーツコーナー
- ネットワークニュース北海道 - スポーツコーナー。

北海道放送
現在
- グッチーの今日ドキッ!→今日ドキッ! - スポーツコーナー
- Bravo!ファイターズ（2015年より開始のファイターズ応援番組）
- Bravo!ファイターズ（2004年-2007年までは「SAMURAI BASEBALL」、2008年-2009年は「1BAN!!ファイターズ」。Bravo!ファイターズは前述の応援番組、今日ドキッ!のスポーツコーナーの名前としても使用。ビジター地元局への同時ネット時は、オープニングとランニングスコアに全国中継と同じ『S☆1 BASEBALL』のタイトルを使用し、『Bravo!ファイターズ』の番組名は自社エリアのみの送出とする）
解説はOBである岩本勉・大宮龍男・建山義紀→鶴岡慎也が登場することが多い。ビジターゲームはTBS系列局からのネット受けが多いが、時折札幌からのオフチューブまたは現地乗り込みで実況を差し替えることがある。ネット受けの場合でも、ファイターズOBの岩本勉が現地局解説者とのダブル解説で出演することが多いが、楽天戦については2015年まで宮城県出身のOB金村曉（2016年から2022年まで阪神タイガース投手コーチ）が出演することがあった。
一部試合はBS-TBSでも放送されるが、制作体制が異なり、TBSテレビのアナウンサー・解説者が東京からのオフチューブで放送する。BS-TBS・TBSチャンネル2（DeNA戦のみ）ではDeNAやパ・リーグ他球団主催の日本ハム戦や北海道内で他系列局が放送する日本ハム主催試合もTBSテレビ制作（球団公式映像を利用）で中継する。

過去
- すぽーつドーム
- アンカー!
- ［E］スポーツ
- Hana*テレビ

札幌テレビ
現在
- ファイトF（ファイターズ）（ファイターズ応援番組）
- どさんこワイド!!朝! - スポーツコーナー
- どさんこワイド - スポーツコーナー
- GO!GO!ファイターズ（2015年までは「ぞっこん!ファイターズ」。日本テレビ・BS日テレや対戦相手の地元局へのネットがある場合は、ネット局への配慮から全国ネット時と同じ『DRAMATIC BASEBALL（西暦）』として放送）
ビジターゲームは日本テレビ系列局からのネット受けが多いが、ファイターズOBの西崎幸広（2021年までは稲田直人も）が現地局解説者とのダブル解説で登場することが多い。2018年からは白井一幸も解説している。
年度によってはBS日テレ・日テレジータスで交流戦の対巨人戦（東京ドーム）を日本テレビ制作で放送するほか、2022年からはホームゲームを日本テレビ（対巨人戦のみ。共同制作扱い）およびBS日テレにもネットする。

過去
- 朝6生ワイド - スポーツコーナー
- ぞっこん!スポーツ
- マハトマパンチ - スポーツコーナー

北海道テレビ
現在
- FFFFF（エフファイブ）（ファイターズ応援番組）
- イチスポ（イチオシ!! - スポーツコーナー）
- イチモニ! - スポーツコーナー
- イチオシ!ファイターズ
解説は、岩本勉が務めることが多い。ビジターゲームでも札幌からのオフチューブで実況を差し替えることがある。特に交流戦の広島戦では、広島ホームテレビが『カープ応援中継“勝ちグセ。”』として広島応援に特化しているため全てオフチューブ差し替えとなる。
一部試合はBS朝日でも放送されるが、制作体制が異なり、実況は北海道テレビアナウンサーまたはテレビ朝日アナウンサー（現地乗り込み）のどちらかが担当する。BS朝日では交流戦での甲子園球場の阪神主催、パ・リーグ球団および交流戦のヤクルト主催の日本ハム戦、北海道内で他系列局が放送する日本ハム主催試合も朝日放送テレビ（阪神・オリックス主催）・西武球団（西武主催）・九州朝日放送（ソフトバンク主催）・テレビ朝日（日本ハム・ロッテ・楽天・ヤクルト主催）とBS朝日の共同制作で中継する。

過去
- スキップ
- 朝までファイターズ

北海道文化放送
現在
- みんスポSATURDAY
- みんなのファイターズ・みんスポ（みんなのテレビ）
- F-PARK LIVE
解説は、みんなのテレビコメンテーターの森本稀哲・OBの建山義紀→鶴岡慎也が務めることが多い。
一部試合はBSフジでも地上波との同時ネットで放送（過去にはフジテレビによる関東ローカル向け別制作分を放送したことがある）。BSフジでは阪神・オリックス・ソフトバンク・西武主催の、フジテレビTWOでは西武主催の日本ハム戦を各々放送。阪神戦・オリックス戦は関西テレビ制作で、ソフトバンク戦はテレビ西日本制作で、西武戦は球団制作（実況はBSフジでの放送分は別制作）で放送する（年度によってはフジテレビONE・BSフジでヤクルト主催をフジテレビ制作で中継する場合がある）。

過去
- ファイコンEXP.（北海道コンサドーレ札幌の情報も含む）
- えきニジ
- スポーツワイド Fの炎〜SPORT HOKKAIDO〜
- タカアンドトシのどぉーだ!
- YASUのえき☆スタ@noon
- 土曜えき☆スタUP
- えき☆スタ1
- えき☆スタ発
- のりゆきのトークDE北海道
- さあ!トークだよ
- U型テレビ
- UHBスーパーニュース
- サタすぽ

テレビ北海道
現在
- ゆうがたサテライト〜道新ニュース〜 - スポーツコーナー（毎週木曜日だが、他のスポーツも含む）
- TVhファイターズ中継
- 一部試合はBSテレ東でも放送されるが、地上波との同時ネットで放送する試合はテレビ東京との共同制作で放送し（テレビ東京から実況アナウンサーと解説を派遣する。）、交流戦の対阪神戦をテレビ大阪が放送（地上波関西ローカルとの同時ネット）する場合はテレビ大阪・テレビ東京・BSテレ東制作で放送する（テレビ大阪から実況アナウンサーと解説を派遣する。）。なお、BS単独または北海道内で他系列局が放送する時やテレビ大阪での放送時に不可能な放送内容が含まれる場合はテレビ東京・BSテレ東制作で放送する（テレビ東京側で実況と解説を用意する。)。

過去
- Do!ろーかる
- おばんでスタ!GOGOファイターズ（おばんでスタ!）
- 遊びなDJ

道内の地上波局が全てファイターズ主催試合の放映権を持っていることも特筆すべき点である。中でも2008年まではテレビ北海道が一番力を入れていた。
ただし、テレビ北海道は札幌・旭川・函館・室蘭を中心にした道央と道南のほぼ全域、道北の一部でしか見ることができず、帯広・北見・釧路・稚内を中心にした道東全域、道北の一部では見られないことから、これらの地域の視聴者からの苦情が少なくなかった。特に2006年のプレーオフ第2ステージ第2戦で優勝を決めた時はテレビ北海道が中継していたため、大量の苦情が殺到した（HBCラジオとSTVラジオでは聴取可能だった）。
その後テレビ北海道は、地上デジタル放送設置経費増加に伴う制作費削減に伴って2009年は原則として中継を行わず、2010年も試合中継数が少なかった。2011年には前年に総務省から「後発民放支援スキーム」の名称で後発民放の置局格差解消に伴う開局費用が補助されることを契機に道東の一部でも開局することになり、釧路放送局開局記念特番として3年ぶりに自社中継が復活。その後2015年12月に道東地方のごく一部を除いてテレビ北海道が全道で視聴できる体勢となった ことから、苦情の数は次第に収まっていった。
しかし、東京ドームでの主催ゲーム（制作協力：テレビ東京、映像協力：東京ケーブルネットワーク・TCP）については2012年まで放送実績がなかった。
- 2009年9月26日にソフトバンク対日本ハムの中継を行った。また、11月8日に日本シリーズ第7戦・北海道日本ハムファイターズVS読売ジャイアンツを放送する予定だったが、第6戦で巨人の日本一が決まったため、第7戦が開催されず放送されなかった。
- 2010年は3試合中継を行った（主にTVQ九州放送からのソフトバンク戦をネット受け）。
- 2011年は5試合の中継を行った（ネット受け2試合、自社制作3試合）。
備考
2006・2007年の優勝パレードは、全局優勝パレード中継を生放送した。2009年はNHKを除く全民放が互い違いに放送した。2012年は札幌テレビ・北海道テレビ・北海道文化放送が生放送、北海道放送がパレード終了後の午後3時から録画放送を行った[注釈 67]。NHK札幌放送局・テレビ北海道は放送なし。
ビデオリサーチ社の視聴率調査で北海道の2012年4月期の高視聴率番組トップ10が全てファイターズ戦の中継で1位が30%という快挙を達成し球団の密着度と人気がうかがえる結果となった。
その他
テレビ東京
  - 東京12チャンネル時代に『戦国ナイター』で一部試合を放送していたが、その後しばらく主催ゲームの中継が途絶えた。
  - 1990年代後半から、日本ハム提供でテレビ中継を再び行うようになった。また、1996年度から2003年度の8年間に渡って、『超野球ファイターズ』という日本ハム提供の球団情報番組を、毎週日曜日に放映していた。
  - 札幌移転後の2004年4月からは内容を全面的に一新し、球団監修のミニアニメーション番組『超ぽじてぃぶ! ファイターズ』をテレビ東京とテレビ北海道で放送した。開始当初の半年は日本ハムの選手（実名で登場する）をデフォルメしたギャグアニメーション形式だったが、同年10月の放送からストーリー性を重視して「闘魂野球伝」シリーズ、さらに監督が岸誠二に代わり2005年度上半期は北海道の野球少年やファンとの友情を描いた「燃えるぜ!焼けるぜ!」シリーズ、下半期は「燃えるぜ!焼けるぜ!」のメインキャラが野球勝負でファイターズ以外の11球団を擬人化した魔人にさらわれたファイターズ選手達を救出する「11魔人」シリーズを放送し、2006年3月に終了した。
  - 過去には、テレビ北海道など系列局への制作・技術協力を実施している。

テレビ埼玉
  - TVSヒットナイター（日本ハム主管試合、および一部ロッテ主管のビジターのうち、平日開催の多くを中心に放送。西武主管のビジターについては「TVSライオンズアワー」として放送されることがあった）
  - FIGHTERS EXCITING NETWORK（1995年 - 1997年。球団公認番組）30分番組で、司会はポップコーン正一・正二。

千葉テレビ放送
  - CTCダイナミックナイター・マリーンズナイター（テレビ埼玉が西武主管試合などの中継で放送の都合がつかなかった試合の一部をCTCに放送権を譲って放送しているが、中継中の制作字幕は「制作著作・東京ケーブルネットワーク」だった）
  - ハピはぴ・モーニング〜ハピモ〜

### ラジオ
北海道
HBCラジオ
現在
- HBCファイターズナイター/HBCサタデー・サンデーファイターズ
- ファイターズDEナイト!
- 朝刊さくらい
- 滝谷美夢のステップ
- 鶴岡慎也の焚火トーーク（「グッチーのGood Friday!」内）
- ガンちゃんの世界一面白いプロ野球の番組
- プロ野球三都物語（開幕前に放送する特別番組。東北放送・RKB毎日放送と毎年持ち回りで制作）

過去
- おぢさんツインカム
- にちようサウンドボックス
  - 携帯サイト『HBC熱闘!スポーツ』も運営していた（2010年1月 - 3月）。
  - 『ファイターズ中継ナンバーワン』「120%応援実況」をスローガンに年々中継試合数を増やして2007年からは公式戦はほぼ全試合を中継し（ネットの関係で東京ヤクルトスワローズとのビジターゲームを中継できないため、全試合はヤクルト戦がホームになった2016年しか達成できていない）、時には敵地にも自社アナウンサーを派遣する熱の入れようである。さらに試合後やオフシーズンにも応援番組も充実させている。
  - ファイターズ戦中継を増やし、STVラジオとの差別化を図ったことが聴取者から支持され、聴取率でSTVラジオを破った。

- 建山義紀の「ほな、ウチおいで!」
- ミュージック&スポーツバラエティ サンデーストーリー
- きくスポ!

STVラジオ
現在
- STVファイターズLIVE
- あさミミ! スポーツアップ・八幡淳のスポーツプレセンス（「北海道ライブ あさミミ!」内）
- Jスポ（「工藤じゅんきの十人十色」内11時台後半）
- 田中賢介のアフタースクール（土曜 18:00～）
- 白井一幸 ブリング・アップ（日曜 18:30～）
- 宮西尚生のなんとかなるさ（日曜 18:40～）

過去
- ぞっこん!スポーツ（みのやと幸代のときめきワイド）
- アタックナイター直前情報（牧やすまさのスーパースクランブル）
- ナマスポ!（News&Sportsチャートなまらん）
- なまらん
- 月刊梨田のはなしだ
- スポーツトレイン（オハヨー!土曜日）
- オハヨー!チェック・ザ・チェック、オハヨー!朝からファイターズ、オハヨー!スポーツ情報（「オハヨー!ほっかいどう」内）

※2007・2008年度は、ナイターはホームの全試合とビジターの大半、日曜日のデーゲームを中継していた。2009年 - 2012年は札幌ドームのナイターを中心に放送し、ビジターはヤフードームのソフトバンク戦など一部の試合のみ放送。その他は全国ネットの巨人戦またはヤクルト戦を放送。2010年からデーゲームはワイド番組を優先する関係で、主管試合でも2015年の平日（祝日および地方開催）を除き放送することがなくなった。2013年は「ファイターズ公式戦はナイター開催に限り、全試合中継」を宣言。背景には長年聴取率調査で首位の座にいたが、HBCラジオに2012年12月調査で譲り渡したことがある。2017年よりファイターズ戦全試合中継を行うようになった。
- マッスルナイト 〜スポーツ＆エンタ
- マッスルファイターズ
- 森本稀哲のひちょりのWA!!
- リアルタイム!（2024年までシーズン期間中は野球中継終了後21:00以降に放送。シーズンオフは土曜19:00〜）

AIR-G'
現在
- FIGHTERS THE RADIO TIME.

過去
- AIR-G' Morning Pax - 広瀬哲朗のファイターズ情報
- ビビッド・クルール - ファイターズ情報
- GOTCHA! 〜Fun's Radio〜 - 坪井智哉のツボチカ7（セブン）
- MOTTO FIGHTERS（Spicy Friday）

FM NORTH WAVE
現在
- G1sports（G1-MOTION）
- DAY-TIME TRIPPERS（木曜日）

過去
- Weekly Fighters Press

その他
文化放送
現在
- 岩本勉のまいどスポーツ

過去
- えのきどいちろう意気揚々→フォークトレイン内日本ハムファイターズエキサイティングネットワーク→ミュージックトレイン内北海道日本ハムファイターズエキサイティングネットワーク

### インターネット中継
2006年6月16日に「Yahoo!動画」上でインターネット配信を開始し、シーズン後半の1位通過争いやプレーオフの時は回線がパンク状態になった。SHINJOの引退セレモニーも中継したが、GOGOファイターズがずっと流れていた。2007年はオープン戦から配信している。CS放送のGAORA映像を使っている。

### 映画
2019年2月15日には、北海道日本ハムファイターズ誕生15thプロジェクト ドキュメンタリー映画『FIGHTERS THE MOVIE 〜Challenge with Dream〜』を公開。配給はアスミック・エース。ナレーションは、北海道出身のSHOKICHI（EXILE）、三好絵梨香、音尾琢真（TEAM NACS）が担当した。

### 補足
- 東映時代、同一資本系統の日本教育テレビ（NETテレビ。現在のテレビ朝日）がテレビ中継の優先権を確保していた。球団が日拓→日本ハムとなった後、関係は緩やかに縮小され、1980年代以降は対西武ライオンズ戦を中心としたものとなった一方、1990年代以降は上述の通りテレビ東京などとの結びつきが強くなっていった。
  - 1970年代後半のNETテレビ→テレビ朝日との関係が縮小された時、日本テレビ・フジテレビでも主として週末に開催される後楽園球場での主催試合を多数放送したことがあった。もっとも、日本テレビは、同じく後楽園球場を本拠地とし、かつ独占放映権を持っていた読売ジャイアンツの主催試合と同様の制作体制が取れたことから、中継本数が多かった。一方、フジテレビは解説者に球団OBの土橋正幸を中心に起用していた。TBSは東映時代の1950年代、日本ハム移行後の1970年代末期、2000年代の東京ドーム時代末期など、一部年度でデーゲーム中継をわずかながら放送した。
- 東京ドーム関連のCATV（東京ケーブル）制作ナイター番組をテレビ埼玉（過去には試合により千葉テレビ放送にも）・GAORA（毎日放送系列のCS）・日テレジータス（日テレ系列のCS）が購入して放送（日テレジータスは実況と解説を日本テレビの独自制作に差し替え）。北海道移転後もGAORAで引き続きナイター中継が放送されている。日本ハム本社は、GAORAに開局当初から出資している主要株主である。
- 1990年代初め頃、エフエム富士（当時はJFN加盟）が不定期で放送していたラジオ番組『FIGHTERS ROCKS&BASEBALL』があり、日本ハム情報とロック音楽を放送していた。それを同タイトルでテレビ化した番組が1992年秋頃から1994年頃まで、テレビ埼玉制作で同局とテレビ神奈川・千葉テレビ・びわ湖放送の4局でネットしていた。
- この他、北海道内のコミュニティFM放送局でも以下の番組が放送されている。
  - 三角山放送局（札幌市西区 サイトはこちら）：金子誠の 『週刊マック』
  - FMわっぴー（稚内市）・AIRてっし（名寄市）・FMもえる（留萌市）・FMウイング（帯広市）・FM-G'SKY（滝川市）・さっぽろ村ラジオ（札幌市東区）・FMパンプキン（恵庭市）：「ナイス!ファイターズチャンネル」
  - FMメイプル（北広島市エリア）聴いてよメイプル…GOGOファイターズ!!